# Campaña de Cataluña (1713-1714)
La Campaña de Cataluña (1713-1714) constituye, junto con la toma borbónica de Mallorca, la última fase de la guerra de sucesión española. Mientras se negociaban en Utrecht los tratados que habrían de poner fin a la guerra, Felipe V, presionado por la reina Ana de Inglaterra, concedió el indulto general a los catalanes, pero en el mismo no se comprometió a mantener sus leyes e instituciones propias, ni concedió la amnistía, tal como le solicitaban los británicos. Finalmente el gobierno de Londres, cuya prioridad era poner fin cuanto antes a la guerra, cedió y presionó a los austriacos para que firmaran el Convenio para la evacuación de Cataluña, al que siguió el Convenio del Hospitalet por el que las tropas imperiales abandonaban el Principado de Cataluña, dejando pendiente la solución del llamado «Caso de los Catalanes» (que se concediera una amnistía a los catalanes austracistas y que se mantuvieran sus leyes e instituciones propias).
Tras el abandono de las tropas imperiales Cataluña quedó ocupada por Felipe V salvo la fortaleza de Cardona y la ciudad de Barcelona, donde los Tres Comunes de Cataluña —Generalidad, Consejo de Ciento y Brazo militar— convocaron una Junta General de Brazos que el 6 de julio de 1713 decidió continuar la resistencia, ya que Felipe V ni había concedido la amnistía ni se había comprometido a mantener las instituciones y leyes propias del Principado. Pocos días antes, el 10 de junio de 1713, se había hecho pública una carta de Carlos de Austria en la que "procuraba desengañar a las autoridades catalanas de cualquier intento de resistencia" y en la que justificaba la retirada de sus tropas ("Si yo creyese que con el sacrificio de mis tropas pudiera aliviar vuestro desconsuelo, no tiene la menor duda que lo haría, pero perderlas, para perderos más, no creo sea medio que aconseja vuestra prudencia). La decisión de la Junta de Brazos de continuar la resistencia fue interpretada por el bando borbónico como la persistencia en los delitos de rebelión y de lesa majestad. Por su parte los Tres Comunes de Cataluña, según Joaquín Albareda, argumentaron que "reaccionaban con violencia ante la violencia de un rey convertido en tirano y que pretendía oprimirlos". En la proclamación de la continuidad de la resistencia por la Diputación del General se dijo que se hacía

por la conservación de las libertades, privilegios y prerrogativas de los catalanes que nuestros antecesores a costa de su sangre gloriosamente alcanzaron y nosotros debemos, así mismo, mantener, las cuales no han sido tomadas en consideración ni en Utrecht ni en Hospitalet.

Cataluña, sin rey, ni virrey, se convirtió en una república de facto entre julio de 1713 y septiembre de 1714, lo que no significaba, según se recoge en el impreso Despetador de Catalunya publicado por la Junta de Brazos para justificar la continuidad de la resistencia, que los resistentes se propusieran crear un estado independiente sino que pretendían, partiendo del supuesto de la concepción federal o federada de la monarquía compuesta, luchar por «la libertad de España» y contra el «despótico poder que la gobernaba». Los Tres Comunes de Cataluña alzaron un ejército propio nombrando por general comandante a Antonio de Villarroel e intentando a su vez recuperar el control del interior del territorio. La contienda bélica que se libró con un grado de brutalidad y devastación, por ambas partes, como jamás se había visto en los años precedentes. Tras el Tratado de Rastatt (marzo de 1714), que ratificaba el abandono de los aliados a los catalanes, el gobierno de Felipe V ofreció a los rebeldes una salida negociada al conflicto, pero la radicalizada «Junta de los 24 de Barcelona» —encabezada por Rafael Casanova— rechazó la proposición al no incluir el mantenimiento de las Constituciones catalanas. A pesar de un año de bloqueo contra la ciudad y la devastación que asolaba el interior de Cataluña, el equilibrio de fuerzas no se pudo romper hasta julio de 1714, cuando Luis XIV ordenó al ejército francés que entrara en España y se inició un verdadero asedio militar contra Barcelona que, tras 61 días, acabó con la rendición incondicional de los rebeldes austracistas el 12 de septiembre de 1714.
El comandante en jefe de los ejércitos borbónicos, el duque de Berwick, ordenó, siguiendo las instrucciones expresas de Felipe V y en contra de las garantías que les había ofrecido, que veinticinco de los oficiales que habían luchado en la defensa de Barcelona fueran detenidos y encarcelados. Entre ellos se encontraban los generales Antonio de Villarroel, comandante general del Ejército de Cataluña, y Joan Baptista Basset que había liderado la insurrección austracista del reino de Valencia de 1705. Muchos de ellos murieron en prisión y otros permanecieron en la cárcel hasta la firma del Tratado de Viena de 1725. Especial relevancia tuvo la ejecución del general Josep Moragues, que primero fue arrastrado por las calles por un caballo, luego degollado y cuarteado, y finalmente su cabeza fue colgada en una jaula en el Portal del Mar —una costumbre sólo aplicada hasta entonces a los bandoleros— para que sirviera de recordatorio de quién ostentaba ahora el poder en Cataluña tras la derrota austracista.
El 15 de septiembre de 1714 fueron abolidos los Tres Comunes de Cataluña —la Diputación del General, el Consejo de Ciento de Barcelona, y el Brazo militar de Cataluña—. Derogadas las Constituciones catalanas Felipe V promulgó los Decretos de Nueva Planta que instauraron el absolutismo en Cataluña. En el informe presentado ante el Consejo de Castilla el intendente José Patiño concluía «los Tres Comunes ruidosos y de más representación de todo el Principado, que sustentaron las turbaciones, por quienes se dirigió la rebelión y resistencia».

## Antecedentes
En noviembre de 1700 la muerte sin descendencia del monarca de España Carlos II el Hechizado —de la Casa de Austria—, habiendo nombrado como su sucesor al duque Felipe de Anjou —de la Casa de Borbón—, y la ratificación de este como sucesor, también, al trono de Francia, provocaría dos años después el estallido de una guerra mundial entre las Dos Coronas Borbónicas —Francia y España—, y las potencias de la Gran Alianza de La Haya —Inglaterra, Holanda y el Imperio Austríaco—, un conflicto que pronto se tornaría en guerra civil en la propia España entre los fieles a la Casa de Austria y los partidarios de Felipe V de Borbón. En 1712 Inglaterra llevaba diez años en guerra para evitar que Felipe V pudiera unificar las coronas de España y Francia en su persona, lo que hubiera dado lugar a una gran potencia regida por la Casa de Borbón que hubiera alterado el equilibrio de poder en Europa. Pero el nombramiento del archiduque Carlos de Austria como nuevo emperador suponía la posible unión de España, Austria y el Imperio Germánico, regidos todos por la católica Casa de Austria, un peligro mucho mayor para Inglaterra pues el resurgir del bloque hispano-alemán, como en los tiempos del emperador Carlos V, daría lugar a una superpotencia mundial. A partir de ese momento Inglaterra vio claras las ventajas de que el destino de España estuviera en manos del inestable Felipe de Borbón, una estrategia que se vio reforzada por la subida al poder en Londres del partido tory, partido favorable a acabar ya con tan larga guerra. El diplomático francés Nicolas Mesnager estableció los preliminares para la negociación y en enero de 1712 se iniciaron en la ciudad de Utrecht las conversaciones formales entre Francia e Inglaterra sin que a España se le permitiese inicialmente la asistencia.
En mayo de 1712 el secretario de estado británico Henry Bolingbroke ordenó la retirada de las tropas inglesas de España y el cese de toda actividad bélica en el continente. Para el historiador borbónico Belando la «división de los ingleses en aquella situación de cosas fue la saeta más penetrante que atravesó el corazón de los catalanes, porqué habían concebido grandes esperanzas de los ingleses, y cuando se hallaban más animosos vieron lo que jamás imaginaron». La coalición aliada se resquebrajó: Austria y Holanda intentaron continuar la guerra en solitario pero, ya sin la ayuda militar inglesa, sus ejércitos fueron completamente derrotados el 24 de julio de 1712 en la batalla de Denain (Francia). A remolque de los acontecimientos los embajadores del emperador Carlos de Austria propusieron entonces la división de la Monarquía de España en tal manera que la Corona de Aragón, los Países Bajos españoles, y territorios españoles en Italia fueran para la Casa de Austria, mientras que la Corona de Castilla continuaría bajo el dominio de Felipe V. Este rechazó tal reparto y propuso la división de España cediendo tan sólo los territorios que ya había perdido —Países Bajos españoles y los reinos de Italia—, pero señalando que sus armas dominaban todo el reino de Aragón, el reino de Valencia, y la mitad de Cataluña, se negaba tajantemente a entregar también la Corona de Aragón. Por su parte ingleses y franceses concretaron un primer principio de acuerdo: Inglaterra reconocía a Felipe V como legítimo monarca español y este a cambio renunciaba al trono de Francia. El 5 de noviembre de 1712 Felipe V hizo pública ante las Cortes de Castilla su renuncia a la Corona francesa y, respectivamente, sus familiares duque de Berry y duque de Orleans renunciaron a sus derechos a la corona española, con lo que se desvanecía toda amenaza de unión entre España y Francia eliminándose así el principal escollo para la paz. Inglaterra restableció relaciones diplomáticas con España y el marqués de Monteleón fue nombrado embajador español en Londres. Quedaba por resolver el «Caso de los Catalanes» —el régimen político en que quedaría Cataluña bajo Felipe V—, dado que por el Pacto de Génova Inglaterra se había comprometido a defender las constituciones catalanas fuera cual fuera el resultado de la guerra, un régimen que Felipe V rechazaba de plano mantener.
A su vez el ministro de hacienda británico Robert Harley había fundado en 1711 la Compañía de los Mares del Sur, mediante la cual pretendía reestructurar la masiva deuda pública británica acumulada durante la guerra y que ascendía a 8 millones de libras. La compleja operación financiera consistía en transformar la deuda pública británica en acciones privadas de la nueva compañía comercial. Para conseguir la aprobación del plan en 1711 el ministro Harley había prometido obtener grandes beneficios del comercio colonial con las Indias españolas, fruto de las imposiciones que se le exigirían a Felipe V para firmar la paz, pero en 1713 y transcurridos ya dos años la situación financiera de la empresa era insostenible y las presiones de los inversores acuciantes. En dicho contexto la Compañía de los Mares del Sur envió a sus propios negociadores a Madrid para lograr un acuerdo con Felipe V, entre ellos el traficante de esclavos Manasses Gilligan, mientras que el embajador español en Londres el marqués de Monteleón negociaba con el secretario de estado británico Henry Bolingbroke el «Caso de los Catalanes» y la manera de sortear el Pacto de Génova. Monteleón advirtió a Bolingbroke que «cualquier referencia, aunque mínima, a los Fueros y Privilegios serviría de continuo pretexto a la natural propensión de los catalanes a la sedición y a eximirse de la debida obediencia de cualquier príncipe», pero Bolingbroke le replicó que algo debía hacerse algo para salvar el honor de la reina. Monteleón se mostró inflexible explicándole «la naturaleza de los catalanes, siempre proclives a la sedición», detallándole que sus privilegios limitaban de una manera exorbitante la autoridad real y lamentándose de «las desgracias que en todos tiempos ha sufrido España por ellos». Por su parte los Tres Comunes de Cataluña enviaron, también, a sus propios embajadores: a La Haya al conde de Ferran y a Londres al marqués de Montnegre, quien sería sustituido poco después por el marqués de Vilallonga pasando el primero a Utrecht.
El embajador español en Londres alertó a la corte de Madrid de que «ha llegado aquí el marqués de Montnegre, diputado de Cataluña, con comisiones de proponer que se formase una república del Principado de Cataluña», aunque el embajador informó que rápidamente había conseguido infiltrarle a un espía entre sus criados «de forma que estoy informado puntualmente de todos sus pasos y he prevenido de todo a milord Boligbroke». Finalmente el 14 de mayo de 1713 Monteleón y Bolingbroke hallaron una solución y firmaron el acuerdo, aunque el tratado se mantuvo en secreto hasta su ratificación el 13 de julio de 1713: Felipe V igualaba la oferta hecha por Carlos de Austria a los ingleses años atrás, cediéndoles autorización para el Navío de permiso y el contrato comercial de tráfico de esclavos —el asiento de negros— durante 30 años, y la superó añadiéndole también la entrega del peñón de Gibraltar y de la isla de Menorca; a cambio los ingleses se contentaban con el «Indulto y perdón general a los catalanes» —promulgado ya por Felipe V el 30 de marzo—, y el siguiente artículo referente al mantenimiento de las constituciones catalanas (léase el  tratado íntegro):

[artículo 13º] Visto que la reina de la Gran Bretaña no cesa de instar con suma eficacia para que todos los habitantes del Principado de Cataluña [..] conserven ilesos é intactos sus antiguos privilegios, el Rey Católico por atención à su Majestad británica concede y confirma por el presente a cualquiera habitador de Cataluña, no solo la amnistía deseada, juntamente con la plena posesión de todos sus bienes y honras, sino que les da y concede también aquellos privilegios que poseen y gozan, y en adelante pueden poseer y gozar los habitadores de las dos Castillas, que de todos los pueblos de España son los más amados por el Rey Católico.

El artículo suponía, de facto, la derogación de las constituciones catalanas, tal y como anteriormente ya se había hecho con los Fueros de Aragón y los Fueros de Valencia, consagrando así la abolición de las leyes, derecho y gobierno de todos los estados de la Corona de Aragón, que a partir de entonces pasaban a estar bajo las leyes y gobierno del Consejo de Castilla. En el informe a sus embajadores Bolingbroke lo resumió con las siguientes palabras: «Los Privilegios de los catalanes son, en verdad, deseables para un pueblo que ansíe sustraerse del todo de la dependencia de su Príncipe y vivir con sus brazos y sus manos; pero los Privilegios de Castilla son infinitamente de mayor valor para quienes se proponen vivir en la debida sujeción a la autoridad».
Viendo perdida la Corona de Aragón el emperador Carlos de Austria había propuesto a los ingleses que, al menos, erigiesen al Principado de Cataluña en una república neutral bajo la protección de Inglaterra, lo que les permitiría cumplir con el Pacto de Génova. Pero el secretario de estado Henry Bolingbroke se opuso tajantemente afirmando que «el mantener las Libertades Catalanas, no es de interés para Inglaterra». Así mismo conminó al emperador a que evacuara la totalidad de sus tropas de Cataluña y a su esposa de Barcelona, a la par que se iniciaba la negociación del Tratado de comercio entre España y Gran Bretaña generalizando las prebendas comerciales a los mercaderes ingleses. Sin nada con lo que negociar para retener sus derechos a España, o una parte de ella, el emperador Carlos de Austria se doblegó a las presiones británicas y firmó el «Convenio para la evacuación de Cataluña», retirándose de las negociaciones de Utrecht sin firmar la paz, ni con Felipe V, ni con Francia. Notificó la evacuación de sus tropas a los diputados de la Diputación del General, concluyendo que el continuar la guerra en solitario provocaría un baño de sangre inútil que no tendría más resultado para Cataluña que el de su total y absoluta destrucción, dado lo cual les inducía a resignarse y acogerse a la amnistía ofrecida por Felipe V (léase el  documento íntegro). A los pocos días la emperatriz abandonó Barcelona en una portentosa ceremonia oficial dejando al mariscal Guido von Starhemberg como virrey y, el 22 de junio de 1713, los representantes de Felipe V y de Carlos de Austria firmaron el «Convenio del Hospitalet», que daba por finalizada la Guerra de Sucesión en territorio español. Ese mismo mes el gobierno británico cedía los contratos comerciales otorgados por Felipe V a la Compañía de los Mares del Sur.

## Campaña de Cataluña (1713-1714)

### Junta General de Brazos de Cataluña
Ante la evacuación de las tropas aliadas los diputados de la Diputación del General de 1710-1713 se resignaron a aceptar la realidad de los hechos. En cambio, y tras presiones múltiples, una facción de la aristocracia catalana forzó a los diputados de la Diputación del General a convocar urgentemente para el 30 de junio en Barcelona la Junta General de Brazos, arguyendo que solo dicha institución era la competente para dictaminar si Cataluña debía someterse irremisiblemente a Felipe V o, de lo contrario, debía organizarse para continuar la guerra por sí sola en defensa de sus Constituciones. Entre tanto las tropas borbónicas empezaron a avanzar sin oposición ocupando villa tras villa mientras anunciaban que la guerra había terminado y que Felipe V iba a respetar las constituciones.
A las tres de la tarde del 30 de junio de 1713 y con gran nerviosismo por las noticias que llegaban a Barcelona se abrió solemnemente la Junta General de Brazos de Cataluña. Se reunieron los tres Brazos —tres estamentos— en el salón de San Jorge de la Diputación del General de Cataluña, donde presididos por un altar con la santa imagen de Cristo se leyó la Proposición redactada por los diputados de la Generalidad, tras los cual se dispuso que cada brazo se juntara por separado en diferentes salones ordenando que en cada uno hubiera un altar donde oficiar una misa del Espíritu Santo para que iluminara las deliberaciones de los catalanes. Tras las primeras sesiones el Brazo Eclesiástico se inhibió porqué de la resolución podía seguirse «derramamiento de sangre», dejando la decisión final en manos de los otros dos brazos: el Brazo militar —estamento de los aristócratas—, y el Brazo real —estamento de los ciudadanos—. En el Brazo militar los votos de los aristócratas catalanes se dividieron en tres grupos: Nicolás de Sanjuan expuso el sentir de los partidarios de la sumisión incondicional recordando que «Si a las leyes fundamentales de nuestra Patria, que dan derecho a Cataluña para defenderse, acompañase la prevención, la fuerza y el poder, sin duda sería olvidarnos de nuestra obligación el no oponernos», pero que estando «nuestra Patria en medio de Castilla y Francia», «hallándose toda Cataluña fatigada, destruida, y exhausta de medios», y siendo una «esperanza vana y sin fundamento» el esperar la ayuda de Carlos de Austria, su voto era el de ir sin dilación «a Madrid a hacer acto de sumisión» (léase el  discurso íntegro).
Le replicaron los partidarios de la guerra, aunque estos estaban divididos en dos facciones: por un lado los moderados, cuyo voto fue expuesto por Jaime de Copons y de Falcó, partidarios de declarar la guerra contra Felipe V pero solo tras intentar una última negociación para salvar las Constituciones (léase el  discurso íntegro); y por otro lado la facción radical, partidarios de declarar la guerra también, pero rechazando de plano cualquier negociación con Felipe V. Expuso el sentir de la aristocracia radical Manuel de Ferrer y Sitges, quien pronunció un larguísimo y profuso discurso embriagado de desprecio y odio contra Castilla, calificando a los ministros de Madrid de «sanguijuelas», afirmando que ante la prosperidad de los catalanes a los castellanos les corroía la envidia, tachando a éstos de ser una nación débil y de tener los «ánimos ignorantes y sencillos», todo lo contrario al honor y a la gloria «ser catalán», y amparándose en la «Divina Providencia» exhortaba a que se tomaran las «armas y se defiendan nuestros Privilegios y Leyes hasta la última extremidad», profetizando que antes que tolerar una ignominiosa sumisión que mancillara el «honor de la Nación Catalana» (léase el  discurso íntegro). Pero a pesar de la verborrea fanatizada de Manuel de Ferrer y Sitges, la división en dos facciones de los partidarios de la guerra dio como resultado que la opción minoritaria, la de los partidarios de la sumisión, sumase más votos que las otras dos por separado. Ante el resultado adverso de la votación Manuel de Ferrer y Sitges obstaculizó la aprobación de la deliberación presentando una Protestación: «Digo, pues, que con el presente acto —quiero tenga fuerza de solemne Protestación, con todas las cláusulas de derecho necesarias—, doy de nulidad y protesto de la susodicha deliberación por oponerse al Honor, Leyes, y Privilegios de toda la Nación Catalana, por ser ignominiosa tan servil sujeción al nombre de toda la Nación»(léase el  documento íntegro).
Y en ese ínterin fue cuando, finalmente, les llegó la noticia de que el Brazo real —estamento de los ciudadanos— había votado por proclamar la guerra sin más dilaciones. Esa resolución forzó al Brazo militar a reconsiderar el resultado de su deliberación, imponiéndose finalmente el dictado de la aristocracia catalana radical. Tomada así la resolución de continuar la guerra los comisionados de la Junta General de Brazos la entregaron a los diputados de la Diputación del General para que la publicara y declarara el estado de guerra. Los diputados de la Generalidad, contrarios a la proclamación, dilataron la entrada en vigor legal del edicto tres días advirtiendo «que en los erarios de la Diputación no había dinero, que era el principal nervio para emprender una guerra». En la sexta instancia presentada por los Brazos Generales ante los diputados de la Generalidad se les recordaba que era su deber la «conservación de las Libertades, Privilegios y Prerrogativas de los catalanes, que nuestros antecesores a costa de sangre gloriosamente vertida alcanzaron, y nosotros debemos así mismo mantener».

### Cataluña declara la continuación de la guerra
Finalmente a las seis de la mañana del 9 de julio de 1713, mientras el último virrey de Cataluña el mariscal Starhemberg se embarcaba con las tropas austríacas, fue proclamada con retumbo de tambores y trompetas la «Crida», la declaración de guerra. Tras publicar la «heroica resolución», como la llamaban los radicales, varios ciudadanos de Barcelona abandonaron la capital en desacuerdo con la declaración de guerra; no sólo se trataba de los pocos partidarios de Felipe V que habían resistido hasta entonces en la ciudad, sino también y mayoritariamente de austracistas que consideraban que declarar la guerra contra Felipe V y contra Francia era «una inhumana y bárbara resolución», y que lo único que los radicales conseguirían sería llevar a Cataluña hacia su más absoluta devastación. Entre los que abandonaban la ciudad se hallaba el antiguo teniente coronel Antonio Meca y de Cardona de las Reales Guardias Catalanas, las tropas de elite que habían formado la guardia de corps de Carlos de Austria y que se retiró a una residencia suya en Sabadell, o el coronel de la guardia de caballería de la misma unidad, Antonio de Clariana y de Gualbes. En cambio, otros como el Ciudadano Honrado Rafael Casanova, que también disponía de otra residencia en San Baudilio de Llobregat, se mantuvieron dentro de la ciudad.
Ante la declaración de guerra Felipe V escribió irado a su abuelo, el rey Luis XIV de Francia, lamentándose de que pese haber concedido una amnistía y perdón general a los catalanes, nada de eso había servido; y ante la grave situación de sus finanzas sentenciaba que los catalanes «me pagarán todos los gastos de la Guerra de Cataluña desde 1º de Julio [1713] hasta que hayan rendido las Armas». Para Felipe V los Tres Comunes de Cataluña no eran ni potencia contendiente, ni les reconocía como interlocutor de Carlos de Austria, acusándoles de haber cometido el delito de rebelión contra la legalidad establecida en los tratados firmados, y de lesa majestad contra su legítimo monarca —él—, por lo cual no era más que rebeldes no sujetos a las leyes de la guerra. Ordenó al comandante de su ejército que ante cualquier oposición «se les pasará a todos a cuchillo, y se haga ahorcar a los que se defendieren, pues además de merecer este castigo como rebeldes obstinados y ladrones, convendrá se execute así para escarmiento de los otros». Para el historiador Ricardo García Cárcel, «Felipe V es un caso de neurosis obsesiva con respecto a Cataluña [..] No se puede desvincular la actitud neurótica de Felipe V hacia los catalanes del hecho de que su condición de rey absoluto le llevaba a considerar que había sufrido una traición y que tenía que vengarse. Ese perfil de rey vengativo es fundamental para entender su actitud». A su vez en el Consejo de Castilla Melchor de Macanaz exhortaba a que «por efecto de la rebelión y conquista de Cataluña [..]  todos sus fueros y privilegios quedan derogados, y no hay más ley, fuero, ni privilegio, que la voluntad del Rey».
Habiendo los Tres Comunes de Cataluña declarado el estado de guerra, dos días después el 11 de julio de 1713 los representantes aragoneses refugiados en Barcelona presentaron formalmente y por escrito la adhesión del reino de Aragón a la guerra contra Felipe V y contra Francia  (léase el  documento íntegro). Respetada la prelación jerárquica, al ser el reino de Aragón la cabeza de la Corona de Aragón, al día siguiente 12 de julio los representantes valencianos también formalizaron la adhesión del reino de Valencia a la guerra contra Felipe V  (léase el  documento íntegro). Para el historiador borbónico Vicente Bacallar «buscaban antes la muerte que restituirse al debido vasallaje –ellos le llamaban esclavitud–. No se pueden referir en corto volumen los efectos de su obstinación».

### El gobierno «sui juris» de Cataluña
| Gobernación viceregia de Cataluña   |                         |                           |
|                                     |                         |                           |
| Marqués de Torrellas                |                         |                           |
| Francisco de Sayol                  |                         |                           |
|                                     |                         |                           |
| «Junta de los 36»                   |                         |                           |
| Delegados de los Brazos de Cataluña |                         |                           |
| Aristocracia                        | Eclesiásticos           | Ciudadanos                |
| Marqués de Barberá                  | Arcidiano de Andorra    | Félix Teixidor            |
| Barón de Almenara                   | Sagristán de Bañolas    | Tomás Antich              |
| Manuel de Ferrer y Sitges           | Sagristán de San Pablo  | Salvador Feliu de la Peña |
| Marqués del Poal                    | Arcidiano de Barcelona  | José Ferran               |
| Conde de Rodoñá                     | Sagristán de Gerri      | Diego Casetas             |
| Conde de la Torre                   | Canónigo de Urgel       | Juan Llinás               |
| Barón de la Manresana               | Deán de Besa            | Luis Bertrán              |
| Barón de la Cortada                 | Canónigo de Vic         | Francisco Mas             |
| Ramón de Rodolat                    | Canónigo de Barcelona   | Francisco Sentís          |
| Conde de Claramunt                  | Hospitalario de Tortosa | José Antonio Roig         |
| Alejo de Sagarra                    | Ramón Torroella         | José Llaris               |
| Buenaventura de Vidal               | Abad de Gerri           | Jaime Abadal              |
|                                     |                         |                           |

Sin rey, ni virrey, se siguió lo establecido por las Constituciones catalanas para dicha situación abriéndose solemnemente la gobernación viceregia a cargo del gobernador de Cataluña Pedro de Torrellas y Sentmenat y su lugarteniente Francisco de Sayol y Quarteroni para administrar justicia, retirándose tanto el canciller de Cataluña como el regente de la presidencia del Supremo Senado de Cataluña. Por su parte la Junta General de Brazos de Cataluña quedó prorrogada por seis meses delegando su soberanía en una junta deliberativa de gobierno, la «Junta de los 36», que debía aconsejar a la diputados de la Diputación del General en quienes residía en última instáncia el poder ejecutivo. La «Junta de los 36» estaba formada por 12 miembros escogidos por cada uno de los tres brazos por lo que consecuentemente los radicales obtuvieron la mayoría. Acto seguido la «Junta de los 36» informó de la resolución de continuar la guerra a los embajadores catalanes que durante la negociación del Tratado de Utrecht habían sido enviados a las cancillerías europeas: el marqués de Montnegre en Viena, el marqués de Vilallonga en Londres, y el conde de Ferran en La Haya.
A diferencia de lo acaecido años atrás durante la Guerra de Cataluña (1640-1659), cuando también tras una Junta General de Brazos el Principado de Cataluña se autoproclamó en república independiente —una república que al poco tiempo acabaría fagocitada por Francia—, ahora la estrategia de los radicales se fundamentaba en declararse insistentemente vasallos de Carlos de Austria. Confiaban el todo de sus posibilidades en la creencia de que presentándose Cataluña como dominio de Carlos de Austria, cuando este firmase la paz con Francia, las tropas francesas se verían forzadas recíprocamente a evacuar Cataluña. En consecuencia la «Junta de los 36» acordó enviar un memorial al emperador Carlos de Austria en Viena informándole de la «heroica Resolución» de Cataluña de continuar la guerra por «cumplimiento de su jurada fidelidad, y conservación de las Leyes, Privilegios, y Libertades»; así mismo le hacían constar que aun siendo conscientes de su ausencia, y de su virrey, y de que había ordenado la evacuación de sus tropas porque la «continuación de la guerra produciría la total ruina del Principado», estaban determinados a sacrificarse antes que a someterse, solicitándole a Carlos de Austria tanto el envío de socorros como el no cejar en el empeño de erigir al Principado de Cataluña en una república, bajo protección imperial para cuando negociase la paz con Francia: «con la esperanza que la Divina Providencia, inclinada a su justa causa, abrirá camino a Vuestra Católica Majestad, de asistirla con prontísimos y copiosos socorros, continuando la guerra, y en caso de efectuarse la paz, con el eficaz empeño de no permitir separar el Principado de la obediencia de Vuestra Católica Cesárea Majestad, o erigir el Principado en República, bajo la soberana protección de Vuestra Cesárea Católica Majestad» (léase el documento íntegro).
Asimismo los diputados de la Diputación del General publicarían dos opúsculos propagandísticos: el Despertador de Catalunya en catalán, y Crisol de Fidelidad en castellano. En ambos textos se intentaba legitimar la rebelión de Cataluña —o, según su parecer, la continuación de la guerra bajo la jurisdicción de Carlos de Austria—, proclamando que luchaban no solo por su libertad y sus privilegios sino que, recordando la abolición de los Fueros del reino de Aragón y del reino de Valencia, también luchaban por la Corona de Aragón y por libertar a toda España del absolutismo de Felipe V. Para el historiador borbónico Nicolás de Jesús Belando «Vivían con esperanza de que el señor Archiduque, cuando ocupase con sosiego el Trono del Imperio Alemán, les favorecería y los dejaría en entera libertad, reduciéndoles a una independiente república como ya lo expresó a los barceloneses su obispo, el eminentísimo Cardenal Sala».

### El Ejército de Cataluña
Proclamada la declaración de guerra el 9 de julio de 1713, al día siguiente la «Junta de los 36» publicó un bando para levar efectivos para su ejército. Para el cargo de general comandante se calibraron dos opciones: el teniente mariscal Antonio Colón de Portugal y Cabrera conde de La Puebla, y el también teniente mariscal Antonio de Villarroel y Peláez, siendo elegido este último por haber nacido en Barcelona aunque no fuera catalán. Este aceptó el nombramiento el 12 de julio, pero consciente del radicalismo que imperaba entre los miembros de la «Junta de los 36» les advirtió que solo accedía a ello como militar profesional, porque el ataque a la ciudad era ya inminente, que solo comandaría la defensa mientras tuviera tropas suficientes y bajo la condición irrenunciable de obtener la patente oficial del emperador Carlos de Austria. La «Junta de los 36» accedió a sus condiciones y al día siguiente se oficializó su nombramiento, designando este a sus ayudantes Diego Mier, Juan Calvería, Diego Sánchez y Martín de Zubiría.
Para movilizar a los centenares de refugiados austracistas de los reinos de España que se agolpaban en Barcelona los Tres Comunes concibieron la idea de organizar los regimientos del ejército de Cataluña en función de las naciones pertinentes amparados cada uno por un santo patrón católico. Según dicho plan, de los ocho regimientos de infantería que se alzaron, el regimiento de la Generalidad, el regimiento de Barcelona, y el de Nuestra Señora del Rosario serían reservados a los catalanes, el de San Narciso para los alemanes, el de Nuestra Señora de los Desamparados para los valencianos, el de la Santa Eulalia para los navarros, y el de la Inmaculada Concepción, bajo el comando teórico del general comandante Villarroel pero efectivo del coronel Gregorio de Saavedra, para los castellanos. Así mismo, de los seis regimientos de caballería que se alzaron, el de coraceros de San Miguel fue reservado para los aragoneses. A pesar sus intenciones la mayor parte de la tropa tuvo que completarse con catalanes y a finales de julio la leva ascendía a cerca de 4.000 combatientes a sueldo de los Tres Comunes de Cataluña; tras bendecir las banderas en las iglesias bajo las prédicas que les exhortaban a seguir el ejemplo de los antiguos «Macabeos» de la Biblia se juró solemnemente fidelidad a Carlos de Austria y al Principado de Cataluña, se nombraron los oficiales, y fueron entregadas las patentes en nombre de los Tres Comunes, no del emperador Carlos de Austria.

### Represalias, derrotas y pugnas por el poder
El clima de violencia y de amenazas que estuvo detrás del triunfo de los radicales durante la Junta de Brazos fue descrito en las memorias de un partidario de Felipe V residente en Barcelona; este calificó a los radicales de actuar arbitrariamente «según sus depravadas intenciones», de la nula validez de la Junta de Brazos por la ausencia de los síndicos de Gerona, Lérida, Tortosa y Tarragona, narrando como aún y así aquellos que intentaron impedir la declaración de guerra fueron amenazados de muerte por los «secuaces de la maldad»; detalló como el cambio en la deliberación final del Brazo militar solo se pudo conseguir cuando los radicales fueron a sus casas y les amenazaron de que «los colgarían a todos del balcón si no declaraban la guerra», mientras las escuadras de miquelets sembraban el terror por las calles de Barcelona al grito de «Privilegios o muerte!». Confirmó las coacciones otro felipista residente en Barcelona, el notario Alejo Claramunt, quien en su diario personal denunció las «infectas amenazas y persecuciones públicas de matar y quemar a los que no votasen la guerra. [..] Y lograron el malintencionado fin y resolvieron guerra y defenderse, oponiéndose así a la corona de España, nuestro primer jurado rey, y a la de Francia, y no menos a lo tratado en el congreso de Utrecht por el emperador Carlos VI de Alemania y sus aliados. Y luego lo resolvieron y publicaron. Y fue tal la alegría del pueblo que no la puedo ponderar. Y predicaban por las tronas abiertamente que era una guerra de religió», tras lo cual huyó de Barcelona pocos días después.
| Diputación del General de Cataluña (Generalidad de Cataluña) * |                               |                                |
|                                                                |                               |                                |
| Militar                                                        | Eclesiástico                  | Ciudadano                      |
| Diputado Antonio de Berenguer                                  | Diputado Sagristán de Bañolas | Diputado Antonio Grases y Des  |
| Oidor Francisco de Perpiñá                                     | Oidor Sagristán de San Pablo  | Oidor Tomás Antich y Saladrich |
| *nota: diputados y oidores sorteados el 22 de julio de 1713    |                               |                                |
|                                                                |                               |                                |

Los radicales habían obtenido el control de la «Junta de los 36», pero en cambio en la Diputación del Generala y en el consistorio de consejeros de Barcelona aún tenían mandato vigente los partidarios de la sumisión a Felipe V. Esta situación empezó a revertirse a los pocos días pues, tal y como era de precepto, en la festividad de Santa María Magdalena —22 de julio—, de 1713 se procedió a la tradicional renovación de los 6 diputados de la Diputación del General para el trienio 1713-1716 del que resultaron sorteados, tras varias renuncias, denegaciones y votos nulos, 6 adictos a la facción radical: los eclesiásticos José de Vilamala y Diego de Olzina, los aristócratas Antonio de Berenguer y Francisco de Perpiñá, y los ciudadanos Antonio Grases, y Tomás Antich. Para evitar que en lo sucesivo la suerte no se alineara adecuadamente con sus designios la «Junta de los 36» decretó un edicto mediante el cual fueron borrados de las listas de candidatos —desinsaculados— todos aquellos que habían abandonado la ciudad por ser contrarios a la guerra.
Finalmente el 25 de julio de 1713 las tropas borbónicas al mando del duque de Pópoli llegaron frente a las murallas de Barcelona. Acto seguido Pópoli solicitó la obediencia de la ciudad a Felipe V, solicitud rechazada el mismo día. Ante la imposibilidad de tomar Barcelona al asalto el jefe de ingenieros van Verboom, que había estado preso en la ciudad en 1712, presentó al duque de Pópoli un informe alertándole del «gran número de gente belicosa que se ha encerrado en ella, acostumbrados al manejo de las armas, atrevidos y obstinados», advirtiéndole que los catalanes «temerán sin duda el castigo que merecen quitándoles privilegios y armas, de lo que están más celosos que ninguna otra nación del mundo, prefiriendo antes perder la vida que perder sus privilegios, lo que me hace temer que esos bárbaros sentimientos sean capaces de hacer un efecto tan extraordinario en su espíritu que les pueda llevar hasta el último extremo». Como conclusión Verboom le indicaba que sería necesario un verdadero sitio militar para someter a la ciudad pero Populi, sin artillería pesada y limitado por las carencias técnicas y tácticas de las tropas de Felipe V, desestimó el plan. La estrategia que adoptó fue la que desde hacía siglos se había seguido en los sitios a los que se había sometido a Barcelona, bloqueándola por tierra y centrando a lo mejor de sus tropas en la conquista de la fortaleza de Montjuich, desde la cual una vez tomada obligar a la rendición de la ciudad.
Paralelamente varios de los que habían abandonado Barcelona, tanto butifleros como antiguos austracistas, empezaron a concentrarse en Mataró. Desde allí empezaron una campaña de propaganda intentando desacreditar a la facción radical, denunciando tanto las irregularidades de la Junta de Brazos, como poniendo en evidencia el absoluto silencio de Carlos de Austria —el rey bajo la supuesta jurisdicción del cual afirmaban luchar—, tachándoles por tanto de rebeldes al legítimo y único monarca de España, Felipe V. Pero la oposición a los radicales no se organizaba solo fuera de las murallas de Barcelona. En el interior de la ciudad las tensiones empezaron a arreciar contra el conseller en Cap de Barcelona de 1712-1713, Manuel Flix y Ferreró, declarado partidario de la sumisión. Este había permanecido en el cargo y hacía todo lo posible para evitar que los dislates de los radicales afectaran a los civiles; solicitó a Villarroel que ordenara a los miquelets salir fuera de Barcelona, consiguió evitar varias ejecuciones —entre ellas la de un familiar del noble Francisco de Castellví—, y restableció el orden público. Asimismo, alegando que la ciudad estaba sometida a un bloqueo militar, el conseller en Cap Manuel Flix formó la «Junta de los 24», de ámbito municipal, desde la cual bloqueaba veladamente los desmanes de la «Junta de los 36» y de los nuevos diputados de la Generalidad, esperando que al fin todo acabara en una negociación con el menor derramamiento de sangre.
| «Junta Superior de los 36»                |                   |                         |
| Comisión reducida de la «Junta de los 36» |                   |                         |
| Eclesiásticos                             | Aristocracia      | Ciudadanos              |
| Arcidiano de Andorra                      | Barón de Almenara | Félix Teixidor y Sastre |
| General Comandante                        |                   |                         |
| Antonio de Villarroel                     |                   |                         |
|                                           |                   |                         |

Los radicales de la «Junta de los 36» hartos ante el obstruccionismo del conseller en Cap de Barcelona Manuel Flix le presentaron una protesta formal   (léase documento íntegro) y las disensiones llegaron a tal extremo que el general comandante Villarroel denunció que «el ataque más fuerte [..] no puede hacernos nunca tanto daño como la disparidad de consejos, desunión de voluntades, malintroducción de discordias de las Juntas y mal método de gobernarse». Pero ni el propio Villarroel quedó al margen de los conflictos internos y especialmente grave fue el que le enfrentó contra Manuel de Ferrer y Sitges, quien criticaba constantemente la estrategia conservadora del castellano Antonio de Villarroel. Este amenazó con tomar una «resolución conveniente a mi decoro» si no se destituía a Manuel de Ferrer y Sitges, pero los diputados de la Generalidad lo rechazaron y finalmente se resolvió que, para evitar más enfrentamientos, a partir de entonces Villarroel no trataría en pleno con toda la «Junta de los 36» sino sólo con una comisión reducida. Dicha comisión reducida fue llamada «Junta Superior de los 36» y ante ella debía consultar y comunicar previamente todas sus decisiones militares, constituyéndola el eclesiástico arcidiano de Andorra, el aristócrata barón de Almenara y el ciudadano Félix Teixidor y Sastre.
Aunque los radicales habían conseguido su principal objetivo —evitar que Cataluña se sometiera—, y ahora dominaban también en la Generalidad, la situación no dejaba de ser desesperada. Todo el Principado ya había rendido obediencia a Felipe V y la rebelión se reducía solamente a la ciudad de Barcelona y tres aisladas fortalezas — el Castillo de Cardona, el Castillo de Hostalrich y El Castell de Ciutat—. Entonces la «Junta de los 36» abanderó el lanzamiento de una expedición militar que, saliendo de Barcelona bajo el mando del general Rafael Nebot y uno de los nuevos diputados de la Generalidad, debía enlazar con las fortalezas resistentes y reclutar a cuantas tropas de voluntarios pudieran. La operación debería completarse con el retorno de la expedición a Barcelona, donde asaltarían por la espalda a las tropas borbónicas mientras que desde el interior de la ciudad saldrían en masa las tropas de Villarroel, asestando así un golpe definitivo al ejército de Felipe V. Pero en realidad la campaña militar resultó en un completo desastre. No atacaron Mataró, donde se hallaban los almacenes borbónicos con sus vitales suministros; tampoco consiguieron evitar ni la caída del Castillo de Hostalrich, ni la del Castell de Ciutat, que se rindieron a las tropas borbónicas. Perdieron los más de 600 caballos que el ejército austríaco había vendido a los Tres Comunes de Cataluña, con lo que irremisiblemente se desvaneció cualquier posibilidad de obtener el control territorial de Cataluña frente a la caballería borbónica. Y para culmen de dislates cuando en octubre de 1713 la expedición regresó a Barcelona, los comandantes militares dejaron abandonados en las cercanías de la ciudad a los más de 4.000 voluntarios que les habían seguido. El estrepitoso fracaso de la expedición hundió en el descrédito a la «Junta de los 36» y dejó en crisis a los nuevos diputados de la Generalidad.

### La operación Dalmases
En ese contexto el conseller en Cap de Barcelona Manuel Flix y Ferreró intentó una operación para forzar una salida negociada al conflicto de común acuerdo con el embajador catalán en Londres, el marqués de Vilallonga Pablo Ignacio Dalmases. Este, nada más llegar a Inglaterra durante la negociación del Tratado de Utrecht había presionado a los militares ingleses James Stanhope y Peterborough hasta conseguir una audiencia con la reina Ana, aunque de ello no obtuvo resultado alguno. Continuó insistiendo hasta conseguir reunirse con el mismísimo secretario de estado Henry Bolingbroke, a quien expuso las ventajas de erigir a Cataluña en una república independiente interpuesta entre las monarquías de Francia y España, lo que les permitiría asimismo cumplir con el Pacto de Génova; pero Bolingbroke lo rechazó señalando que el dicho Pacto de Génova carecía de validez legal alguna porque no había sido refrendado por el Parlamento británico. Totalmente desengañado de los británicos, el embajador Dalmases había desaconsejado a los Tres Comunes de Cataluña que declararan la continuación de la guerra e incluso, tras la proclamación, su propio padre fue de los que abandonó Barcelona para refugiarse en Mataró. Ante el rumbo que estaban tomando los acontecimientos el embajador Dalmases, aprovechando sus buenos contactos en las cortes de Madrid y de París, contando con el respaldo del conseller en Cap Manuel Flix y Ferreró, y convencido de que «quedando esclavos los catalanes y arruinada Cataluña, habremos con nuestras desdichas y ruinas fabricado el beneficio de los alemanes, ingleses, holandeses y portugueses», abandonó Londres con la intención de llegar a París donde pretendía negociar con Luis XIV de Francia la sumisión de Cataluña, acabando ya con aquel inútil derramamiento de sangre.
Las autoridades borbónicas estaban al corriente de todo el plan pues Pablo Dalmases, padre del embajador, entregó al general borbónico duque de Pópuli la carta en la que su hijo le detallaba los pormenores de la operación. Este hecho fue interpretado por el historiador Salvador Sanpere y Miquel (Fin de la Nación Catalana, 1905) como una traición del padre a su hijo embajador, pero la historiadora Amelia Castán (El oscilante posicionamiento político de Pablo Ignacio Dalmases, 2005) señala que el hecho de que la carta estuviera lacrada con un sello falso —posibilitando así que cualquiera que la tuviera en sus manos la pudiera leer—, que no fuera enviada a través del habitual conducto secreto sino, precisamente, a través del servicio diplomático francés, y el que fuera enviada a su padre residente en Mataró donde, justamente, se hallaba el general borbónico duque de Pópuli, no dejan lugar a dudas de que el embajador Dalmases pretendía anticipar a ambas cortes borbónicas cuál era su plan.
Paralelamente, y tras cuatro meses de aislada resistencia, llegó a Barcelona la primera noticia favorable para los radicales. En un gesto que interpretaron como un cambio en su estrategia el emperador Carlos de Austria envió como comisionado secreto a la ciudad a su secretario regio, Juan Francisco de Verneda, quien a su vez era cuñado del primer ministro de Carlos de Austria, el catalán Ramón de Vilana Perlas. El comisionado secreto traía consigo instrucciones de como aprovisionar Barcelona desde Mallorca y Nápoles, de cómo financiar las compras y los embarcos mediante los bancos de la neutral República de Génova, y también traía cartas para el general Villarroel aunque no la patente oficial que había pedido. Villarroel, sintiéndose refrendado como general al servicio del emperador Carlos de Austria —y no como le acusaban los borbónicos de ser el caudillo militar de una rebelión organizada por los Tres Comunes de Cataluña—, exigió la absoluta supremacía sobre el ejército catalán, un ejército que él interpretaba como un cuerpo del ejército imperial, pero una interpretación que ni los Tres Comunes de Cataluña, ni el ejército borbónico, ni el propio Carlos de Austria jamás llegarían a aceptar. El comisionado secreto austríaco Juan Francisco de Verneda fue agregado a la «Junta Superior de los 36» donde informaría de las órdenes e informaciones secretas provinientes de Viena, y también se le agregaron el conseller en Cap de Barcelona y el marqués de Barberá como representante del Brazo militar de Cataluña. Dicha junta pasó a ser llamada «Junta Superior y Secreta» convirtiéndose en el órgano decisorio que dirigía la rebelión.

### Los radicales toman el poder: Rafael Casanova,conseller en Cap

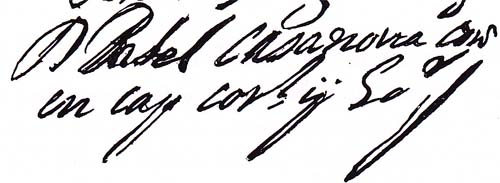
Rafael Casanova, conseller en Cap, coronel y gobernador. (Firma realizada el 10 de agosto de 1714).

Las disensiones entre los radicales de la «Junta de los 36» y el conseller en Cap Manuel Flix al frente de la «Junta de los 24» generaron una enorme tensión política en el interior de Barcelona. Carlos de Austria les había enviado un comisionado secreto, pero ni había reconocido públicamente a aquel gobierno de la «Junta de los 36», ni mucho menos aceptado la continuación de la guerra que los Tres Comunes de Cataluña había proclamado contra Felipe V, hecho que vulneraría flagrante el «Armisticio del Hospitalet». Además el desastroso fracaso de la expedición militar había dado al traste con los planes de los radicales desvaneciéndose la oportunidad de golpear al ejército borbónico en su momento de máxima debilidad y dilapidándose los ingentes recursos económicos que tanto había costado recaudar. Desacreditados políticamente, sin ser reconocidos por parte de Carlos de Austria y sin capacidad militar ofensiva, la rebelión estaba a un paso del fracaso mientras que en La Haya el embajador Dalmases aguardaba la última autorización para ir a París a negociar la sumisión de Cataluña.
El momento decisivo se acercaba pues, en diciembre de 1713, expiraba el mandato de seis meses que se había concedido a la «Junta de los 36», debiendo disolverse de inmediato. En cambio un poco antes, a finales de noviembre, finalizaba también el mandato anual de los consejeros de Barcelona de 1712-1713 encabezados por Manuel Flix y Ferreró, partidario de negociar la sumisión con Felipe V. Ante la proximidad de la fecha para renovar el consistorio municipal el Consejo de los 100 de Barcelona acabó fallando salomónicamente que, a pesar del estado de guerra, sí procedía elegir nuevos consejeros de Barcelona, pero se mantendría la composición de la «Junta de los 24» nombrada por el conseller en Cap saliente Manuel Flix y Ferreró. Siguiendo el tradicional ritual marcado durante siglos el 30 de noviembre de 1713 se realizó el sorteo de los nuevos seis magistrados municipales para el período de 1713-1714, resultando Rafael Casanova extraído para conseller en Cap de Barcelona, la máxima autoridad política y militar de la ciudad. El cargo llevaba añadido el título de gobernador militar de la plaza y el mando de la milicia ciudadana —la Coronela de Barcelona—, que era el componente más numeroso de la guarnición y que tributaba obediencia única y personal al conseller en Cap. Historiadores como Salvador Sanpere y Miquel (1905) han especulado con la posibilidad de que la extracción de Rafael Casanova no fuera, para nada, aleatoria sentenciando «! Siempre inteligentes y patrióticas las bolsas insaculatorias!».
Alternativamente su biógrafo Carlos Serret y Bernús señala que no existe prueba documental alguna que pueda demostrar fehacientemente si existió amaño, o no, en el sorteo; no obstante, apunta, debe tenerse en consideración que Rafael Casanova era para entonces el único, de entre los posibles candidatos, con la experiencia de haber gobernado la ciudad durante un asedio militar, pues durante el sitio borbónico de Barcelona de 1706 habían gobernado Barcelona con mano dura hasta que, finalmente, la armada inglesa apareció salvadora en el horizonte provocando la huida de Felipe V y sus tropas; otra de sus ventajas era que Rafael Casanova gozaba de buena ascendencia con el emperador Carlos de Austria, quien le había tributado homenaje en repetidas ocasiones. También su otro biógrafo Ramón Tarter y Fonts coincide en que no hay prueba documental alguna que demuestre si existió amaño o no en el sorteo, pero que debe tenerse en cuenta que Manuel Flix y Ferreró, el conseller en Cap que finalizaba su mandato, se había ganado el afecto de los barceloneses al anteponer la protección de los civiles frente a los delirios de los radicales. Estos necesitaban situar al frente de Barcelona a un Ciudadano Honrado que gozara de prestigio y reputación entre la población, y que a la vez fuera un prócer capaz de gobernarla hasta, si era necesario, la última extremidad. De todo ello Rafael Casanova había dado muestras suficientes durante el sitio de 1706 con lo cual, concluye su biógrafo, los radicales habría acordado su nombramiento solicitándole que aceptara la responsabilidad de ponerse al frente del principal bastión de la rebelión; otro indicio de amaño en el "sorteo" sería, según el biógrafo, que para el cargo de consejero segundo —el que tenía por cometido proveer de los vitales suministros a la ciudad— salió elegido, precisamente, el mercader Salvador Feliu de la Peña, el que más capitales tenía ya comprometidos con la rebelión y, al unísono, miembro también de la «Junta de los 36».

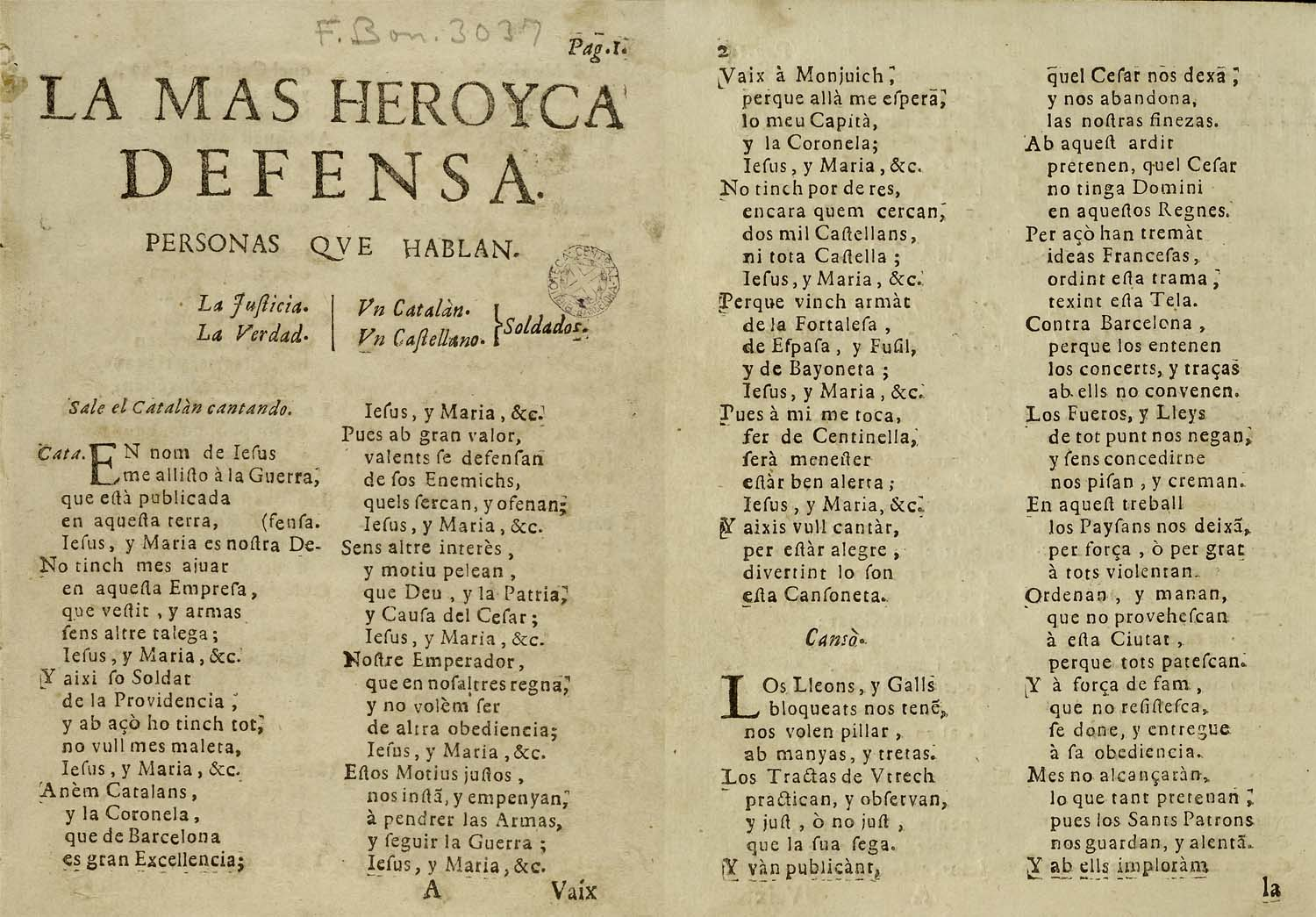
Égloga propagandística destinada al pueblo llano que en forma de pieza teatral dialogada argumentaba la justicia de la rebelión.

El nuevo gobierno de Rafael Casanova marcó un cambio total con el anterior de Manuel Flix y Ferreró. Si hasta entonces Antonio de Villarroel había gozado de plena autonomía militar como general comandante del ejército, y había planteado una estrategia defensiva que buscaba ganar tiempo con el menor derramamiento de sangre, el nuevo conseller en Cap Rafael Casanova le exigió que inmediatamente ordenara lanzar ataques continuos cada noche contra el cordón de bloqueo para desgastar a las tropas borbónicas, accediendo a ello el general comandante. A los pocos días se desató un nuevo conflicto por la supremacía militar; ante la negativa del gobernador de Montjuich a obedecer las órdenes del conseller en Cap de Barcelona alegando que él, como militar, sólo debía obedecer al general comandante del ejército Villarroel, Rafael Casanova ordenó que el coronel Pablo Tohar, gobernador de la fortaleza, fuera arrestado y encarcelado, mandando así mismo órdenes a todos los portales de la ciudad que no debían ejecutar orden militar alguna que no hubiera sido expedida por él en persona. El enfrentamiento entre el gobierno de Rafael Casanova y el general comandante militar Villarroel era ya total; finalmente el Consejo de los 100 reunido en plenario falló salomónicamente resolviendo que, efectivamente, Rafael Casanova era el gobernador de la plaza y armas de Barcelona, y también de la fortaleza de Montjuich, mas se aceptaba que las atribuciones de gobernador de Montjuich habían sido delegadas en el general comandante, debiendo este rendir cuentas ante el conseller en Cap Rafael Casanova.

### El gran levantamiento y extensión de los combates por el interior
El siguiente paso fue poner en orden al servicio diplomático y acabar con la operación del embajador Dalmases. El consistorio municipal informó a los embajadores del cambio de gobierno mientras que el propio Rafael Casanova escribió una durísima carta al embajador Dalmases retirándole toda atribución diplomática e inquiriéndole a que en quince días se presentara en Barcelona para rendir cuentas de lo que había obrado. El embajador Dalmases, acongojado, no respondería hasta el 2 de febrero pidiendo disculpas y rindiendo obediencia al nuevo conseller en Cap  Rafael Casanova  (léase la  carta íntegra), no sin antes haber conseguido que intercediera por él Ramon de Vilana Perlas, el primer ministro de Carlos de Austria, quien le había concedido nuevos poderes en nombre de Carlos de Austria. Habiendo afianzado su supremacía política en Barcelona, abortado cualquier tentativa diplomática de negociar la sumisión, y habiendo puesto en vara al estado mayor del ejército, el gobierno de Rafael Casanova se centró en pasar a la ofensiva. Por mar organizó la escuadra marítima decretando las ordenanzas militares que debían regirla y nombrando a Miguel Vaquer comandante supremo quien estaba a los órdenes, no de Villarroel, sino de los consejeros de Barcelona, y por tierra organizó otra expedición al frente exterior.
Tras el desastre de la primera expedición al mando del general Nebot, ahora a finales de diciembre de 1713 el nuevo conseller en Cap ordenó al marqués del Poal que organizara otra expedición con el cometido de propagar la rebelión por todo el interior de Cataluña —«Despertara a Cataluña»—, estableciera zonas de resistencia tomando como cuartel general la Fortaleza de Cardona, y hostilizara las rutas de aprovisionamiento que suministraban a las tropas que bloqueaban Barcelona, provocando así que éstas tuvieran que desviar efectivos del cordón de bloqueo que asfixiaba la ciudad. La operación estaba seriamente comprometido por la falta de caballos, pero acabó resultando en un éxito del gobierno de Rafael Casanova al estallar una sublevación general a principios de enero de 1714. El motivo del gran levantamiento no fue otro que el cobro de las quincenadas —un impuesto de guerra— que había ordenado el intendente del ejército borbónico José Patiño y Rosales al recibir este órdenes del ministro Juan Orry de recaudar a cualquier precio impuestos en Cataluña para evitar la inminente bancarrota que amenazaba las arcas de Felipe V.

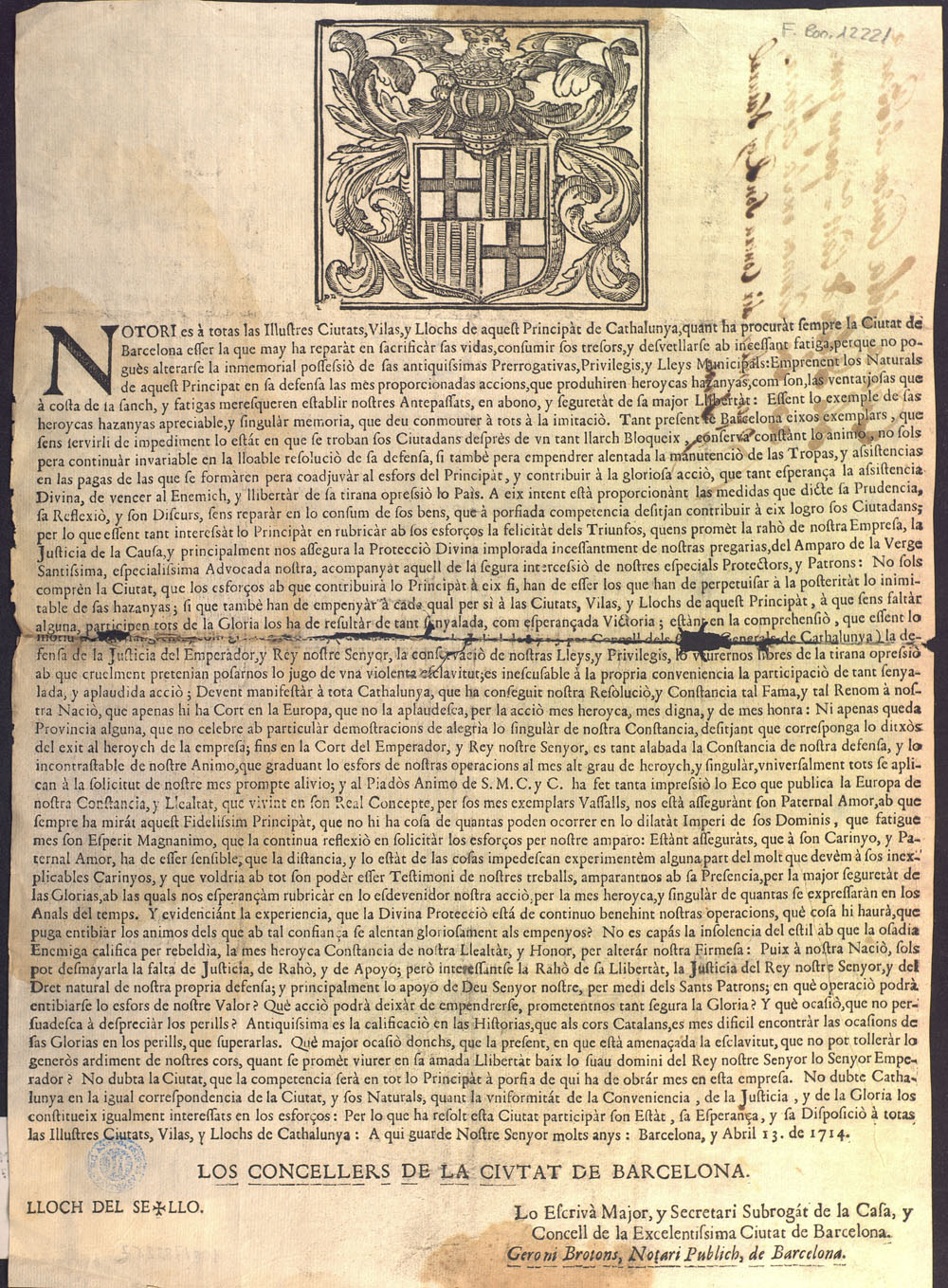
«Heroicas hazañas, «nuestros Antepasados», «sangre gloriosamente vertida», «heroica empresa», «sacrificar las vidas», «resolución de la defensa», «Gloria», «Protección Divina», «libertar al país de la tiranía», «Justicia de la Causa», «Leyes y Privilegios», «Renombre de nuestra Nación», «Lealtad y Honor», «Razón de la Libertad», «Fidelísimo Principado de Cataluña».
Propaganda de los consejeros de Barcelona.

Que el rey decretara impuestos en Cataluña suponía una gravísima vulneración de las Constituciones catalanas, pues estas consagraban que dicha potestad sólo la podían ejercer las Cortes de Cataluña, no el rey. Ante la evidencia de ser falsa la promesa de que Felipe V iba a respetar sus constituciones la payesía catalana estalló en San Martín Sarroca y el levantamiento se propagó por toda la ruralía del interior: la llamada al somatén al grito de «Via fora, lladres!» —«Fuera ladrones!»— fue seguida en multitud de villas, generalizándose los asesinatos a las pequeñas guarniciones allí destacadas así como las emboscadas contra los destacamentos borbónicos que protegían a los recaudadores del impuesto. El historiador borbónico Vicente Bacallar no dudó en acusar al ministro Orry de haber provocado tamaño desastre señalando que  «Juan Orry gravó cuanto le fue posible, con nunca vistos impuestos, el Principado».
Pópoli tuvo que retirar cerca de 10.000 hombres del bloqueo de Barcelona para sofocar el levantamiento y recuperar el control de Cataluña. A la par el gobierno de Casanova logró convencer al general José Moragues para que volviera a coger las armas e intentase la reconquista de la Fortaleza de Castellciutat, que el mismo había rendido meses antes, mientras que desde la Fortaleza de Cardona el cuerpo del ejército catalán a las órdenes del marqués del Poal salió a campo abierto planteando batalla en Arbucias. Todo un regimiento de infantería borbónica, el Regimiento de León, acabó capitulando y entregándose prisioneros. La columna de más de doscientos hombres, presos y desarmados, era conducida cautiva a la Fortaleza de Cardona pero en el camino, al llegar a un collado, fueron masacrados y exterminados. Misma suerte corrieron los hombres del Regimiento de Burgos, cuyos cuerpos acabaron sepultados en una gran fosa común en el Llusanés.
A pesar de ello a finales de mes, y habiendo dejado tras de sí un reguero de villas en llamas, masías saqueadas y civiles ahorcados, los destacamentos borbónicos al mando del mariscal de campo José Carrillo de Albornoz, el general Feliciano Bracamonte, el brigadier Diego González y el brigadier José Vallejo consiguieron aplastar el levantamiento, aunque la inseguridad en la retaguardia borbónica continuó drenando efectivos para asegurar el control de la Cataluña interior reduciéndose críticamente los efectivos destinados al bloqueo de la capital. De ello fue testimonio el notario Alejo Claramunt, partidario de Felipe V que había huido de Barcelona en julio de 1713 para esconderse en casa de unos parientes suyos en la villa de Samalús; descubierto por dos eclesiásticos que le amenazaron de muerte tras «dirme butifler traÿdor», huyó nuevamente y se escondió en Granollers, detallando los desastres que presenciaba en la Cataluña interior: «no han sucedido sino robos, incendios de muchísimas poblaciones y villas de gran circunstancia, saqueos, muertos colgados por los árboles y degollamientos» lamentándose en su diario personal de la «la gran ceguera que es esta tragedia».

### Madrid, Londres, Utrecht y Barcelona

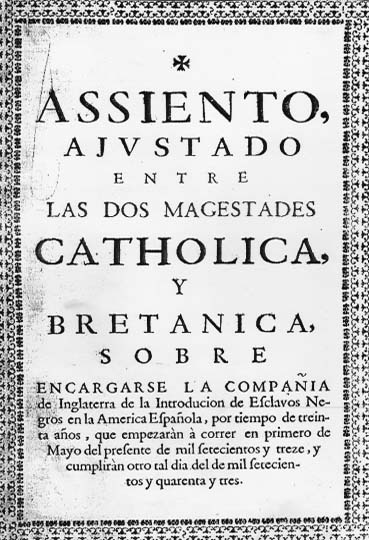
Tratado de asiento de negros firmado en Madrid el 26 de marzo de 1713.

Paralelamente en Londres se había disuelto el parlamento el 8 de agosto de 1713. El partido tory se presentó a las nuevas elecciones como el «Partido de la Paz» usando el Tratado de Utrecht —publicado el 13 de julio——, como gran reclamo electoral. Las comicios celebrados durante los meses de agosto, setiembre y octubre de 1713 arrojaron una abrumadora mayoría para los tories —mayor incluso que la 1710—, recogiendo en los condados electorales de Inglaterra y Gales hasta 354 representantes contra los 148 conseguidos por el partido whig. Pero la aplastante victoria no sirvió para mitigar las luchas intestinas dentro del partido tory, dividido tanto por la sucesión de la reina Ana de Gran Bretaña —no tenía hijos— entre la facción hannoveriana y la facción jacobita, como por las rencillas personales entre el Lord Tesorero Robert Harley y secretario de estado Henry Bolingbroke, ambos aspirantes a liderar el nuevo gobierno.
El 9 de setiembre de 1713 el diplomático español en Londres, Patricio Laules, se reunió con Bolingbroke exponiéndole las dificultades para firmar el Tratado de comercio entre España y Gran Bretaña. Tras la victoria electoral a Bolingbroke le urgía presentarse con el tratado firmado ante los mercaderes de la Cámara de los comunes antes de que ésta se abriera al mes siguiente —el 12 de noviembre de 1713—, a lo que el diplomático español respondió recordándole que Gran Bretaña era garante de aplicación del «Convenio para la evacuación de Cataluña» pero que Carlos de Austria estaba amparando veladamente la rebelión de Cataluña. Así mismo le señaló las dificultades que para el comercio representaban los ataques piratas de los rebeldes catalanes y mallorquines advirtiéndole que si no acababan con su rebelión podrían aliarse con los «argelinos y otros moros» hostilizando con su piratería todo el comercio mediterráneo, dado lo cual sería conveniente que la armada británica pasara al mediterráneo para reducir a Barcelona y Mallorca a la obediencia de Felipe V.  El 5 de noviembre en Utrecht el negociador británico John Bristol consiguió in extremis que los negociadores españoles, el marqués de Monteleón y el duque de Osuna, firmaran un preacuerdo de tratado aunque, llegado el 12 de noviembre, Bolingbroke consiguió un aplazamiento para la constitución del parlamento británico. El 24 de noviembre en Londres, tras reunirse nuevamente con el diplomático español Patricio Laules, Bolingbroke acordó enviar a Utrecht a Manases Guilligan, su hombre de confianza en la Compañía de los Mares del Sur, para que resolviera ya el tratado de comercio.

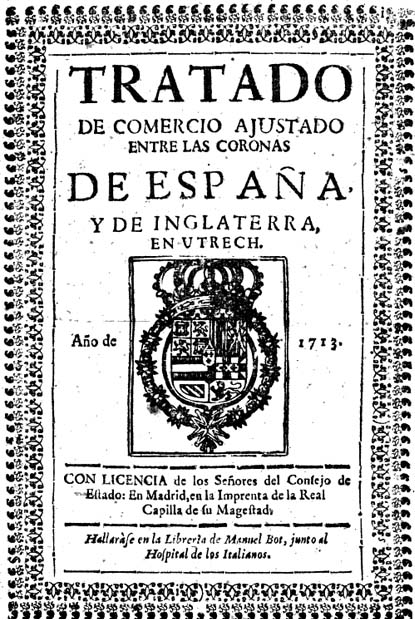
El Tratado de comercio entre España y Gran Bretaña amplió las prevendas comerciales a los británicos.

Guilligan llegó a Utrecht el 2 de diciembre y tras varias reuniones se llegó a un consenso. Cuando todo parecía resuelto el 7 de diciembre de 1713 el marqués de Monteleón y el duque de Osuna recibieron una Real Orden de Madrid que les obligaba a enviar el documento a Felipe V antes de firmarlo. Guilligan y Bristol montaron en cólera recordando que a Bolingbroke le urgía presentar el tratado antes de que se constituyera el parlamento británico; ante la exasperación británica Monteleón y Osuna acabaron por ceder y el 9 de diciembre de 1713 se firmó el Tratado de comercio entre España y Gran Bretaña, aunque los embajadores españoles incluyeron una cláusula en la que se especificaba que el tratado quedaría sin efecto alguno si Felipe V no lo aprobaba. El 22 de diciembre el enviado español en Londres Patricio Laules informó a la corte de Madrid, tras reunirse nuevamente con Bolingbroke, que la reina Ana había ordenado a la escuadra británica pasar al mediterráneo aunque, precisaba, «á lo que yo creo, no se moverá hasta tanto que el tratado de Comercio no se haya terminado»; así mismo detallaba que Bolingbroke había nombrado al ministro Bingley como nuevo embajador en Madrid y al almirante James Wishart para comandar la flota del Mediterráneo:

El ministro [Bingley] y el almirante [Wishart] son dos de los tories más grandes de Inglaterra que pondrán las instrucciones en la práctica con todo vigor. El recurso que hemos convenido es que cuando la escuadra aparezca delante de Barcelona les preguntará a favor de quien los catalanes y mallorquines hacen la guerra; si responden que es a favor del archiduque [Carlos de Austria] será una infracción del Tratado de Evacuación, del que Su Majestad Británica es garante de aplicación, con lo entonces la escuadra les bloqueará y les atacará por mar junto a las tropas del rey [Felipe V]; si al contrario dicen que es para defender sus Privilegios les atacaran por piratas, ya que solo tienen derecho a hacer la guerra en calidad de súbditos del rey [Felipe V] o del archiduque [Carlos de Austria]. Así pues, sea cual sea la razón que aleguen, serán atacados.

El 21 de enero de 1714 Felipe V ratificó el tratado de comercio, la reina Ana de Gran Bretaña hizo lo mismo el 7 de febrero, el parlamento británico se constituyó el 16 de febrero y el almirante Wishart recibió las instrucciones militares para dirigirse contra Mallorca y Barcelona el 28 de febrero de 1714.

### La «Junta de los 24» de Barcelona
| «Junta de los 24» (Junta de gobierno de Barcelona) |                                  |                                  |                              |
|                                                    |                                  |                                  |                              |
|                                                    | Junta 9.ª (Junta de Guerra)      | Junta 8.ª (Junta de Provisiones) | Junta 7.ª (Junta de Medios)  |
| Preside                                            | Conseller en Cap Rafael Casanova | Conseller segundo Salvador Feliu | Conseller tercero Ramón Sans |
| 2º                                                 | Manuel de Ferrer y Sitges        | Juan Pablo Llorens               | Félix Teixidor               |
| 3º                                                 | Cristóbal Lledó                  | Francisco Mascaró                | Francisco Argemir            |
| 4º                                                 | Barón de Almenara                | Juan Francisco Comellas          | Francisco Monnar             |
| 5º                                                 | Conde de Rodoñá                  | Mariano Durán                    | Conde de San Martín          |
| 6º                                                 | Conde de Claramunt               | José Antonio Roig                | José Durán                   |
| 7º                                                 | Barón de la Manresana            | José Besora                      | Juan Albareda                |
| 8º                                                 | Marqués de San Martín            | Juan Llinás                      |                              |
| 9º                                                 | Manuel Flix y Ferreró            |                                  |                              |
|                                                    |                                  |                                  |                              |

Tras dos meses en el cargo el nuevo gobierno de Rafael Casanova había conseguido subvertir totalmente la situación de la guerra pero, a finales de febrero de 1714, tuvo que hacer frente a un intento de golpe de Estado perpetrado por inspector general del ejército Ramón de Rodolat. Este pretendía derrocar al ejecutivo de Casanova con la colaboración de los oficiales de la propia Coronela de Barcelona. Pero éstos alertaron del complot y aquel fue detenido antes de que pudiera llevarlo a cabo. Fue destituido y nombrado nuevo inspector general del ejército el radical vizconde de Oliver. La respuesta no se hizo esperar y en 26 de febrero la Diputación del General cedía todas sus competencias militares a los Consejeros de Barcelona.
Este proceso es lo que el historiador Salvador Sanpere y Miquel (1905) llamó «golpe de estado concejil», interpretando que los consejeros habían realizado un contragolpe de estado contra la Diputación del General. El historiador Martí y Fraga (2010) ha refutado dicha interpretación, aseverando que la interpretación de Sanpere se basa en la impresión que de dichos sucesos tuvo el coetáneo Francisco de Castellví, quien no tuvo acceso a los dietarios ni de la Generalidad, ni del Consejo de Ciento de Barcelona, del estudio de los cuales se desprende que dicho golpe de Estado no tuvo lugar, sino que fueron los propios diputados de la Generalidad de Cataluña, los radicales Francisco de Perpiñá y Antonio Grases y Des, los que resolvieron que para evitar cualquier otra tentativa debían concentrar todo el poder y autoridad en los consejeros de Barcelona. Sea como fuere entre el 26 y el 27 de febrero de 1714 se rompió el pacto con los moderados y la «Junta de los 24» de Barcelona fue renovada completamente siendo purgados de ella la mayoría de moderados a cambio de incorporar al anterior conseller en Cap Manuel Flix y Ferreró; las vacantes fueron cubiertas por radicales que anteriormente habían formado parte de la «Junta de los 36», disuelta en enero de 1714 al expirar su mandato de seis meses.

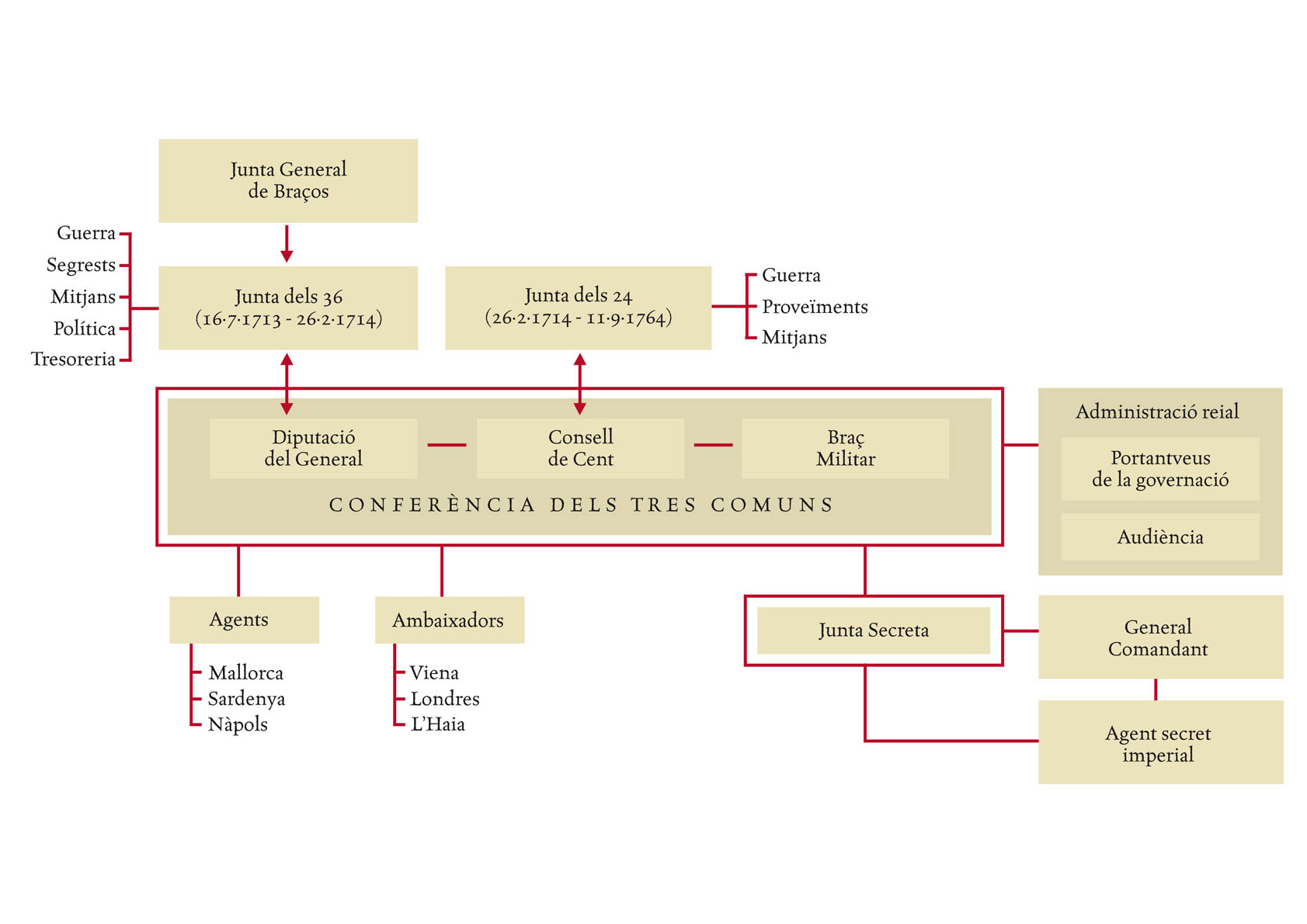
Estructuración política de los Tres Comunes de Cataluña y las juntas de gobierno entre julio de 1713 y septiembre de 1714.

La nueva «Junta de los 24» se dividió en tres subjuntas: la Junta de Medios, presidida por el consejero tercero Ramón Sans y encargada de conseguir recursos económicos mediante el secuestro de butifleros e incautación de sus bienes; la Junta de Provisiones, presidida por el consejero segundo Feliu de la Peña y con el cometido de proveer a la ciudad, de la que formaban parte los poderosos mercaderes José Antoni Roig, Francisco Mascaró y Juan Francisco Comellas; y finalmente la Junta de Guerra, constituida por 9 miembros entre los cuales el conde de Claramunt, el conde de Rodoñá, el marqués de San Martín, o el inefable Manuel de Ferrer y Sitges. Dicha Junta de Guerra —o «Junta 9.ª»— estaba presidida por conseller en Cap de Barcelona Rafael Casanova, quien pasó a dirigir todas las operaciones militares en el Principado tras recibir las competencias transferidas por los diputados de la Generalidad de Cataluña.
En cambio la «Junta Superior y Secreta», donde se resolvían las decisiones estratégicas principales y se recibían las noticias secretas enviadas por las cortes europeas, se mantuvo tal y como estaba dado que en ella ya concurrían el conseller en Cap Rafael Casanova, el barón de Almenara, Félix Teixidor y Sastre —miembros también de la «Junta de los 24»—, el arcidiano de Andorra José Asprer y Arena, el marqués de Barberá del Brazo militar de Cataluña y el comisionado secreto austríaco Francisco Verneda.
Así se culminó el proceso mediante el cual los radicales asumieron todo el poder político desbancando a los moderados y el conseller en Cap de Barcelona —el alcalde de Barcelona— se convirtió en el máximo mandatario político, y militar, de Cataluña. A partir de ese momento todos los comandantes militares que luchaban fuera de Barcelona, el marqués del Poal, el general José Moragues, el sanguinario coronel de miquelets Armengol Amill, el coronel Busquets, el coronel Vilar y Ferrer, el coronel Pedro Brichfeus, el coronel Antonio Vidal, etc. pasaron a obedecer, no al general comandante Villarroel, sino a los Consejeros de Barcelona con Rafael Casanova al frente de la Junta 9.ª de Guerra.

### Confianza en la victoria
Para febrero de 1714 la situación en el frente militar se había tornado crítica para Felipe V. Su ejército se había visto obligado a pasar el duro invierno de 1713-1714 en improvisadas barracas soportando frío y lluvia frente a las murallas de Barcelona. Las tropas, agazapadas en el cordón de bloqueo, quedaban expuestas a los miquelets, a quien Villarroel había ordenado salir de Barcelona y apostarse en su campo circundante concediéndoles libre licencia para asaltar indiscriminadamente el cordón de bloqueo de donde debían aprovisionarse y donde causaban el terror con sus ataques nocturnos. Agotadas las arcas de Felipe V, el intento de cobrar impuestos en Cataluña solo había provocado un gran levantamiento de la payesía en el interior que había reducido aún más el contingente que bloqueaba a Barcelona e instalado la inseguridad en la retaguardia debilitado las rutas de los convoyes de suministros.
El nerviosismo se apoderó de la corte de Madrid donde no se entendía como transcurridos ya siete meses el duque de Pópoli no había conseguido avance alguno. El duque respondió iracundo a la corte recordando que durante todo el invierno solo habían comido pan y cebada, que las tropas no habían cobrado desde junio y que tras el invierno presentaban un estado deplorable, muchos vestidos sólo con harapos y sin zapatos siendo «universal la desnudez, en que se halla así la infantería, como la caballería». Ante tal panorama las deserciones estaban aumentando siendo cada vez más los que intentaban escapar hacia el interior de Barcelona con el grave riesgo de que su ejército acabara desintegrándose en un «desbandada general». En realidad las cuatro galeras de la débil armada española jamás habían conseguido bloquear completamente el puerto donde periódicamente entraban pequeñas naves que alimentaban a la ciudad con suministros, armas y municiones procedentes del reino de Mallorca y del reino de Cerdeña, territorios controlados por el emperador Carlos de Austria. Este ya había iniciado las negociaciones de paz con Luis XIV, lo que llevó a la «Junta Superior» y a la «Junta de los 24» que gobernaba Barcelona a cegarse con la esperanza de que un inminente tratado de paz con Francia provocaría la retirada de las tropas francesas y la inevitable derrota de Felipe V en su intento por dominar Cataluña.
En cambio entre los barceloneses el descontento había aumentado al haberse deteriorado la calidad del pan, haberse multiplicado los precios y extenderse la carestía de pertrechos, una situación que golpeaba más crudamente a los pobres, viudas y huérfanos de los muertos en combate. Finalmente el conseller en Cap de Barcelona Rafael Casanova acabó estallando y acusó al consejero segundo Salvador Feliu de la Peña de incompetente y al resto de mercaderes de su confianza de haber formado un monipodio para lucrarse con ilícitas ganancias a expensas de la ciudad. Rafael Casanova ordenó fijar por decreto los precios de todos los suministros básicos y destituyó a varios de los hombres de confianza de Feliu de la Peña. Su coetáneo Francisco de Castellví describió a Rafael Casanova de la siguiente manera: «Era el Conseller celante en el servicio, pero ardiente en la explicación».
Los mercaderes protestaron recordando que en cada convoy de suministros ponían en juego toda su fortuna personal, que ellos estaban alimentando a toda una ciudad rodeada por tierra y bloqueada por mar, y que tan arriesgada empresa política se mantenía sólo gracias a sus capitales. Ello no sirvió para detener el decreto y tras la acusación de pretender enriquecerse a costas de la ciudad los mercaderes se convirtieron en acérrimos detractores de Casanova. Estos contratacaron lanzando una campaña de difamación en su contra haciendo correr la voz que había puesto a su mujer a salvo fuera de Barcelona, y que sus dos hijos habían recibido empleo en el ejército borbónico. Francisco de Castellví constató que la mentira fue repetida tantas veces que lo hubieran asegurado «diez mil testigos». Pero la verdad era que Casanova era viudo, su mujer había fallecido nueve años atrás, y que su único hijo de 13 años servía de cadete voluntario con las tropas del marqués del Poal. El enfrentamiento con los mercaderes dividió la «Junta de los 24». Aunque Casanova contaba con el apoyo de Manuel de Ferrer y Sitges y el resto de la aristocracia su autoridad se fundamentaba en la reputación lograda tras el sitio borbónico de 1706, pero difamado por los mercaderes y ante el creciente descontento social tuvo que apoyarse cada vez más en beatos religiosos para reforzar su autoridad.

### Tratado de Rastatt: la estrategia quebrada
La Paz de Utrecht había postergado la solución del «Caso de los Catalanes» para un tratado posterior, un tratado en el que tenían puestas todas sus esperanzas los rebeldes. Por su parte Carlos de Austria había ido postergando las conversaciones de paz esperanzado en que las elecciones británicas supondrían un giro de la política exterior británica. Pero en octubre de 1713 la aplastante victoria electoral del partido tory evidenció que el fin de la guerra ya había quedado sentenciado. En diciembre de 1713 Austria y Francia iniciaron las negociaciones de paz en Rastatt, aunque nada más comenzar el representante francés advirtió a los austríacos de «la necesidad de desistir de sus pretensiones por lo que mira a Cathaluña». Los austríacos continuaron presionando pero los franceses respondieron «que esto depende únicamente de la voluntad del duque de Anjou [Felipe V]», cuya cerrazón sobre Cataluña era absoluta. Ante las presiones de su abuelo, Felipe V formuló una contrapropuesta: accedería a la petición de los austríacos, si éstos accedían a entregar la provincia holandesa de Limburg a la Princesa de los Ursinos —la dama de compañía de la mujer de Felipe V—, una propuesta que los holandeses jamás llegarían a aceptar. El negociador austríaco informó al primer ministro Ramón de Vilana Perlas de que «no cejo de trabajar cuanto me es posible a favor y en beneficio de la constante Nación Catalana», pero «que es un puente muy difícil de arreglar».
Ante el bloqueo, los austríacos cedieron y presentaron a los franceses una nueva propuesta: se reconocía el dominio de Felipe V sobre Cataluña, pero este debía restituir sus Constituciones tal y como estaban en 1700, justo antes de que se iniciara la guerra sucesoria por la muerte de Carlos II. Entonces Luis XIV presionó a su nieto para que accediera a la restitución, pero este le respondió que «no es por ningún principio de odio, ni por ningún motivo de venganza, que he rehusado siempre esta restitución, sino porque sería disminuir mi Autoridad y exponerme a continuas revoluciones». Luis XIV volvió a insistir para que su nieto se mostrara más flexible pero este le respondió exponiéndole «cuáles son mis motivos para castigar a los catalanes por su infidelidad. El resultado de las consideraciones que yo pudiera tener en esto, no servirían más que para aumentar su mala disposición, pues es cierto que todo lo que éste pueblo ha obligado a sus soberanos a concederles, por su revolución, no ha servido más que para disponerlos a nuevas rebeliones, siempre que han hallado la ocasión».
Ante un callejón sin salida entre las presiones de Carlos de Austria y la cerrazón de Felipe V, el negociador austríaco y el francés —el Príncipe de Saboya y el Duque de Villars—, decidieron abandonar la mesa de negociación el 6 de febrero de 1714. La decisión de ambos diplomáticos pretendía presionar a ambas cortes, pues tanto Francia como Austria necesitaban traer la paz a sus territorios. Pasadas tres semanas, el 27 de febrero, se reanudaron las conversaciones de paz fijando una solución de compromiso: Felipe V quedaba excluido del tratado. El 6 de marzo se acordó el tratado y a la mañana siguiente se rubricó: Francia reconocía a Austria el dominio sobre el Flandes español (aumentados con Tournai, Yprés, Menin y Furnes) y los reinos españoles de Italia —reino de Nápoles, reino de Cerdeña, ducado de Milán y los estados de Toscana, mientras que Francia conservaba Landau, Estrasburgo y Alsacia, pero entregaba a Austria las ciudades de Brisach, Kehl y Friburgo. Así mismo a Carlos de Austria se le reconocían formalmente los títulos de monarca de España, una concesión formal que aunque no resolvía en manera alguna el «Caso de los Catalanes», sacó de quicio al joven rey de 26 años Felipe V. Días después, el 19 de marzo, Luis XIV trató de tranquilizar a su nieto recordándole que él mismo usaba también los títulos de archiduque de Austria y conde del Tirol, sin tener dominio alguno sobre dichos territorios, y más importante aún, le anunciaba que estaban a punto de llegar a Barcelona 4 brigadas de ingenieros al mando de Dupuy-Vauban, y que había ordenado la movilización de 15 batallones de infantería más para, si era necesario, iniciar un verdadero asedio militar contra Barcelona, aunque le confiaba que «no creo que aguarden a tal extremo, ni difieran someterse por más tiempo, tan pronto se enteren de la conclusión del último tratado».

### Esperanza en la liberación
Firmado el tratado, el emperador se vio en la tesitura de tener que informar a los catalanes de lo acontecido. Ya en junio de 1713, cuando resolvió la evacuación de sus tropas, el emperador les había disuadido de empeñarse en proseguir las hostilidades en solitario, pero en su obstinación desoyeren sus consejos declarando la continaución de la guerra. Sus repetidas cartas y las presiones de su primer ministro Ramón de Vilana Perlas le habían arrastrado, dentro de lo menguado de sus posibilidades, a intentar no desacreditar el empeño de los rebeldes, así como a interceder por sus privilegios. Ahora, con un tratado que no resolvía en modo alguno su situación, debía notificarles el hecho sin que las funestas implicaciones de lo negociado desacreditaran lo que habían obrado hasta entonces y, más importante aún, no menoscabara su autoridad si decidían proseguir en solitario su obstinación. Así, el 28 de marzo de 1714 y con triplicadas cartas, el emperador y la emperatriz informaron a los Tres Comunes de Cataluña con un profuso lenguaje, lo convenientemente ambiguo, el haber firmado la paz con Francia.
Por su parte Luis XIV, disgustado por la intransigencia de su nieto durante la negociación del tratado, le aconsejaba por carta que considerara la idea de querer reducir a los catalanes por la fuerza, siendo más pertinente que mediante la diplomacia procurara acabar con la rebelión. Debía ser él, Felipe V, quien redujera a los catalanes y no las armas francesas, señalándole que negociara con ellos ofreciéndoles el mantenimiento de, al menos, sus privilegios municipales. En cambio, si se empecinaba en su derrota total, le indicaba que dada la incapacidad de su ejército para reducir a Barcelona, accedía a enviarle el ejército francés que le pedía, pero que este estaría bajo el mando de un general francés, el duque de Berwick, con lo que la sumisión de Cataluña no devendría una obra de España sino una gloria para Francia. Las imposiciones de Luis XIV a su nieto llenaron de preocupación a la corte de Madrid. Necesitaban las tropas, pero no bajo el mando de Berwick. Felipe V se veía forzado a elegir entre la humillación de tener que negociar con los catalanes, o la vergüenza de que fueran las armas francesas las que sometieran a Cataluña. Finalmente el ministro Juan Orry y el duque de Osuna aconsejaron a Felipe V ofrecer una negociación a los catalanes.

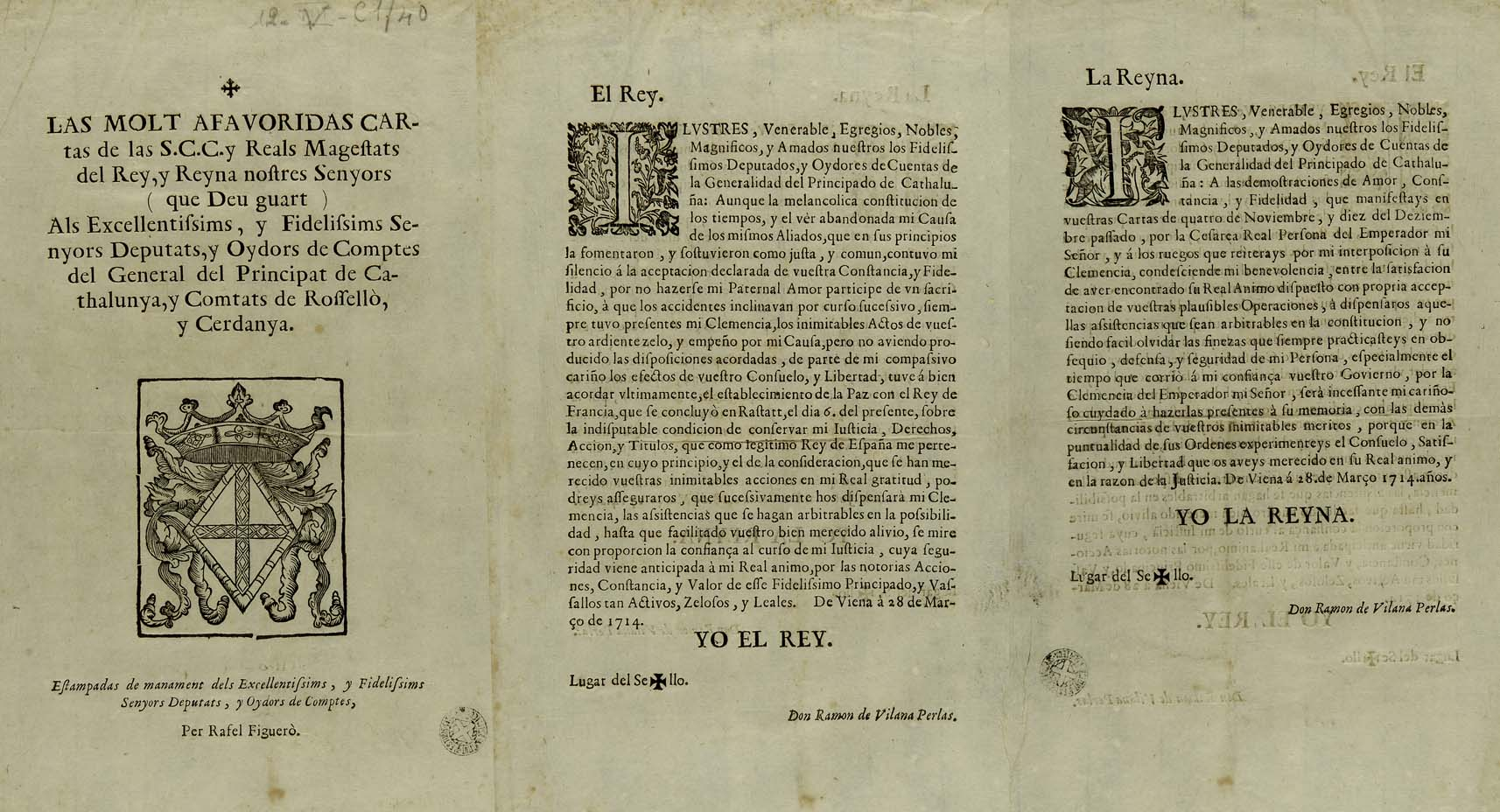
Cartas a los diputados de la Generalidad de Cataluña.

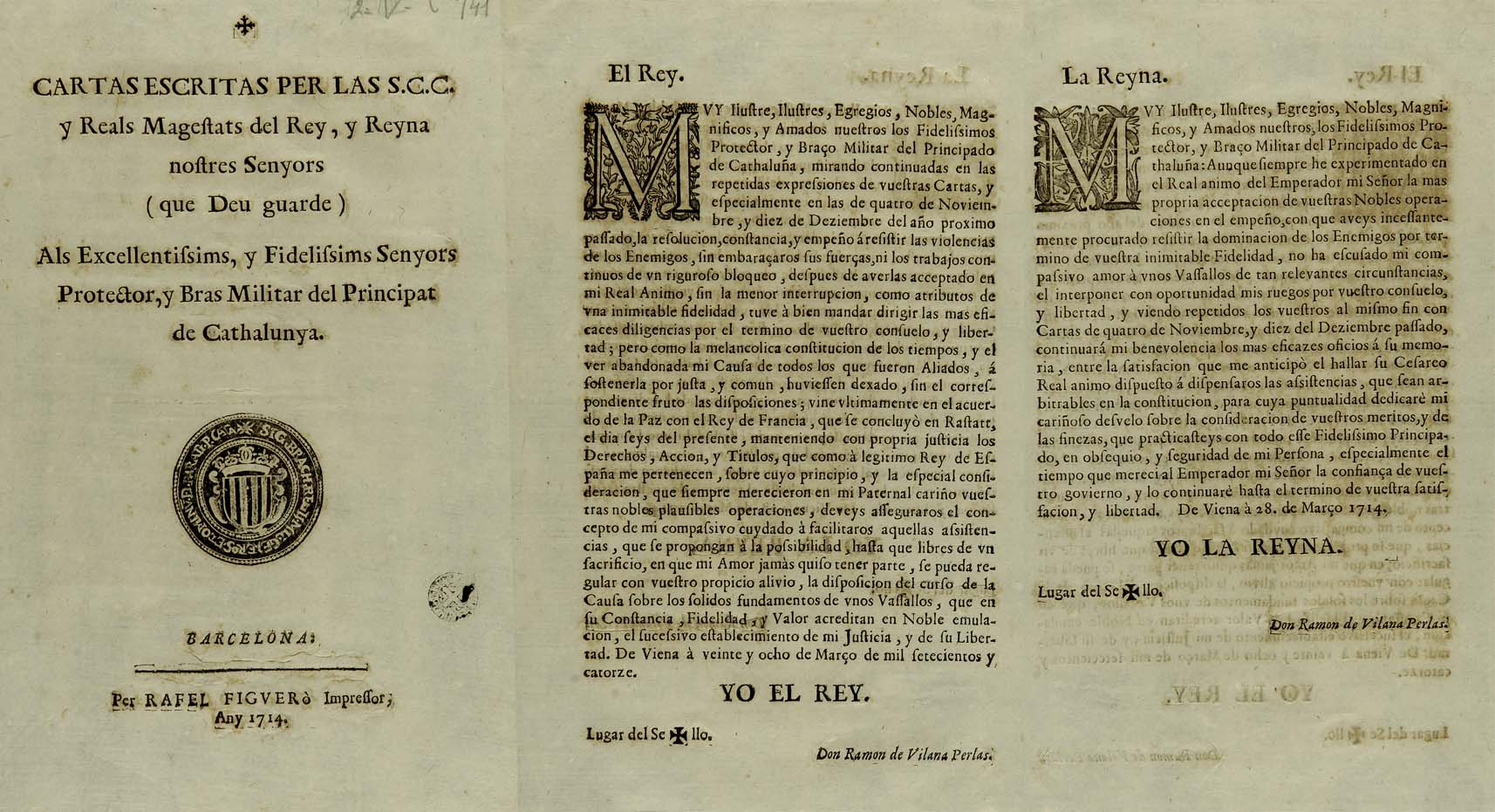
Cartas al Brazo Militar de Cataluña.

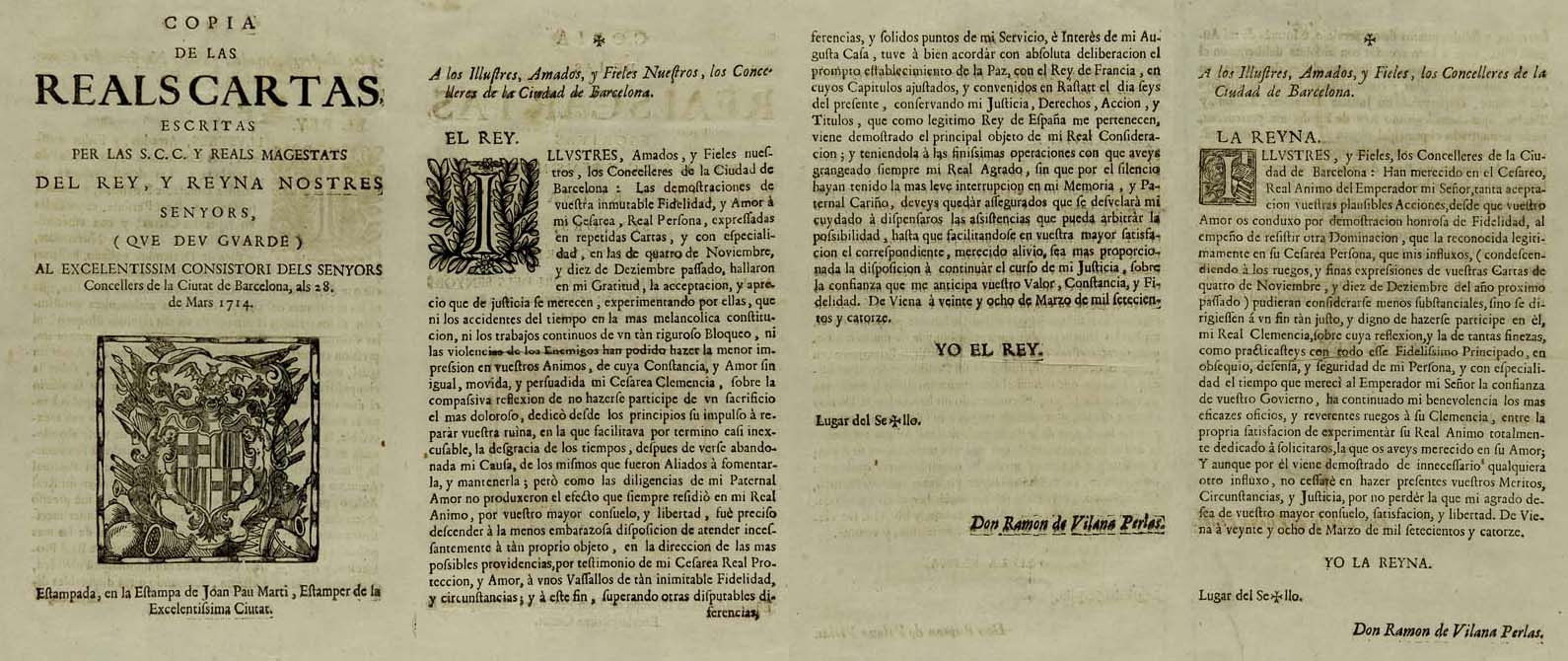
Cartas al Consistorio de consejeros de Barcelona.

Felipe V informó al duque de Pópoli que le llegaría una brigada de ingenieros franceses y artillería pesada, pero que no podía enviarle las tropas de infantería que le había solicitado dadas las condiciones que le imponía su abuelo: se iba a una negociación. Para preparar el terreno el duque de Populi abandonó todas las operaciones que había seguido durante un año para conquistar Montjuich, y ordenó que se asaltara el convento de los Capuchinos situado en el campo delante de Barcelona. Tomada la posición, ordenó que se instalara allí una de las baterías de morteros franceses recién llegados desde la cual, el 3 de abril, se empezó a bombardear, no contra las murallas de la ciudad, sino contra las viviendas de los civiles para amedrentar al pueblo llano y así aumentar el descontento y presionar al gobierno rebelde. El 14 de abril los 15 batallones franceses de infantería que ya estaban de camino a Barcelona recibieron contraorden de suspender la marcha, mientras que en la corte de Madrid Felipe V dio plenos poderes al ministro Juan Orry para negociar la sumisión de los catalanes a cambio de sus privilegios municipales, pero puntualizando que «solo en aquello que no perjudique mi Real Autoridad». Orry confiaba en que tras el bombardeo e informados los cabecillas de haberse frustrado su última esperanza en el Tratado de Rastatt sería tal su abatimiento que les hallaría prestos a la sumisión. Tras salir de Viena el 28 de marzo de 1714, las cartas imperiales atravesaron toda Italia hasta Nápoles, donde fueron embarcadas en dos fragatas llegando a Mallorca el 19 de abril. Nada más atracar en el puerto el virrey de la isla —el marqués de Rubí— fue informado de las misivas dirigidas a los Tres Comunes de Cataluña y al general Villarroel. Dada su importancia, este las confió a su caballerizo Juan Miguel Berberena y, tras cargar las naves con provisiones y completar el convoy, zarparon para Barcelona donde arribaron el 22 de abril. Fue entonces cuando se produjo lo que historiador Sanpere y Miquel bautizó como «El Equívoco». Para el historiador, fruto de su desesperación y cegados en su propia fe, los Tres Comunes de Cataluña no supieron —o no quisieron— entender lo que las cartas les decían.
Los resistentes, no disponiendo aún del texto del tratado sino tan solo de la lacónica notificación de haberse firmado la paz, vieron en ello la milagrosa culminación de su estrategia: Francia había hecho la paz con el emperador, a quien reconocía sus títulos de monarca español, y este no solo aprobaba todo lo que ellos habían obrado hasta entonces, sino que además les reconocía públicamente como a sus «fidelísimos vasallos», pudiendo por fin quitarse de encima la insidiosa acusación de «pertinaces rebeldes y sediciosos». Las palabras de Manuel de Ferrer y Sitges habían resultado proféticas y al estar firmada la paz con Francia, ésta quedaba obligada a retirar las tropas de un territorio del emperador, de su «Fidelísimo Principado de Cataluña». Y ya sin las tropas francesas al duque de Pópoli le resultaría del todo imposible mantener un mínimo bloqueo contra Barcelona, con lo que desde ese momento se consideraron libretados.
Y por si quedaba la menor sombra de duda, los frailes se apresuraron a indicar que el Tratado de Rastatt se había firmado el 6 de marzo, festividad de San Olegario obispo, santo patrón de Barcelona; las cartas habían llegado a la ciudad el 22 de abril, vigilia de la festividad de San Jorge, protector y santo patrón de Cataluña; y justamente en ese día se cumplían exactamente los 9 meses desde que se hiciera la petición de auxilio a Nuestra Señora de la Merced, compatrona de Barcelona y redentora de cautivos: todo ello no podían ser meras coindidencias sino la clara evidencia de que la Divina Providencia había bendecido sus oraciones. El conseller en Cap Rafael Casanova ordenó que para el día siguiente festividad de San Jorge 23 de abril de 1714 se celebraran grandes oficios religiosos por toda la ciudad, las cuales contaron con la concurrencia masiva y jubilosa del pueblo llano y así mismo se celebró un fastuoso Tedeum en la catedral de Barcelona en loor del Santísimo Sacramento de la Eucaristía y 1000 misas por las almas del purgatorio como acción de gracias por la liberación de la ciudad. Lo que había empezado como una locura estaba a punto de acabar, finalmente, con el milagro por el que tanto habían implorado con sus rezos.

### Desengaño tras las cartas imperiales
Ahora bien, a pesar de haberse entregando a los más delirantes muestras de entusiasmo el historiador Sanpere y Miquel apunta, también, a otra posible interpretación para lo ocurrido señalando que, ya desde el 3 de abril, el conseller en Cap Rafael Casanova, informado por el espía que había infiltrado en el campo borbónico, sabía de la movilización del ejército francés continental. Que además, en carta enviada el 27 de marzo desde Frankfurt por el embajador Dalmases, ya restituido en su comisión, y que fue recibida por la «Junta Superior Secreta», este certificaba que «por el secretario imperial Bendenrieter von Adelshausen (que se halla aquí y partió ayer de la posta de Rastatt, el cual ha asistido a las dichas conferencias y tratado) que en éste no se ha hablado ni convenido cosa alguna tocante a Barcelona ni a Cataluña». Y apuntando finalmente que habiéndose firmado el tratado el 6 de marzo, transcurridos ya casi dos meses desde la firma del mismo, y ante la palmaria evidencia que durante todo ese tiempo las tropas francesas no solo no se habían marchado de Barcelona, sino que no daban el menor indicio de ir a hacerlo, se pregunta el historiador si la «Junta Superior Secreta» y la «Junta de los 24 de Barcelona» fueron, realmente, tan cándidos como para creerse aquello que públicamente decían creerse.
Sea como fuere el mismo 24 de abril se comisionó al coronel Sebastián Dalmau, ducho en lengua francesa, para que con el pretexto de dar la enhorabuena por la paz al comandante del contingente francés el teniente general marqués de Guerchy, entrara a parlamentar en su campamento. El encuentro se produjo al día siguiente y se le designó como interlocutor, para mantener la prelación jerárquica, al coronel Monteil. Este le sacó rápidamente de dudas, si las tenía, sentenciando que las tropas francesas, lejos de retirarse, estaba esperando la llegando de nuevos contingentes «para hacer la guerra contra una ciudad rebelde a su legítimo rey». Con ello, concluye el historiador, aún y siendo cierto que los Tres Comunes se hubieran creído liberados por una nación extranjera a cambio de nada, a partir de ese mismo momento quedaron totalmente desengañados. El 25 de abril de 1714 todos los caudillos de la rebelión —el conseller en Cap Rafael Casanova, el gobernador de Cataluña marqués de Torrellas y su lugarteniente Francisco de Sayol, el consejero segundo Feliu de la Peña con todos los mercaderes de la Lonja de Barcelona, los aristócratas conde de Claramunt, conde de Rodoñá, marqués de San Martín y Manuel de Ferrer y Sitges, los diputados de la Generalidad Francisco de Perpiñá, José de Vilamala y Tomás Antic, el obstinado protector del Brazo Militar de Cataluña el conde Juan de Lanuza y el marqués de Barberá—, todos, tuvieron en ese momento la certeza de que habían sido abandonados a su suerte.
A pesar de ello, mientras desde las murallas contemplaban como los dos ejércitos borbónicos se disponían para acabar de aplastarles, se dieron cuenta de que tras de sí que aún contaban con una última baza a su favor: el pueblo barcelonés continuaba celebrando eufórico su liberación. Y para que a nadie le quedara la menor sombra de duda al día siguiente, 26 de abril, la «Junta Superior Secreta» ordenó al impresor Rafael Figueró que publicara un número especial de la Gazeta de Barcelona anunciando la buena nueva que habían traído las cartas imperiales y que, además, imprimiera copias de éstas para que fueran repartidas y convenientemente interpretadas desde los púlpitos de las iglesias y las tabernas de toda la ciudad. Aún más, a la noche siguiente partió sigilosamente del puerto de Barcelona una balandra con mil ejemplares para esparcirlos por Cataluña. Ello no obstante, oculto en su domicilio en el interior de Barcelona, un partidario de Felipe V no dudó en anotar en su diario personal el engaño y la manipulación: «Llegaron de Italia cartas que, a la verdad, servían del mayor desengaño pero se publicó muy al contrario, y los que se preciaban de mayores estadistas no decían otra cosa sino que todo iba bien, y que de lo demás, convenía el secreto».

### Rechazo a la oferta de negociación borbónica
El ministro Juan Orry llegó a Barcelona el 28 de abril. Nada más llegar fue informado del encuentro acaecido tres días antes con el coronel Dalmau y, aprovechando la ocasión de tener un interlocutor, instó al coronel Monteil a que pidiera un nuevo encuentro. El coronel Dalmau accedió y el 29 de abril fue invitado a comer junto al teniente general marqués de Guerchy y 20 oficiales franceses. Tras la comida apareció como de improvisto el ministro Juan Orry quien, tras las presentaciones de rigor, llevó al coronel Dalmau a una reunión en privado. Allí le expuso cuál era su cometido y sus poderes para entrar en tratado, le prometió que de entregarse la ciudad podían esperar ventajas, pero que de persistir en su obstinación, le advirtió, disponían de 50.000 bombas que arrasarían la ciudad. El coronel Dalmau le respondió que arrojando bombas contra el pueblo no debilitaría al gobierno sino que todo lo contrario se enconaría más los ánimos a su favor y tras informarle de que no disponía de poder alguno para negociar se comprometió a comunicar su proposición a la «Junta de los 24». Orry dio de plazo hasta el día 7 de mayo, período durante el cual habría una tregua tácita, pero que si no había respuesta se entendería por rechazada.
El coronel Dalmau regresó a la ciudad e informó a la «Junta de los 24» quienes aprobaron su conducta pero, a pesar de las instancias del propio coronel para hacerlo, rechazaron dar respuesta a la proposición. Transcurridos tres días sin mediar respuesta Juan Orry comenzó a impacientarse. El 2 de mayo instó al marqués de Guerchy a que solicitara la presencia del coronel Dalmau; este se presentó y Orry le ofreció la concesión de algunos privilegios si accedían a la sumisión. Dalmau respondió que no iban a renunciar voluntariamente a las constituciones. Las conversaciones se retomaron el 4 de mayo con el mismo infructuoso resultado sentenciando Dalmau que todos, la «Coronela, soldados y habitantes dentro de Barcelona, están gozosísimos considerando que les llegó la hora de conseguir inmortal crédito en la resistencia de una sangrienta hostilidad en defensa de la Plaza, manteniéndola constante bajo el dominio de su legítimo Rey y Señor natural D. Carlos III». Ya sin esperanzas, Orry le recordó que el plazo para someterse expiraba en tres días, pero ese mismo 4 de mayo escribió a Felipe V informándole del fracaso de la negociación y de la necesidad de que viniera el ejército francés para someter a Barcelona mediante un asedio militar.
Lo cierto es que ya el día 29 de abril la «Junta Superior Secreta» descartó completamente la negociación. Las cartas imperiales habían aumentado la moral del pueblo creyendo que la guerra estaba ganada; con dicha propaganda los radicales consiguieron, por segunda vez, hacer fracasar una operación para hallar una salida negociada al conflicto. Todo lo contrario, mientras duró la tregua se incrementaron los trabajos para reconstruir las defensas y solicitaron al vicario general José Rifós que formara una «Junta de Teólogos» para que refrendara moralmente su determinación de llevar a Barcelona hasta el último sacrificio si era necesario. Los prelados inquirieron a los curas de las parroquias para que, mediante los confesionarios, recabasen el sentir del pueblo llano. El 9 de mayo la «Junta de Teólogos» convocó a los presidentes de los Tres Comunes de Cataluña al convento de las Agustinas para entregarles su veredicto. El trinitario Segarra les expuso que atendiendo al derecho natural y tras profunda reflexión concluían que los Tres Comunes de Cataluña habían declarado una «Guerra justa». Asimismo, y según se desprendía de las averiguaciones de los confesionarios, informaron que el pueblo llano estaba dispuesto a luchar hasta el último extremo defendiendo la ciudad en una causa que entendían amparada por Dios. Por último la «Junta de Teólogos» se comprometió a aplacar la Justicia Divina mediante rezos, plegarias y penitencias, prometiendo que gracias a la intercesión de los Santos Patrones de la Patria se alcanzaría la victoria final.

### Luchar hasta la última gota de sangre
Habiendo los políticos —el consistorio de consejeros, la «Junta de los 24», y los Tres Comunes— cerrado filas en bloque y habiendo conseguido el apoyo de los eclesiásticos en la determinación de luchar «hasta la última gota de sangre», el único rescoldo de poder ——y el más escabroso de mediar— era el de los militares y, más concretamente, el del general comandante Villarroel. En esa dirección el 16 de mayo de 1714 la «Junta de los 24» convocó a consejo de guerra a todos oficiales mayores del ejército para que votasen. Dicha votación colmó la paciencia de Antonio de Villarroel. En su sentir militar y jerárquico expuso a los consejeros su hartazgo por tantas reuniones, tantas juntas, tantas votaciones, dictámenes, resoluciones, y tantas conferencias pues al «Real servicio no convenía tan grande pluralidad de dictámenes». Les detalló que deploraba hubieran rechazado tan enteramente la negociación que les habían ofrecido los borbónicos, y que en lo que atendía al último extremo al que querían llevar la defensa de la plaza le parecía horrendo que hubieran consultado, antes, a una «Junta de Teólogos» que al general comandante del ejército —a él—. Y para culmen de despropósitos el convocar a un consejo de guerra a sus oficiales inferiores era una potestad que correspondía al general comandante del ejército —a él—, que aunque no hubiera recibido la patente oficial de Carlos de Austria su ministro Ramón de Vilana Perlas le reconocía como tal en sus cartas, y que sus oficiales inferiores nada iban a votar, sobre nada, debiendo obedecer, únicamente, lo que él ordenase como a jefe militar.
Ante la oposición de Villarroel la «Junta de los 24» solicitó la mediación de Juan Francisco de Verneda, quien haciendo valer su papel como comisionado de Carlos de Austria en Barcelona logró convencer a Villarroel para que accediera al consejo de guerra aunque este advirtió que no votaría, «ni tengo que votar, pues que ya he obedecido á la orden de S.M.C. en esta parte». Finalmente el consejo de guerra que tenía celebrarse el 16 de mayo tuvo lugar a las 7 de la mañana del 19 de mayo en el salón del Consejo de los 100 Una vez congregados los oficiales el consistorio de consejeros les entregó proposición «asentando siempre sobre el sólido principio que la defensa ha se ser efectiva è inalterable hasta la última gota de sangre en todos los moradores de esta plaza.» Tras exponerse el estado de las tropas dentro de la plaza y las del exterior, y detallarse los efectivos estimados del enemigo, todos los oficiales acataron la resolución de que «deben sacrificarse las vida antes de asentir á capitulación alguna con el enemigo». Mismamente la «Junta de los 24» había informado a las tropas que luchaban fuera de Barcelona convocándoles a un consejo de guerra en Olesa de Montserrat; allí los comisionados de la ciudad enviados a tal efecto recabaron los votos de los oficiales superiores a las órdenes del marqués del Poal, los cuales se comprometieron a reclutar una fuerza de 6.000 hombres con la que lanzarse al socorro de Barcelona cuando se les ordenase. En la Cataluña interior el discurso del odio sembrado por Manuel de Ferrer y Sitges desembocó en que la rebelión fuera sentida como una guerra contra Castilla exhortando a todos los catalanes a «defender la patria», a acabar con «la invasión enemiga», mientras se cantaban canciones que rezaban «vamos a dar batalla a los crueles castellanos, viva Cataluña y viva la Libertad».(léase canción íntegra) Tres días después, el 23 de mayo, el duque de Pópuli ordenó que se iniciara el gran bombardeo que durante un mes, día y noche, machacó Barcelona hasta dejar un tercio de la ciudad arrasado.

### Cataluña arde en llamas

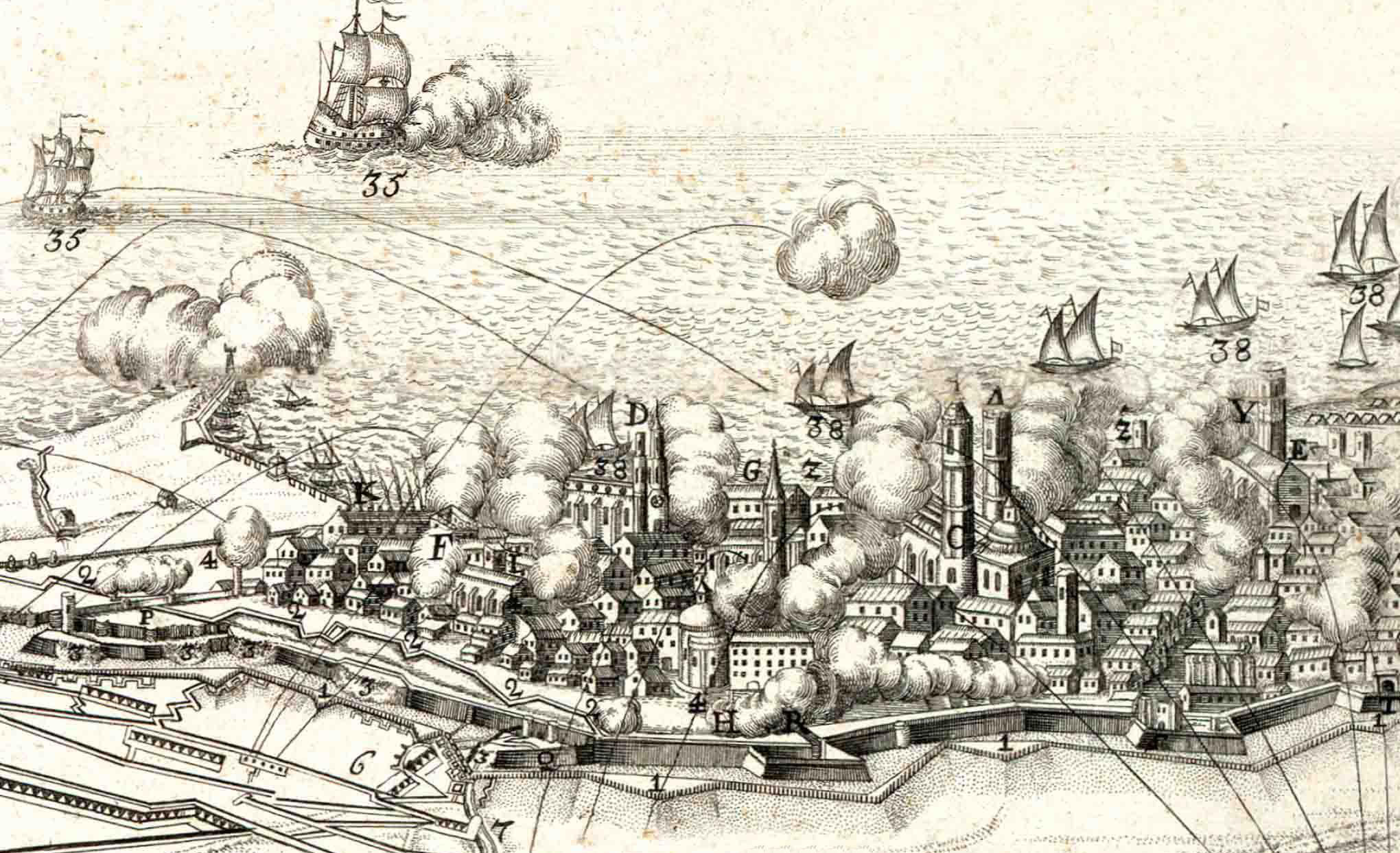
Representación del bombardeo sobre Barcelona durante 1714. Fragmento del gravado «Barcino Magna Parens» impreso en Viena por Joan Van Ghelen en 1718 a petición del Consejo de España.

Al duque de Pópuli le había llegado el cuerpo de artilleros francés, que traían consigo 32.000 balas de cañón, 6.000 potes de metralla, 8 morteros, 20 cañones de veinticuatro libras y 12 cañones de treinta y seis libras. El bombardeó sembró de terror y confusión la ciudad; el capitán de la 2 compañía del III batallón de la Coronela de Barcelona, Francisco de Castellví, lo describió de la siguiente manera: «No hay expresión que explique el trágico y lastimoso teatro que representó al vivo la dolorida confusión de Barcelona. Aumentaba la turbación el disparar cada cuarto de hora todos los morteros; los padres, en la turbación, perdieron á sus hijos, y los parientes más cercanos abandonaron a sus enfermos». Tras varios días de bombardeo, los civiles acabaron por establecer permanentemente dos campos de refugiados con improvisadas tiendas. Tal como lo vio Castellví, «causaba admiración ver la ciudad transformada en un desierto, las puertas de las casas abiertas, las paredes destruidas y desamparadas las habitaciones». Los consejeros ordenaron formar escuadrones de vigilancia para evitar saqueos y no dudaron en sentenciar a la horca a aquellos que, arrastrados por el hambre y la desesperación, fueron sorprendidos rapiñando.
Paralelamente en la Cataluña interior la guerra había llegado a unos extremos de terror jamás concebidos. Las tropas del marqués del Poal se habían distribuido territorialmente ocupando varios vegueríos pero sus tropas rebeldes estaba expuestas a los ataques de los destacamentos volantes borbónicos. Estos habían venido aplicando una política que el historiador Sanpere Miquel calificó de «terrorismo militar», saqueando e incendiando las pequeñas villas ya fuera porque amparaban al ejército rebelde, ya porque les ayudaban con somatenes, ya porque les entregaban víveres. El terror se agravó aún más durante la primavera de 1714 cuando llegaron las tropas borbónicas que se retiraban del Flandes español y de Sicilia, territorios que Felipe V había entregado a Carlos de Austria, y que fueron trasladados urgentemente a Cataluña. La superioridad numérica borbónica se tornó aplastante y los destacamentos borbónicos saqueaban e incendiaban sin distinguir ya entre rebeldes y butifleros. El caos total provocó que surgieran bandas de «voluntarios» incontrolados que hacían la guerra por su cuenta ayudando según su antojo a las tropas del ejército rebelde y rapiñando para sobrevivir allí donde pudieran; tal como anotó en su diario Juan Fábrega, payés de Suria, «por toda Cataluña hay gente en armas, que les llaman voluntarios. Y se nombraban comandantes y capitanes, y los hay de caballo y de a pie, y corren por toda Cataluña, y se hacen dar todo lo que necesitan, y si no, se lo toman, que entre unos y otros no queda nada para las casas y las villas». O como relataba en su diario otro payés, Francisco Gelat de Santa Susana, entre saqueos, incendios y ahorcamientos por todas partes «parece el Juicio Final».
Si para el historiador Sanpere y Miquel la estrategia seguida inicialmente por los borbónicos cabía calificarla de «terrorismo militar», la guerra total que se desató en Cataluña durante la primavera de 1714 provocó tales atrocidades entre la población civil que ésta se vio aplastada entre «dos terrorismos militares», el de los borbónicos y el de los rebeldes. Por su parte el marqués del Poal intentaba reconducir la situación solicitando a Barcelona listas de butifleros a los que extorsionar e incautarse de sus bienes pues reconocía en sus informes que «el país está omiso y contrario», que la gente de las villas —aterrorizada—, ya no les apoyaban ni con somatenes ni con víveres o que, en el peor de los casos, le hostilizaban abiertamente mediante las armas. A la par en Barcelona el radicalismo aumentaba; el almirante francés Jean-Baptiste du Casse solicitó un intercambio de prisioneros y el 20 de junio a las 8 de la mañana el sargento mayor Félix Nicolás de Monjo y Corbera y el capitán Mariano Bassons —en las funciones de traductor—, recibieron en el puerto al alférez de navío Monsieur de Moulin. Finalizado el intercambio el alférez francés les reprochó su obstinación por mantener un defensa ya sin sentido matando a jóvenes franceses en una guerra que Felipe V y Carlos de Austria había dado por finiquitada. El sargento mayor le respondió «Monsieur, el apegarnos a los intereses de Su Majestad Imperial habrá sido un buen o un mal partido. Si ha sido bueno el cielo nos protegerá y, aunque perezcamos, la posteridad alabará nuestra firmeza y nos compadecerá. Si ha sido malo, no lo mejorará el someternos a los españoles así que, a lo hecho pecho, nos sepultaremos bajo las runias de nuestra ciudad».

### Llegada del ejército francés: principio del fin

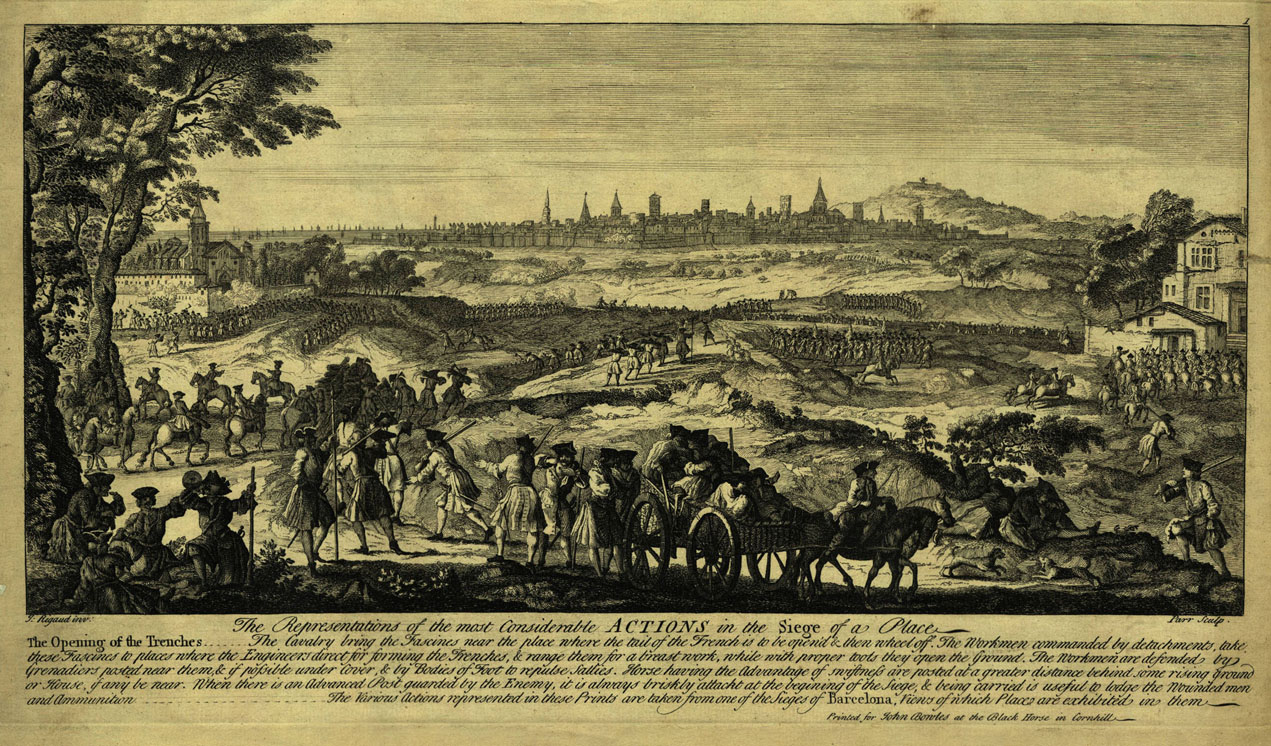
Apertura de la Trinchera de Ataque frente la muralla de Levante de Barcelona iniciada durante la noche del 12 al 13 de julio de 1714.

Tras 11 meses de infructuoso bloqueo, finalmente el 6 de julio de 1714 el duque de Pópoli fue relevado en el general comando borbónico por el mariscal de Francia duque de Berwick. El mariscal traía 10 batallones de veteranos franceses curtidos en las batallas de Ramillies, Malplaquet, y Denain, y que venían a sumarse a los 5 llegados en 26 de junio, más el cuerpo expedicionario francés que bajo el mando del marqués de Guerchy había contribuido desde el principio al bloqueo.
Totalizaban en el campo delante de Barcelona 40 batallones de infantería francesa que sumadas a las tropas españolas de Felipe V alcanzaban los 40.000 hombres. Entre los regimientos destinados al sitio de Barcelona destacaban el Normandie, Vielle-Marine, Anjou, La Reine, Orleans, La Couronne, La Marche, Ile de France, Ponthieu, Courten o Castelart, todos laureados en los campos de batalla de Europa. El imprescindible cuerpo de ingenieros franceses llegado unas semanas antes estaba bajo la dirección del teniente general Dupuy-Vauban, secundado por Lozières d'Astier y los brigadieres Desroces, Duverger, de Biancolelly, de Chelays y Thibergean, con un tren de artillería que sumaba 87 cañones y 33 morteros. Finalmente la flota francesa cerró la bocana del puerto de Barcelona iniciando la rápida asfixia de la ciudad. Berwick desechó por completo la estrategia que hasta entonces había seguido el Duque de Pópoli respecto a Montjuich y centró su atención al otro lado de la ciudad, frente la muralla de Levante, donde el terreno pantanoso facilitaba la excavación. Ordenó abrir la Trinchera de Ataque la noche del 12 al 13 de julio empleando a cientos de trabajadores forzados: era la primera paralela; la cuenta atrás había empezado. Al día siguiente el general comandante Antonio de Villarroel planeó una salida desde la plaza para atacarla y retrasar el avance borbónico. La operación se realizó al mediodía y, aunque efectiva, causó mayores bajas de las esperadas entre las tropas del ejército rebelde sin que por ello se retrasara el avance incesante de los ingenieros franceses. Tres días después abrían la segunda trinchera paralela. En ella instalaron todo el tren de artillería que empezó a batir directamente contra la muralla de Levante abriendo las primeras brechas.
En el interior de la ciudad la «Junta de Teólogos» inició su cometido ordenando novenas, rezos del rosario y otras demostraciones de fervor colectivo a las que se entregó devotamente tant el pueblo llano como los políticos. Entretanto dos altos oficiales del ejército se reunieron secretamente en Montjuich; el general José Antonio Martí y el brigadier José Moragull expusieron al coronel Pablo Thoar, gobernador de la estratégica fortaleza, que con la llegada de los franceses la caída de Barcelona era inevitable, que todas las promesas sobre la ayuda de Carlos de Austria habían resultado ser falsas, que la «Junta de los 24» les inmolarían a todos bajo las ruinas de la ciudad, y que el ejército debía hacer algo para evitarlo. Pero el coronel Pablo Thoar se negó a participar directamente en un golpe, aunque que permaneció callado y no informó a la «Junta de los 24» de la conspiración que se estaba fraguando. Al no contar con el apoyo del gobernador de Montjuich, el 16 de julio el general José Antonio Martí y el brigadier José Moragull, junto con varios oficiales de su confianza se adentraron en mitad de la noche en campo borbónico. Detenidos y llevados ante la presencia del duque de Berwick, el general Martí le expuso su plan: si le dejaba 1.500 granaderos borbónicos tomaría por sorpresa la fortaleza de Montjuich aquella misma noche, con lo que a la mañana siguiente tendría rendida Barcelona a sus pies acabando ya con aquel inútil derramamiento de sangre. Pero Berwick, desconfiado, rechazó el ofrecimiento temiendo una estratagema de los sitiados. Ordenó que quedaran presos en un barco francés y que les llevaran a las cárceles de Peñíscola. La deserción no fue descubierta hasta mañana del día siguiente, 17 de julio. La «Junta de los 24», conmocionada y temiéndose una nueva conjura de los militares para forzar una capitulación dio el toque de alerta doblando las guardias en todos los portales de la ciudad. El conseller en Cap Rafael Casanova instó a la inmediata destitución del gobernador de Montjuich, el coronel Pablo Thoar. Villarroel accedió asignándole plaza en el regimiento de la Concepción bajo su directa supervisión y, para disipar cualquier sospecha de complicidad con los desertores, mandó publicar un bando con órdenes de captura contra ellos.

### La escuadra británica frente a Barcelona
Desmoronándose la moral de los resistentes desde Viena llegaron noticias aún más funestas. El primer ministro Ramón de Vilana Perlas informó tanto al virrey austracista de Mallorca —el marqués de Rubí— como al comisionado austríaco en Barcelona —Juan Francisco de Verneda— que había recibido del embajador en Londres Pablo Ignacio Dalmases un aviso asegurando que «la Escuadra Británica pasa al Mediterráneo con el designio de concurrir y secundar la violencia de los enemigos». Así mismo les advertía a ambos que no debían albergar esperanza alguna sobre ningún tipo de ayuda de Carlos de Austria, ni navíos, ni tropas; que el emperador aseguraba que enviar socorros militares vulneraría el Tratado de evacuación de Cataluña, con lo que darían motivos a los ingleses para atacarles abiertamente; notificaba con dolor que de ser cierto que la misión de la escuadra inglesa era «facilitar la rendición o toma de Barcelona e Islas de Mallorca y Ibiza», el emperador no deseaba el «sacrificio extremo de sus naturales» rechazando que la «Junta de los 24» llevase a Barcelona al «sacrifico, exponiendo al rigor y al cuchillo a tantas inocentes vidas y a una ciudad cuya memoria es ya digna de eternizarse, sin contingencia de su última y total ruina». Finalizaba anunciando el pronto envío de la «Instrucción Imperial» que Carlos de Austria había decretado, así como comisiones y credenciales al general Villarroel para que «se facilitase con el uso de ellos el posible arbitrio contra la desgracia».
Ello no obstante les recordaba que el Tratado de Rastatt aún debía ratificarse mediante un Paz Universal en el Congreso de Baden donde se podría resolver el «Caso de los Catalanes». El comisario austríaco Verneda informó de las notícias de Viena a la «Junta Superior Secreta» formada por el conseller en Cap Rafael Casanova, el barón de Almenara, Félix Teixidor y Sastre, el arcidiano de Andorra José Asprer y Arena y el marqués de Barberá, quienes resolvieron mantener todo en secreto. No informaron a nadie —ni a los otros miembros de la «Junta de los 24»—, manteniéndose a la espera de lo que haría la escuadra británica cuando llegara a Barcelona. Y es que la salud de la reina Ana de Gran Bretaña se había deteriorado gravemente y todos la daban ya por desahuciada. Ésta iba a morir sin hijos y el partido whig, aliado con la facción protestante del partido tory, había impuesto la sucesión en la Casa de Hanover, aliada de Carlos de Austria. Así mismo en Londres los whigs estaban atacando al secretario de estado Bolingbroke por el «Caso de los catalanes» y lord Halifax y lord Cowper había denunciado en la Cámara de los Lores que «la Corona de la Gran Bretaña había inducido á los catalanes á declararse por la Casa de Austria, y habiéndose comprometido a sostenerlos, deben hacerse buenos tales compromisos». Paralelamente el enviado español en Londres Patricio Laules también había informado de las alarmantes noticias a la corte de Madrid. Tras acalorados discursos los lores habían forzado la aprobación de una resolución para que «se continuara la interposición en su auxilio de una manera más contundente». Bolingbroke finalmente envió una carta urgente al almirante Wishart pidiéndole que, sucediera lo que sucediera ante Barcelona, no obedeciera las órdenes de la reina de atacar la ciudad. Wishart recibió dicha carta mientras fondeaba en Alicante y, desconcertado, convocó a consejo de guerra a todos los oficiales para que deliberaran si debían obedecer las órdenes de la reina o a la carta del secretario de estado; finalmente tomaron una resolución. El 21 de julio de 1714 Barcelona amaneció con la escuadra británica frente al puerto con banderas de guerra al viento.

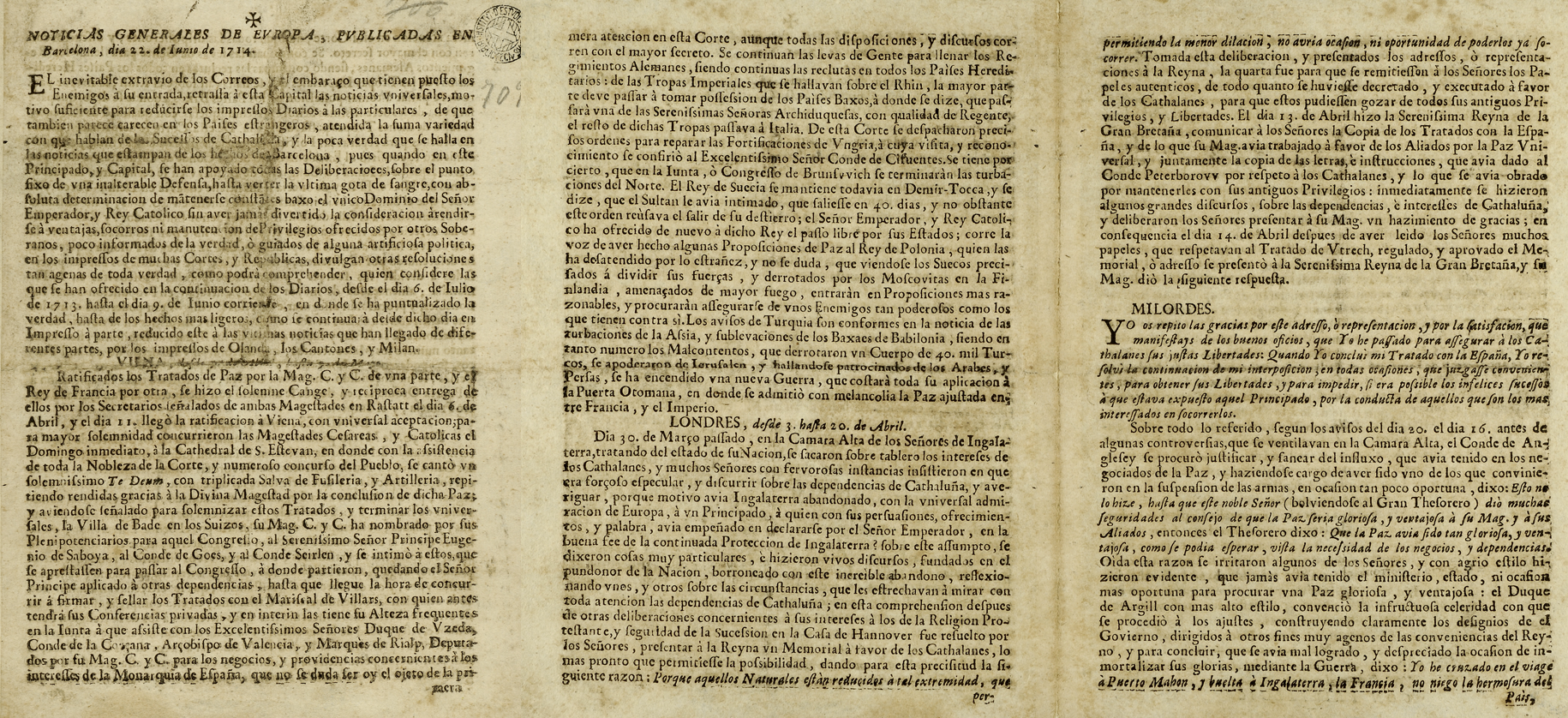
El boletín «Noticias generales de Europa, publicadas en Barcelona, dia 22 de Inuio de 1714» editado por Rafael Figueró y Jolís recogía las notícias llegadas de Londres sobre la ofensiva whig al respecto del «Caso de los Catalanes».

Desde las murallas los barceloneses siguieron como desde los navíos ingleses dos chalupas pasaban al desembarcadero francés, no sucediendo nada más hasta el anochecer. Al día siguiente el bombardeo borbónico sobre Barcelona cesó completamente y un bote inglés arribó al muelle solicitando conferenciar con el comandante militar de la plaza y los magistrados de la ciudad. Villarroel envió a su ayudante Martin de Zubiria, quien regresó acompañando del comodoro Thomas Gordon. Fue conducido a la casa de la ciudad donde el consistorio de consejeros le concedió audiencia; aquel les entregó la documentación del almirante Wishart denunciando sus ataques corsarios contra los mercaderes ingleses. Al día siguiente, 23 de julio, el comodoro Gordon volvió a la plaza y los consejeros le entregaron los documentos que demostraba que no se había faltado al «derecho de gentes», que al único mercante inglés que habían atacado —requisando su cargamento de sal—, le habían pagado «con nuestra mejor moneda a su cabal satisfacción». Y también denunciaron que «las voces que han hecho esparcir en Europa de nuestras piraterías, no son sino invenciones de nuestros enemigos, para hacernos odiosos por todo el mundo y estorbar el que no se negocie con nosotros, privándonos de las cosas precisas para nuestra subsistencia y reducirnos más presto».

### Dura política de Rafael Casanova

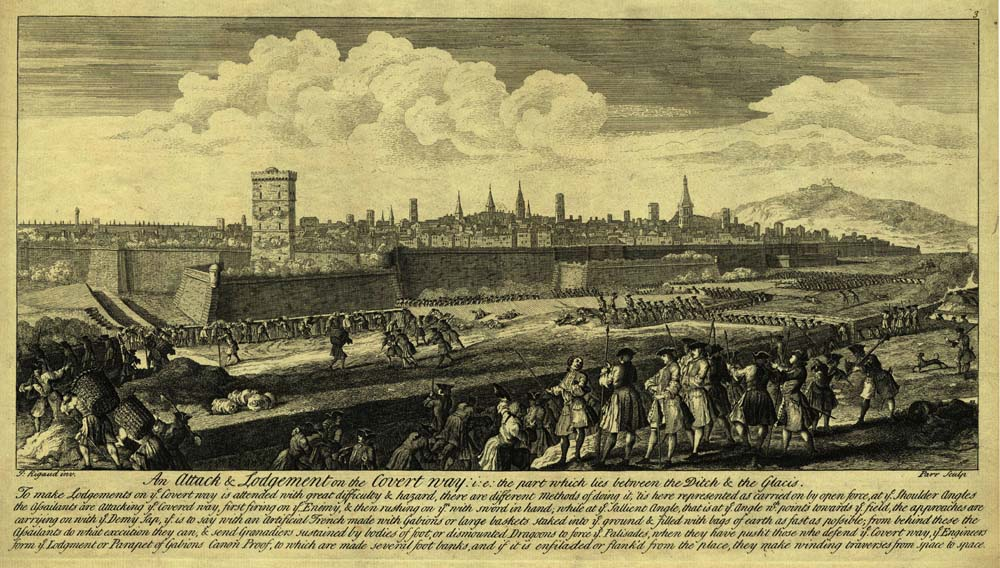
El mariscal de Francia duque de Berwick abrió trinchera la noche del 12 al 13 de julio empleando a cientos de trabajadores forzados frente la muralla de Levante, desechando por completo la estrategia que durante un año había seguido el fracasado duque de Pópoli.

Nada más hacerse a la vela los navíos ingleses la artillería francesa volvió a disparar contra las murallas de Barcelona. La moral de la población se derrumbaba y el número de desertores empezaba a ser alarmante. El 28 de julio el conseller en Cap Rafael Casanova decretó mediante bando la militarización total de los niños mayores de 14 años que se hallaban dentro de la ciudad, ordenando se presentaran a las 6 de la mañana en la Rambla de Barcelona; la no comparecencia estaba penada con la prisión. Una vez estuvieron concentrados se les dio a elegir entre alistarse, o al ejército, o a la Coronela, tras lo cual se les expidió un certificado.
A partir de aquel día a los refractarios que fueron sorprendidos sin el correspondiente certificado por las patrullas de control de la «Compañía de la Quietud», más conocida como «Companyia dels matadors», se les detenía y destinaba a hacer guardia en las zonas más expuestas a la artillería francesa. Castellví estimó que el edicto de Rafael Casanova supuso la incorporación de 2.165 niños y ancianos a las filas de la Coronela, quedando a partir de entonces bajo la jurisdicción militar. El 31 de julio las tropas del mariscal Berwick terminaron la tercera paralela de la Trinchera de Ataque y coronaron el camino encubierto; desde entonces los combates se empezaron a librar al pie de las murallas mientras los zapadores borbónicos empezaron a cavar minas por debajo de los baluartes con la intención de llenarlos de explosivos y volar por los aires el enclave. Pero a pesar del avance borbónico el radicalismo fue en aumento tal como escribió el caballero francés Jacques de Viguier, quien presenció como el 1 de agosto de 1714 un grupo de estudiantes alzaba un «drapeau noir avec un tête de mort blanche au milieu» —una bandera negra con una calavera en medio— señalando que la ciudad jamás capitularía.

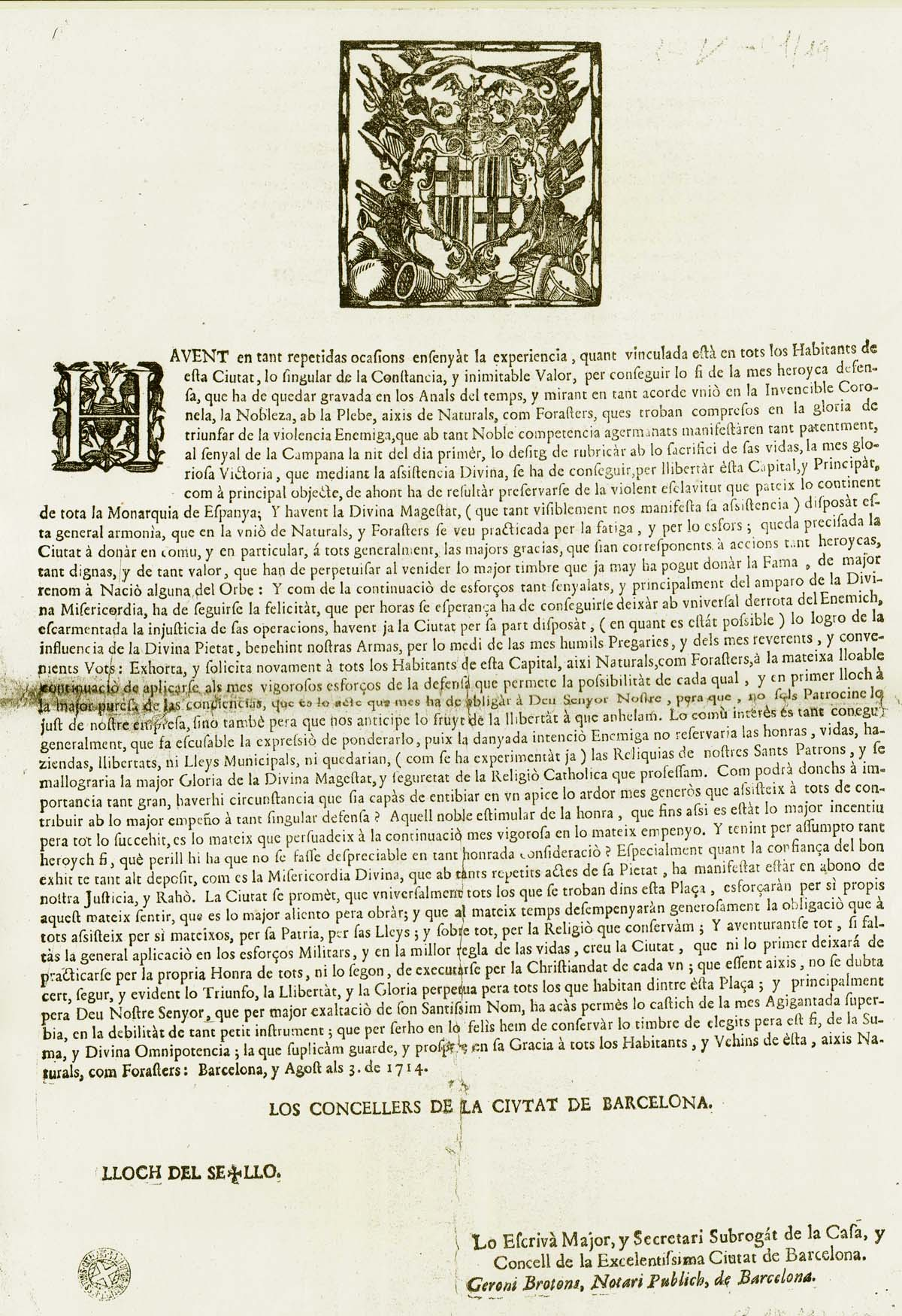
Propaganda de los consejeros exhortando a naturales y forasteros a luchar para «liberar a esta Ciudad y Principado» de lo que resultará acabar con «la violenta esclavitud que padece todo el continente de la Monarquía de España».

A su vez el vicario general José Rifós distribuyó un ejército de frailes por toda la ciudad, en las plazas públicas, en los cuarteles, y en los baluartes donde se combatía, para que con sus prédicas mantuviesen firme la fe en el triunfo final. La culminando dichos ritos católicos se produjo el 2 de agosto del 1714, cuando Rafael Casanova y el resto de consejeros, acompañados por los otros dos Comunes, realizaron acto público de comulgación, confesión y contrición, manifestando su arrepentimiento por haber confiado en los ingleses y «gentes contrarias a la santa fe y religión católica». Los Tres Comunes de Cataluña juraron aplicar la «Instrucción Directiva para templar el rigor de la Justicia Divina» redactada por la «Junta de Teólogos», que estipulaba que desde entonces en Barcelona se regularían los trajes de las mujeres, se clausurarían las casas de juegos y las canchas del tinquete, no se permitirían las comedias en los teatros ni los bailes en carnestoltes, y que a partir de entonces la «Junta de Teólogos» velaría para siempre por la decencia de la, otrora, libertina Barcelona y extirparía los pecados públicos de la ciudad. Hechos los votos esperaban que la Divina Misericordia obrara el milagro final de la liberación. El fanatismo religioso que gobernaba la ciudad fue descrito por historiador y filósofo Voltaire: «Los sitiados se defendían con un coraje fortificado por el fanatismo. Los sacerdotes, los capellanes, corrían con las armas y hacia las brechas, como si se tratara de una guerra de religión».
Como señaló el historiador Sanpere y Miquel, fanáticos eran los dirigentes de Barcelona, y fanatizados acabaron los barceloneses. Un año de bloqueo, los continuos vaivenes políticos, la devoción religiosa, el implacable avance del asedio, la creencia de ser un pueblo elegido y las profecías de ermitaños y hombres santos que lo confirmaban acabaron por sugestionar a todos en la convicción de que si conseguían mantener la defensa el tiempo suficiente, al final el milagro de la liberación ocurriría. Para el historiador, lo profundo que llegó a calar esa creencia en la «Junta de los 24» lo evidencian las draconianas decisiones políticas que llegaron a tomar llevando a Barcelona al abismo de la hecatombe total, un desastre que sólo la interposición del general Villarroel pudo evitar in-extremis. El 9 de agosto el conseller en Cap Rafael Casanova reconocía nuevamente la primera línea de combates en la muralla de Levante y la cortadura de defensa. La cortadura era una inmensa barricada levantada a modo de segunda muralla que se alzaba tras aquella. Para construirla la «Junta de los 24» ordenó que los barceloneses demolieran sus propias casas y que con los despojos alzaran la cortadura de defensa, debiendo acudir a su construcción todos los civiles fuera cual fuera su estamento, en su mayoría ancianos, mujeres y niños menores de 14 años. Tras inspeccionar los trabajos en la cortadura, Rafael Casanova fue alertado por los oficiales del creciente número de milicianos que faltaban a sus puestos, ante lo cual ordenó que a los que no cumpliesen con su deber se les apresara y se les destinase a los parajes más expuestos al fuego borbónico.

### Rechazo al Plan Vilana-Perlas y a la «Instrucción Imperial»
Entretanto la escuadra británica se había dirigido a Mallorca donde realizó los mismos advertimientos para acabar con los asaltos a los mercantes ingleses. Tras constatar que no iban a atacar la isla, el virrey austracista de la isla —el marqués de Rubí— siguió el plan ideado por Ramón Vilana Perlas para ganarse la complicidad británica y evitar que el Principado de Cataluña y el reino de Mallorca cayeran bajo el dominio de Felipe V. El 2 de agosto el comisionado austríaco en Barcelona Juan Francisco de Verneda recibió carta del marqués de Rubí detallándole el plan, el cual consistía en que propondría al almirante inglés que desembarca y ocupara con sus tropas Barcelona forzando así una suspensión de armas con los franceses; estando la ciudad bajo control militar británico inmediatamente después se formarían una nueva junta de gobierno político presidida por el gobernador de Cataluña garantizándose la aplicación de las Constituciones de Cataluña. Barcelona permanecería con guarnición militar británica protegida del ataque borbónico y a modo de depósito hasta que se firmase la Paz Universal entre la Casa de Austria y la Casa de Borbón en el Congreso de Baden resolviéndose el «Caso de los Catalanes». En el tratado se determinaría bajo el dominio de que soberano debían quedar tanto Cataluña como Mallorca —ya fuese Carlos de Austria o algún tercero—, y mientras tanto la reina de Inglaterra ejercería su obligación como garante de las Constituciones de Cataluña ocupando militarmente Barcelona.
Recibida la carta Verneda lo comunicó inmediatamente a la «Junta Superior», los miembros de la cual, tras larga discusión, rechazaron el plan ideado por Ramón Vilana Perlas alegando tanto la dificultad para otorgar poderes, como la nula confianza en las promesas británicas, resolviendo finalmente que todo quedara bajo secreto para evitar habladurías. Ello no obstante al día siguiente 3 de agosto Verneda recibió una nueva carta del marqués de Rubí en la que se le comunicaba que el almirante inglés había rechazado también el plan de ocupar militarmente Barcelona, accediendo no obstante a comunicarlo a la corte de Londres. Allí el embajador catalán Dalmases, una vez informado del plan de Vilana Perlas se lamentaba que «eso sería bueno que se hubiera pensado, tratado y ajustado en marzo del año pasado cuando los ministros imperiales, con la concurrencia de los de Inglaterra, firmaron y convinieron la evacuación de Cataluña. Sería bueno que se hubiera convenido en Rastatt, en aquella paz donde no se habló nada de Cataluña, y sería bueno que se hubiera ya ajustado en el congreso de Baden».
Dos días después, el 5 de agosto, llegó a Barcelona la «Instrucción Imperial» de Carlos de Austria. Este quería evitar a toda costa que los radicales llevaran a Barcelona a un sangriento final usando su nombre y enviaba comisiones y credenciales al general Villarroel para que «se facilitase con el uso de ellos el posible arbitrio contra la desgracia». En suma, Carlos de Austria proponía negociar la capitulación de Barcelona renunciando al dominio de Cataluña en favor de Felipe V a cambio del mantenimiento de sus fueros, y proponía como pieza de negociación el reino de Mallorca que aún permanecía bajo su dominio. La «Instrucción Imperial» la traía el coronel de infantería Juan Francisco Ferrer —militar navarro nacido en Corella— que había abandonado Barcelona con las tropas austríacas en julio de 1713 y que ahora retornaba desde Viena. De inmediato se reunió con el general Antonio de Villarroel y con el comisionado austríaco Verneda para que se iniciaran las negociaciones de capitulación con el mariscal Berwick y se acabara con tan innecesaria carnicería. Verneda informó inmediatamente a la «Junta Superior» quienes rechazaron absolutamente cualquier negociación de capitulación así como el someterse al dominio de Felipe V, ordenando guardar total secreto sobre «Instrucción Imperial» de Carlos de Austria. La resolución indignó a Juan Francisco Ferrer que venía facultado para negociar la capitulación con Berwick. Este empezó a esparcir voces proclamando que la resistencia era inútil, que Carlos de Austria no les iba a ayudar y que debía negociarse antes de que fuera demasiado tarde. Los Tres Comunes ordenaron al comisionado austríaco Verneda que le hiciera callar.

### Fracasados asaltos contra Barcelona del 12, 13 y 14 de agosto

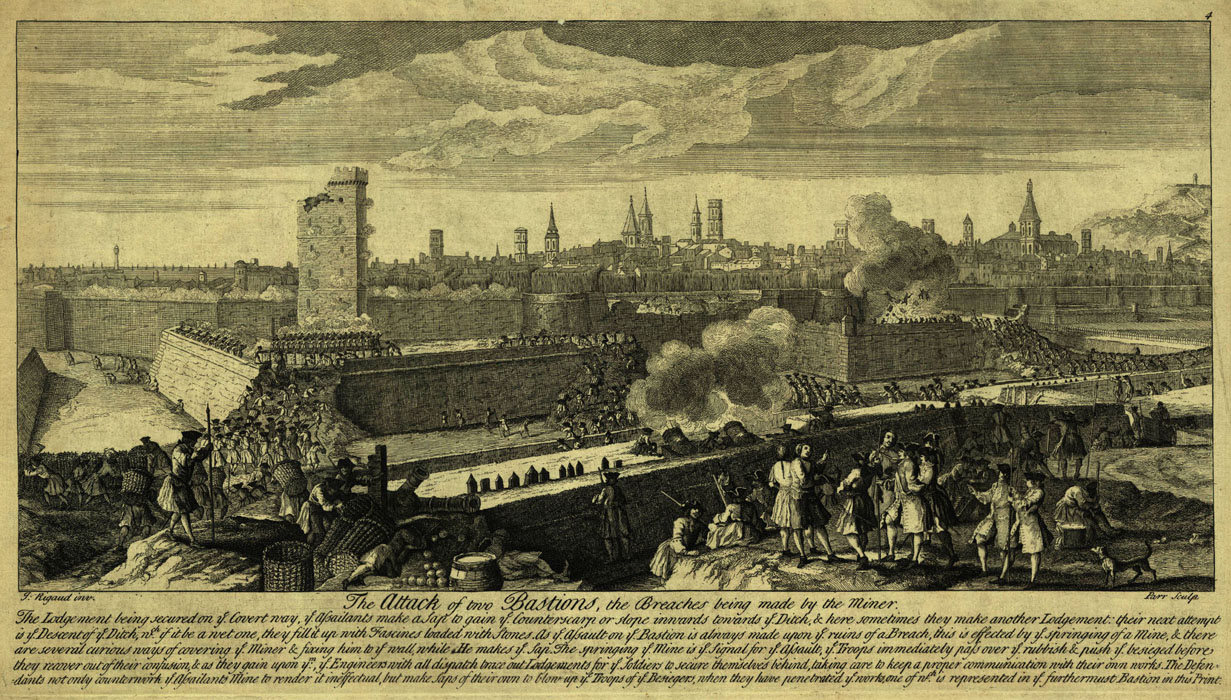
El mariscal de Francia duque de Berwick lanzó el primer asalto general contra Barcelona el 12 de agosto de 1714. Ordenó un segundo asalto general la noche del día siguiente, 13 de agosto, conquistando las tropas borbónicas el baluarte de Santa Clara, del que fueron expulsadas la mañana del 14 de agosto. A pesar de conseguir la victoria, las bajas entre las tropas catalanas fueron altísimas. En primer plano el baluarte de Santa Clara y la torre de San Juan, a la derecha, el baluarte del Portal Nou.

Aprestado por la corte de Madrid ante el peligro que suponía la inminente muerte de la reina Ana de Inglaterra -el 1 de agosto había quedado sin habla-, el mariscal duque de Berwick ordenó el asalto final contra Barcelona para el 12 de agosto. Entrada ya la oscuridad de la noche los minadores borbónicos hicieron estallar los explosivos situados en mina construida bajo el bastión de la Puerta Nueva, bastión que saltó por los aires quedando prácticamente en ruinas; pasados unos instantes de confusión los granaderos borbónicos se lanzaron al asalto. Tras horas de combates los soldados apoyados por los milicianos se lanzaron al contrataque consiguiendo expulsar a los asaltantes. Perdido el enclave las tropas borbónicas volvieron a lanzar varias oleadas de gente fresca pero habiendo sido reforzados los defensores con otro batallón más de la Coronela de Barcelona y ya abierto el día el asalto al bastión de la Puerta Nueva fracasó. Al unísono también se asaltó el bastión de Santa Clara. El asalto de los granaderos borbónicos también se prolongó hasta romper la luz del día y, también, fracasó ante la enconada oposición de los milicianos de la Coronela que fueron reforzadas inmediatamente por soldados del ejército.
A las diez de la noche del 13 de agosto las tropas borbónicas lanzaron un nuevo asalto. Rompieron las defensas masacrando a los milicianos que defendían el baluarte de Santa Clara. Viendo el enclave perdido el conseller en Cap ordenó que otro batallón de la Coronela se lanzara al ataque pero el general comandante Villarroel prohibió la participación de civiles en armas señalando su escasa efectividad. Tras dialogar con Rafael Casanova Villarroel ordenó esperar hasta que rompiera la luz del día, momento en el cual ordenó el asalto al bastión. Tras horas de violentos combates y cargas suicidas durante todo el día 13 los borbónicos continuaban resistiendo en el bastión de Santa Clara. La mañana del 14 de agosto Villarroel dispuso que varias piezas de artillería fueran traídas desde las murallas y apuntaran hacia el interior del bastión de Santa Clara, ordenando que no fueran cargadas con balas sino con potes de metralla para devastar a las tropas francesas que se agolpaban en el enclave. Cuando se desató el ataque la artillería acribilló a los franceses y tras sucesivos asaltos las tropas borbónicas acabaron retirándose ante la carnicería que estaban sufriendo. Fracasado el asalto general tras tres días de combates el mariscal duque Berwick justificó al rey Luis XIV de Francia lo sucedido alegando que «los enemigos se defienden como desesperados».

### Agonía final de Barcelona
A la par que en Barcelona se luchaba para rechazar el asalto borbónico en el exterior las tropas del marqués del Poal luchaban desesperadamente para intentar llegar hasta la ciudad. La «Junta de los 24» había ordenado al marqués del Poal que se dejara de atacar convoyes y acudiera con todo lo que pudiese en su socorro. El marqués había formado un cuerpo de 3.500 hombres con el que envistió derecho contra un destacamento borbónico de 3.000 hombres que les cortaban el paso del Llobregat, derrotándoles en la batalla de Talamanca y forzándoles a retirarse hasta Sabadell. El general Villarroel envió fuera de la ciudad a su ayudante Martín de Zubiría para que informara al marqués del Poal de la trágica situación que se estaba viviendo en la ciudad. Y es que el 15 de agosto, justo tras derrotar el asalto general borbónico, había empezado la gran hambruna: en Barcelona ya no quedaban alimentos. Tal como lo vio con sus ojos el capitán Francisco de Castellví «los extremos de hambre que sufrieron los barceloneses no hay pluma que los pueda referir con individualidad».
El 20 de agosto el conseller en Cap y presidente de la Junta de Guerra Rafael Casanova convocó en pleno a la «Junta de los 24» para que los 8 miembros de la Junta de Provisiones explicasen lo que estaba sucediendo con la comida. Y lo que resultó fue que el mes anterior los mercaderes de la Junta de Provisiones había organizado un gran convoy formado por 45 naves cargadas con provisiones y municiones para asegurar que Barcelona pudiera resistir holgadamente hasta bien entrado el invierno de 1714. El convoy iba escoltado por 10 fragatas, 4 navíos de 30 cañones y una galeota armada, todos al mando del capitán Castellar, quien había recibido órdenes de Salvador Feliu de la Peña —consejero segundo y presidente de la Junta de Provisiones— prohibiéndole que bajo ningún concepto el navío San Francisco de Paula, el más cargado, quedara abandonado. Y es que en ese navío iban los cargamentos comprados con la propia fortuna personal de Feliu de la Peña. La noche del 9 de julio el convoy llegó según lo previsto a las costas de Castelldefels, momento de oscuridad más propicio para entrar en el puerto de Barcelona dado que por la noche la mayoría de naves francesas se replegaban a sus fondeaderos. Solo faltaba por el llegar el San Francisco de Paula, que iba retrasado; el capitán Castellar ordenó detener todo el convoy en su espera. Cuando finalmente llegó e intentaron la entrada ya era de día. Fueron descubiertos por las naves borbónicas que les atacaron con todo su poder, consiguiendo escapar solo las más naves pequeñas mientras eran capturados los 18 navíos de mayor cargamento y el San Francisco de Paula.
Con tamaño desastre Feliu de la Peña y los mercaderes de la Junta de Provisiones perdieron casi toda su fortuna personal, aunque prometieron a Casanova que, a pesar de desastre, la ciudad tendía suministros para aguantar durante dos meses hasta mediados de septiembre, momento en el que armarían otro convoy. Pero la realidad era que mediados de agosto ya no quedaba comida en la ciudad; lo único que la Junta de Provisiones estaba suministrando a la población era un pan hecho con habas podridas que habían quedado en el fondo de los almacenes. Casanova volvió a estallar en cólera acusando nuevamente a Feliu de la Peña de incompetente, de haber primado sus intereses particulares a los de la ciudad y que el daño habían provocado era catastrófico. Tras agrias acusaciones, recriminaciones y justificaciones, al final de la reunión Rafael Casanova informó a todos los miembros de la «Junta de los 24» del Plan Vilana-Perlas que antes de los asaltos de agosto la «Junta Superior» había rechazado y ordenado se mantuviera en secreto. A su entender, dada la precaria situación de las defensas, la nula esperanza en recibir nuevos suministros, y el avanzado estado del ataque borbónico, solo podrían evitar la derrota si conseguían aguantar el tiempo suficiente hasta que las tropas británicas se implicaran en la defensa de Barcelona interponiéndose y deteniendo el cada vez más próximo asalto final borbónico. Finalizada la crispada reunión empezaron a correr rumores por la ciudad que acusaban falsamente a los miembros de la Junta de Provisiones de estar acaparando y ocultando comida. Feliu de la Peña y sus mercaderes, asustados, hicieron correr el rumor de que Casanova pretendía rendirse entregando la ciudad a los ingleses.
Al día siguiente 21 de agosto el conseller en Cap Rafael Casanova decretó que nadie estaba autorizado a salir fuera del contorno de las murallas de la ciudad, y a partir de entonces el conseller en Cap empezó a rondar cada noche por la primera línea para animar a los combatientes con su presencia mientras que el general Villarroel lo hacía por las mañanas. Poco después, y para suplir las ya incontables deserciones, Rafael Casanova decretó que los «Batallones de Barrio», unidades civiles formadas por tullidos, mujeres, niños y ancianos que servían de fuerza de trabajo y desescombro, quedaban a agregados a las unidades de combate de la Coronela de Barcelona. La mañana del 26 de agosto estalló el primer motín. Un grupo de soldados y milicianos de la Coronela de Barcelona asaltaron los hornos de la ciudad exigiendo que se les entregara pan en condiciones; pronto se les unieron decenas de barceloneses. Informado Feliu de la Peña del motín, este ordenó que para apaciguarles se les entregara pan y una ración extra a todos los milicianos que se hallasen en sus puestos. Restablecido el orden los consejeros publicaron un bando prohibiendo explícitamente toda acumulación de víveres para intentar acallar los rumores que acusaban a Feliu de la Peña y los mercaderes de acaparadores. Entonces les llegó la noticia que las tropas del marqués del Poal habían sido derrotadas en su intento de romper el cordón borbónico para entrar en Barcelona y recomponer las precarias tropas que la defendían. Reagrupados los supervivientes en Capellades, resolvieron con Martín de Zubiría que atravesar el cordón borbónico por tierra era imposible. Por la noche, Zubiría volvió solo a Barcelona donde informó a Villarroel.

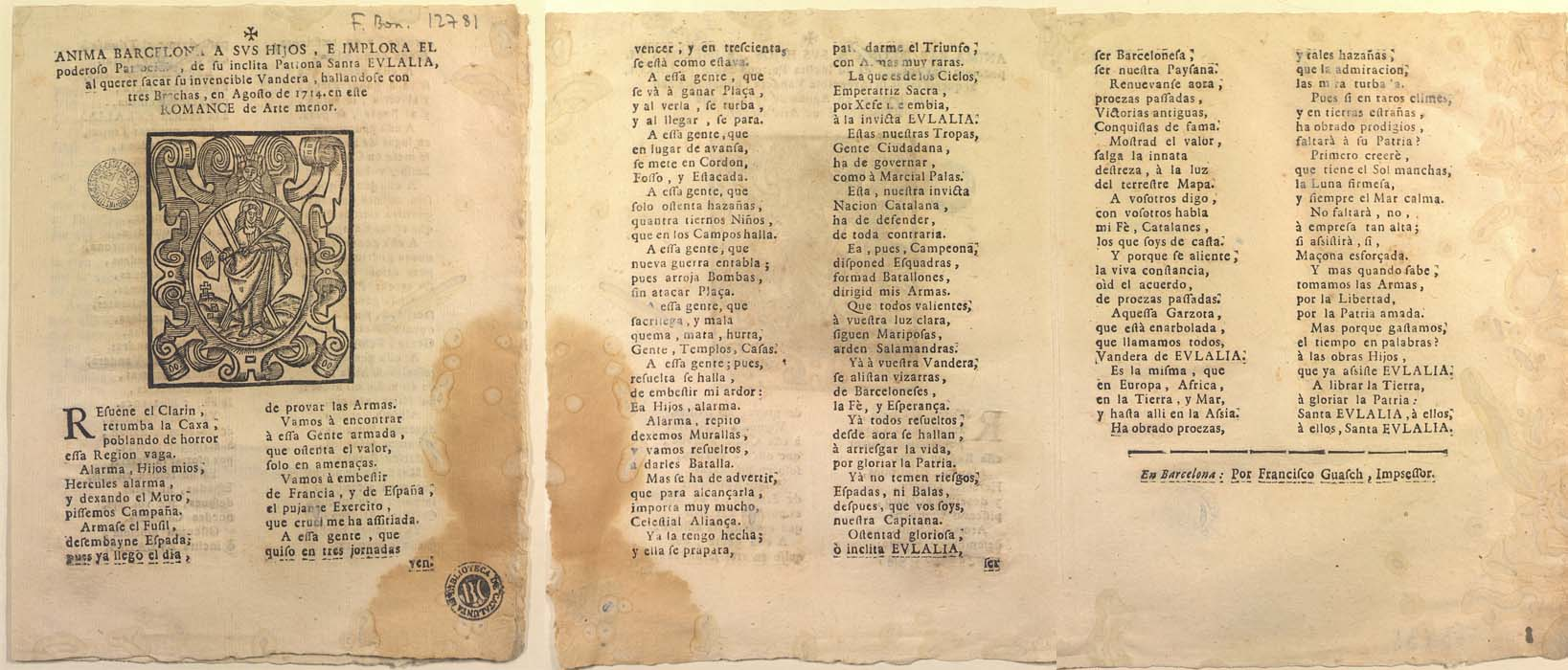
Propaganda religiosa de la «Junta de los 24»:
«Nuestra invicta Nación Catalana [..] Vamos à embestir de Francia, y de España el pujante Exercito [..] Catalanes, los que soys de casta [..] A librar la Tierra, a gloriar la Patria, SANTA EULALIA a ellos, a ellos SANTA EULALIA !»

La noche del 29 de agosto estalló un segundo motín. Al saberse que tres pequeñas embarcaciones habían arribado al puerto con provisiones se concentró allí un tumulto de barceloneses ávidos por conseguir algo de comida. La Junta de Provisiones envió guardias para evitar que los cargamentos fueran asaltados y se convocó de urgencia a la «Junta de los 24». Ésta resolvió doblar la protección de los hornos —para evitar que fueran asaltados—, y proteger la casa de Feliu de la Peña y los mercaderes de la Junta de Provisiones «a quienes el miedo empezaba a consternar, porque muchas gentes acudían a sus casas pidiendo pan, porque juzgaba el pueblo que tenían víveres escondidos»; asimismo, «a fin de acallar las voces injuriosas que se esparcían contra los sujetos que componían la Junta de Provisiones» se ordenó hacer un escrutinio general en busca de comida oculta en casas de particulares y conventos. Aunque como detalló el capitán Castellví «no se evitó el continuo clamor de las gentes pidiendo pan por su dinero, y se temió, con razón, que el pueblo, no pudiendo sufrir el hambre, no se arrojase enfurecido sobre los sujetos de la Junta de Provisiones, que los más no tenían ya seguro domicilio». Pues a pesar del pavor que sentían Feliu de la Peña y sus mercaderes temiendo que el pueblo asaltara sus casas y les acabara linchando mientras les gritaban «dadnos pan! dadnos pan!», las órdenes de Rafael Casanova continuaron siendo terminantes: mientras quedara pólvora se mantendría la defensa, solo se daría pan a los militares, a los milicianos, y a los civiles que estuvieran en servicio de armas, y al final, solo si quedaba algo, se daría al pueblo llano.

### Giro diplomático británico tras la muerte de la reina Ana
Entretanto el milagro diplomático en el que Ramón de Vilana Perlas y Rafael Casanova fiaban su estrategia ocurrió: el 12 de agosto, mientras en Barcelona se luchaba contra el asalto general borbónico, en Londres la reina Ana de Gran Bretaña murió. A partir de entonces los acontecimientos se precipitaron y al día siguiente 13 de agosto se hizo cargo del gobierno un consejo de regencia formado mayoritariamente por miembros del partido torie, en espera del nuevo rey británico de origen alemán, y aliado de la Casa de Austria, Jorge I de Gran Bretaña. Ese mismo día 13 de agosto el embajador catalán en Londres Dalmases entregó desesperado una representación al secretario de la regencia Joseph Addison implorándole que urgentemente retomaran el «Caso de los catalanes». El día 14 de agosto, mientras el duque de Berwick lanzaba sus últimas tropas contra el baluarte de Santa Clara en Barcelona, en Londres el secretario de estado Henry Bolingbroke —a punto de ser cesado en el poder—, escribía por carta al primer ministro de Francia Jean-Baptiste Colbert de Torcy las directrices del nuevo gobierno británico con el derecho que asistía a Gran Bretaña —a pesar del artículo 13º del Tratado de Utrecht— a intervenir militarmente en favor de los derechos de los catalanes; así mismo le alertaba de que «sería de peor consecuencia de lo que se imaginan las Cortes de Francia y España si se persiste en tomar la ciudad y sojuzgar ese pueblo»; finalizaba la misiva conminándole a detener el asedio «inmediata y positivamente para salvar a Barcelona, suspender las hostilidades y proponer un ajuste». Luis XIV de Francia respondió a las presiones de la regencia británica afirmando que los catalanes eran un «pueblo fiero y difícil de gobernar», que habían abusado de sus privilegios en detrimento del poder del rey, dado lo cual no podían restablecerse sus privilegios, y concluía que eran ellos los culpables de la situación dado que no solo habían rechazado todos los ofrecimientos de negociación que se les habían propuesto y «el ser tratados en lo sucesivo de la misma manera que los castellanos», sino que además «me declararon la guerra, lo mismo que a mi nieto».
Expuesta la situación Luis XIV amenazó a la regencia con apoyar al candidato alternativo al trono británico, Jacobo Estuardo, lo que podría acabar provocando una guerra civil en la misma Gran Bretaña entre jacobitas y hanoverianos. Ante la amenaza velada el consejo de regencia tory adujo que no estaba capacitado para tomar decisiones de tan graves consecuencias que pudieran provocar la guerra con Francia y una guerra civil en Gran Bretaña, con lo que impidieron cualquiera acción militar en favor de los catalanes hasta que el nuevo rey Jorge I de Gran Bretaña hubiera sido coronado en Londres y formara un nuevo gobierno. Angustiado, el 28 de agosto el embajador catalán Dalmases volvió a la carga presentando una segunda memoria en la que pedía a «la Exma. Regencia para que en beneficio de Barcelona y de Cataluña, y por su Libertad y Honor, mande que su flota se ponga a la rada de Barcelona y facilite la entrada de socorros, víveres y provisiones en aquella ciudad» alegando que «no comprendo que ninguna de estas órdenes induzca una declaración de guerra ni con Francia ni con la España» (léase el  memoria íntegra). Pero esta segunda memoria tampoco consiguió variar el ánimo de la regencia británica tal como informó a la corte de Madrid el duque de Osuna —el embajador español en La Haya—, el 30 de agosto: «la Regencia había enviado orden a la escuadra inglesa que se halla en el Mediterráneo de sostener a los catalanes [..] pero que los tories lograron suspenderla diciendo no podían tomar resolución tan fuerte y de tantas consecuencias, para lo que no tenía facultad la Regencia sin consentimiento del rey, y que así se aguardase hasta que el rey pasare a Inglaterra».
La mañana de ese mismo 30 de agosto el descubrimiento de la gran mina borbónica sirvió a los consejeros para celebrarlo como una gran victoria sobre el enemigo; los primeros soldados que la atacaron fueron el milanés de padres españoles Francisco Molina, el aragonés Francisco Diago y el catalán José Mateu. La «Junta de los 24» ordenó que se diesen gracias a Dios por tan grande misericordia y que se celebrasen 500 misas; al día siguiente el 31 de agosto se doblaran los rezos del rosario colectivo exhortando al pueblo a la penitencia y a asumir el sufrimiento presente con la «confianza en que Dios misericordioso les sacaría de aquel estado triunfante de los enemigos». Pero para el general comandante Villarroel el descubrimiento de la gran mina borbónica no era motivo de alborozo sino la última evidencia de que el asalto final borbónico era ya inminente dando orden cerrada a todos sus oficiales para que redoblaran la vigilancia sobre las trincheras borbónicas.

### Villarroel presiona para capitular
La noche del 31 de agosto al 1 de septiembre, mientras el general comandante Antonio de Villarroel dormía en su residencia, el general de guardia José Bellver observó gran movimiento de tropas en las trincheras borbónicas y de inmediato ordenó disparar los cohetes de aviso. Al poco todos los campanarios repicaban enloquecidos y la ciudad entera se despertó movilizándose para la lucha final. Pero en realidad todo había resultado ser una operación de engaño para crispar más aún los nervios de los asediados y exacerbar la desesperación del pueblo llano. Tras incorporarse a su puesto y confirmar que se había tratado de una falsa alarma Villarroel ordenó a todos los generales y coroneles que a las tres de la tarde se presentasen en su residencia donde tendría lugar un importante consejo de guerra. Llegada la hora y reunidos todos, Villarroel les manifestó que atendiendo a criterios estrictamente militares —y no políticos—, dada la disposición de las tropas borbónicas, el estado de las siete brechas abiertas en la muralla, lo precario de las defensas y las pocas tropas disponibles, la escasez de pólvora, municiones, víveres y la hambruna que azotaba al pueblo, la ciudad se hallaba en estado de capitular. Añadió que habían luchado heroicamente soportando un bloqueo de un año, que habían resistido un asedio formal durante 51 días, y que tras tal hazaña la guarnición militar que había defendido Barcelona podía aspirar a una capitulación honrosa. Acto seguido les pidió su parecer.
La proposición no sorprendió a los oficiales pues tres días antes el coronel Pablo Tohar a punto estuvo de ser linchado por unos soldados cuando insinuó que había que capitular, extremo del que le salvó Antonio de Villarroel cuando acudió al tumulto que se había formado y apaciguó a los soldados justificando la negociación de una capitulación, a lo que los soldados respondieron: «Sí, Exmo. Señor, si ellos lo pidiesen, pero pedirlo la plaza no, morir primero que ejecutarlo», un extremo harto inimaginable pues una vez las trincheras atacantes habían coronado el foso y derrumbado las murallas de una ciudad asediada, correspondía a ésta —y no a las tropas atacantes— batir llamada implorando negociar un capitulación. Todo lo contrario, si llegado tal extremo los dirigentes de la ciudad asediada persistían en su obstinación obligando a los atacantes a asaltarla para dominarla, entonces éstos tenía el legítimo derecho a saquear la ciudad, matando, robando y violando a sus ciudadanos a discreción. Solo si los defensores batían llamada y pedir negociar una capitulación se podía evitar tal extremo.
Sin excepción, todos los generales y coroneles coincidieron en que la situación militar de Barcelona era la de capitular, pero le recordaron que habían hecho un juramento político a los Tres Comunes de Cataluña para luchar «hasta la última gota de sangre». Fue entonces cuando Villarroel les informó de la «Instrucción Imperial» de emperador Carlos de Austria —a quien todos debían obedecer en última instancia—, un directriz política para evitar que Barcelona fuera llevada a la hecatombe final. Ello no obstante la mayoría replicó que sólo capitularían ante la orden explícita del emperador Carlos, a lo que Villarroel respondió que a su modo de ver «en el estado presente no podían ser otras las órdenes de Su Majestad». Ante el fracaso del consejo de guerra Villarroel acabó por pedirles que pusieran su voto por escrito «y que era consecuente a la confianza, la obligación de observar el mayor secreto». Pero la propuesta de capitulación de Villarroel no se mantuvo en secreto y esa misma tarde la «Junta de los 24» tuvo entera noticia de todo lo que se había hablado en el consejo de guerra. Rafael Casanova requirió explicaciones a los otros dos comunes —Generalidad y Brazo Militar—, quienes negaron también tener constancia de nada. Finalmente el protector del Brazo militar de Cataluña se presentó en la residencia de Villarroel exigiéndole explicaciones por su irregular proceder y este le respondió que a la mañana siguiente expondría su posición ante «Junta Superior».

### Las tropas borbónicas intiman a la negociación
| «Junta Superior y Secreta» |                    |                   |
|                            |                    |                   |
| Conseller en Cap           | Brazo Militar      | Agente Austríaco  |
| Rafael Casanova            | Marqués de Barberá | Francisco Verneda |
|                            |                    |                   |
| Eclesiásticos              | Aristocracia       | Ciudadanos        |
| Arcidiano de Andorra       | Barón de Almenara  | Félix Teixidor    |
|                            |                    |                   |

Esa misma tarde decenas de mujeres presas del pánico y del hambre se agolparon frente a los portales gritando para escapar de la ciudad. La «Junta de los 24» acabó permitiendo su salida y tras franquear las puertas llegaron hasta el cordón de bloqueo borbónico donde imploraron que les permitiesen continuar su camino. Berwick lo prohibió para obligarlas a que regresaran a la ciudad donde ya solo eran bocas que alimentar. Regresaron a los portales de Barcelona pero, una vez allí, la «Junta de los 24» ordenó a los guardias que ya no les permitiesen la entrada. El medio millar de mujeres, con sus niños, quedaron vagando en tierra de nadie entre lloros y gritos de desesperación.
La mañana del 2 de septiembre Villarroel expuso ante los miembros de la «Junta Superior» que el estado de las defensas era desastroso, que faltaban pólvora, municiones y pan, que las deserciones eran ya incontenibles, que el asalto final borbónico era inminente y que le sería imposible detenerlo. O de inmediato batían llamada para negociar una capitulación o sería demasiado tarde para evitar que Barcelona fuera asaltada, arrasada y saqueada. Para que no cupieran dudas les entregó también los dictámenes escritos de los generales y coroneles donde todos, sin excepción, coincidían en que la situación militar de Barcelona era la de capitular, aunque la mayoría se mantenía fiel al juramento hecho a los Tres Comunes de Cataluña. Los miembros de la «Junta Superior» respondieron que eran perfectamente conscientes del estado en que se hallaba Barcelona y que tomarían las decisiones pertinentes. Pero tras la reunión tan solo ordenaron a la «Junta de Provisiones» que diera más pan a los combatientes, disposición que no tuvo ningún efecto dado que ya no quedaban víveres que repartir. Por la noche del 2 al 3 de septiembre desertaron un capitán y dos suboficiales. En el campo borbónico el general francés marqués de Guerchy anotó en sus memorias que éstos oficiales «informaron exactamente al Duque del estado de las defensas, de la miseria que se padecía y del consejo de guerra» de Villarroel, así como «de los votos de los que intervinieron», y al día siguiente ocurrió lo inimaginable: las tropas atacantes borbónicas, y no ciudad asediada, batieron llamada intimando a la negociación. El 3 de septiembre el mariscal Berwick envió al oficial Montesquieu al pie de la brecha para que batiera llamada e «hiciese entender de palabra a los rebeldes de Barcelona que el señor mariscal se lavaba las manos ante Dios por la gran carnicería y crímenes horribles que iban a cometerse en el asalto general que se les iba a dar si ellos no imploraban la misericordia del rey». Al otro lado de las murallas estaba el segundo de Villarroel, el coronel Gregorio de Saavedra, quien tras recibir la intimación del oficial francés ordenó que se restableciera el fuego y envió la noticia al general comandante.
Este se hallaba en su residencia donde acababa de insistir nuevamente ante el síndico de la ciudad que «su sentir era se procurase una capitulación honrosa». Al recibir el comunicado, de inmediato lo reenvió a los consejeros precisando que el oficial francés aguardaba una respuesta. Los seis consejeros y Junta 9.ª de Guerra se hallaban reunidos bajo la presidencia del conseller en Cap Rafael Casanova, quien tras leer ante todos el comunicado de Villarroel propuso que ante la gravedad del punto a tratar no podían deliberar sin informar de ello a los otros dos comunes —Generalidad y Brazo Militar—. Pero el consejeros segundo Salvador Feliu de la Peña se opuso «diciendo que era punto decidido en el consejo de guerra» del 19 de mayo «en el cual se había resuelto no escuchar capitulación», a lo que añadió que convocar a los otros dos comunes no serviría de nada pues «muchos sujetos que componían los otros comunes le habían manifestado ser su sentir no entrar en capitulación». Casanova replicó que eso era irrelevante, que los consejeros de Barcelona no podía tomar tal decisión por sí solos, y que conforme a lo estipulado por la Generalidad de Cataluña en el auto de cesión interino de gobierno del 27 de febrero debía informarse a los Tres Comunes de Cataluña. Casanova impuso su criterio y se resolvió informar y convocar a los diputados de la Generalidad y a los oficiales del Brazo Militar a las tres de la tarde del día siguiente. Asimismo se envió respuesta a la trinchera borbónica informando que el gobierno en pleno iba a reunirse para tomar una resolución y que si el duque quería recibir la respuesta de hombres de espada —militares— o de garnacha —políticos—. A última hora Berwick respondió que «poco le hacía que fuesen de lo uno o de lo otro, solamente fuesen hombres de entendimiento y de confianza».

### Rechazo a la última proposición borbónica
El 4 de septiembre sobrevino una tromba de agua que se prolongó hasta el anochecer inundando las trincheras borbónicas. Entretanto se había reunido la «Conferencia de los Tres Comunes» ante la cual se leyó el informe del general Villarroel, así como los votos escritos de los generales y coroneles. Finalizada la conferencia los delegados pasaron a participarlo a cada uno de los Tres Comunes de Cataluña — Consejo de Ciento de Barcelona, Diputación del General del Principado de Cataluña y Brazo militar de Cataluña—, los miembros de los cuales pasaron a reunirse cada uno por separado. En representación del Consejo de Ciento de Barcelona actuaba la «Junta de los 24 de Barcelona», a la que se añadieron personas asociadas hasta reunir a 30 patricios barceloneses. El conseller en Cap Rafael Casanova presidía la reunión donde los pareceres fueron diversos: unos insistieron en que se llamase para asistir y ser oído el general comandante Antonio de Villarroel; otros que debían comparecer también los demás generales y coroneles; otros, que aquello no era necesario estando ya informados de su parecer por sus votos escritos; otros, que se nombrasen ya personas para salir y saber exactamente cuál era la proposición de los enemigos, aunque sin darles poder alguno para negociar; otros puntualizaron que el lugar para conferenciar había de ser en el campo delante de Barcelona, escoltados por la guardia de caballería de la ciudad para la total seguridad a sus personas; otros se negaron absolutamente a que se escuchase proposición alguna de los borbónicos, fuera cual fuera, porque era de suponer que no tendría más fin que el de proponerles que se sometieran.
Los que con más intransigencia se oponían invocaban las profecías de los eclesiásticos y recordaban que la suya era una causa divina, que todos debían creer que Dios misericordioso les sacarían de aquel trance, que el convoy que en breve se esperaba de Mallorca llegaría a salvo a Barcelona, que la Sagrada Providencia mantendría las excesivas lluvias y que llegando el otoño adelantado no podrían los borbónicos mantenerse por mucho más tiempo en sus trincheras debiendo levantar el asedio, a la par que las galeras enemigas no podrían continuar con el bloqueo quedándoles de nuevo el mar libre. Casanova replicó que aquello era cierto a lo que añadió que también esperaban la respuesta a la petición de intervención británica, pero que si no ganaban tiempo escuchando la proposición borbónica el general Villarroel aseguraba que en pocas horas Barcelona estaría ardiendo bajo las llamas y ellos habrían sido derrotados. Finalmente Casanova impuso su criterio y la mayoría de la «Junta de los 24» se pronunció en favor de que se nombrasen sujetos para oír la cual era la proposición borbónica, exigiendo a cambio una suspensión de armas de 12 días.
Se inició la votación y habiendo ya votado cuatro en ese sentido el proceso quedó abruptamente interrumpido. Dos emisarios entraron y anunciaron que la Generalidad y el Brazo Militar habían resuelto su posición. Que ambos habían votado en contra de escuchar la proposición borbónica. Con los dos comunes en contra lo que resolviese Barcelona era ya intrascendente. Entonces la «Junta de los 24» decidió paralizar la votación y enviar dos emisarios a los otros dos comunes para ver si mudarían su sentir. Se encomendó la tarea a Francisco Gelabert y al conde de Claramunt respectivamente, para que trataran de persuadir a los diputados de la Generalidad y a los oficiales del Brazo militar con todas las circunstancias posibles informándoles detalladamente del estado de las defensas, de la pólvora y municiones que quedaban, y de la última revista de tropas, recordándoles que el general comandante Villarroel advertía que Barcelona no podría resistir un nuevo asalto en aquellas condiciones. Los diputados y aristócratas respondieron por escrito obstinándose en no dar oídos a cualquiera que fuera la proposición que ofreciesen los borbónicos. Ante tal resultado Casanova se dirigió de nuevo a la «Junta de los 24» manifestando que los Tres Comunes de Cataluña no podía presentarse desunidos con lo que se conminó a los 26 patricios barceloneses que aún debían votar para que lo hiciesen en el mismo sentido que el de los diputados de Generalidad y los aristócratas del Brazo militar, uniéndose así Barcelona a la resolución de los otros dos comunes.

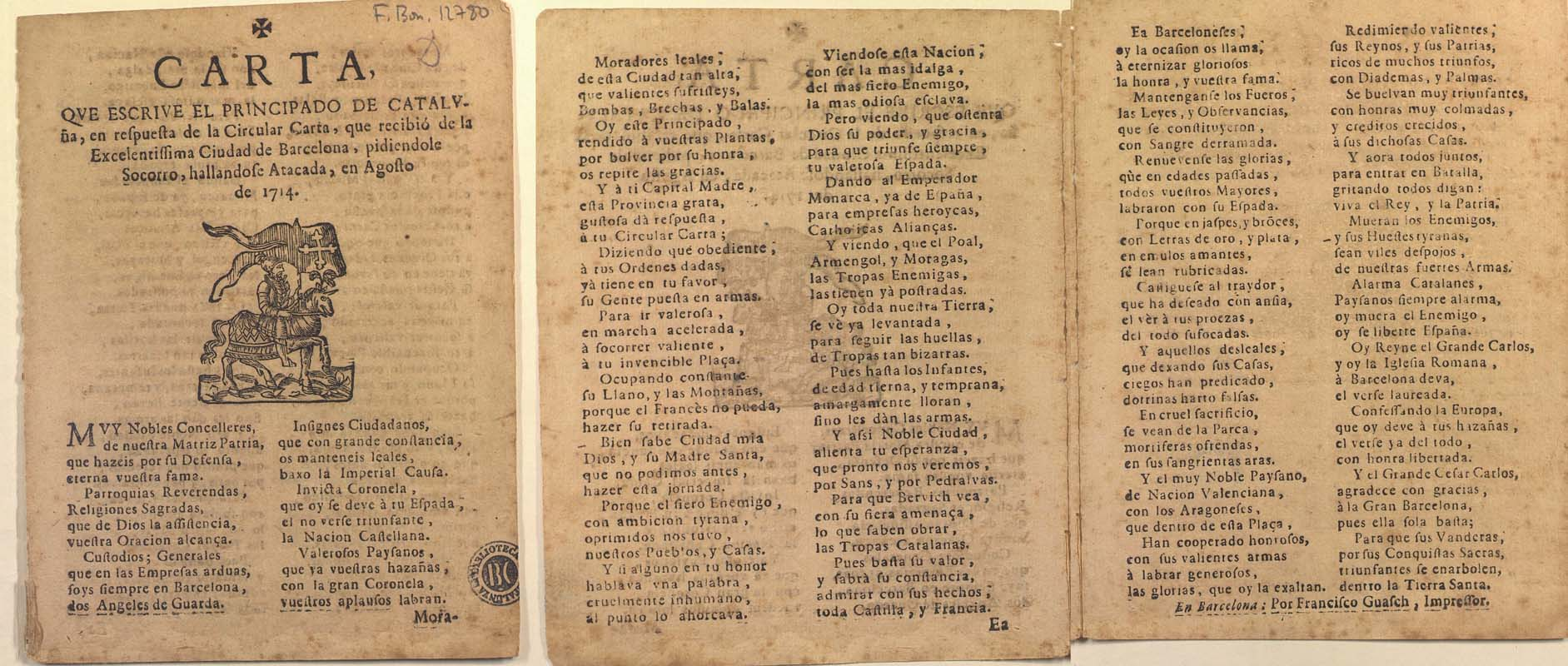
Propaganda de la «Junta de los 24»:
El romance Carta que escribe el Principado de Cataluña alababa la lucha de la milicia de la capital catalana, la Coronela de Barcelona, «que hoy se debe à tu Espada, el no verse triunfante la Nación Castellana.»

Para el historiador Salvador Sanpere y Miquel esa fue nuevamente una muestra de la grandeza de Rafael Casanova, convocando primeramente a los Tres Comunes aún y a riesgo de que votasen en su contra porque era su deber, convenciendo a la «Junta de los 24 de Barcelona» de que la única manera de evitar la inminente derrota era ganando tiempo exigiendo a Berwick una suspensión de armas de 12 días, y que ante la oposición de la Generalidad y del Brazo militar acaba haciéndose derrotar a sí mismo para mantener la unidad institucional de los Tres Comunes de Cataluña en el momento más crucial de su historia. El 5 de septiembre, tomada de esa manera la resolución unánime de los Tres Comunes de Cataluña y mientras arreciaba de nuevo la lluvia, el conde de Claramunt fue a participarla al general comandante Villarroel para que diera la orden de anunciarla al campo enemigo. Pero Villarroel se negó a hacerlo. Aseveró que dado que habían resuelto sin darle la honra de convocarle para consultarle en una decisión militar de tal transcendencia, pues que fueran los Tres Comunes los que dieran la orden por sí mismos, así como que tuvieran a bien el admitirle la dejación de su empleo como general comandante; que tal decisión se la dictaba el conocimiento del estado de la plaza, el oficio de soldado, el honor de su carácter y la obligación de «no ser cómplice en la última ruina de Barcelona».
Informados los Tres Comunes de la negativa de Villarroel a dar la orden y de su petición de dimisión le respondieron con una dura comunicación recordándole que «no puede V.E. olvidar de haber sido elegido por General Comandante de las Tropas de este Principado a su sueldo y expensas por los Tres Comunes, y se manifestó a V.E. la autoridad que para ello gozan los Tres Comunes y así que solo debe atender al interés de estos y a sus resoluciones»; también le recordaron el consejo de guerra del 19 de mayo y «que en consecuencia de aquella unánime resolución, se mantienen los Tres Comunes inmutables, no obstante cualquier riesgo o peligro que la suerte pueda ocasionar, hasta derramar la última sangre de sus venas en defensa de la ciudad sin dar oídos a capitulación» puesto que obrar en sentido contrario se opondría «a la resolución tomada el día 6 de julio por los Brazos Generales, a la unánime deliberación tomada en el dicho consejo de guerra, a la libertad de la Nación, a las leyes y honor de la Patria y, finalmente (según comprendemos) a la Divina voluntad».
(léase la comunicación íntegra) Le entregó la comunicación Juan Francisco de Verneda, a quien los Tres Comunes instaron para que hiciera valer su cargo como representante de Carlos de Austria en Barcelona para forzar a Villarroel a obedecerles, pero este continuó negándose a dar la orden. La noche del 5 al 6 de septiembre se levantó otra tempestad de truenos y fueron las corrientes tan grandes que las trincheras borbónicas, que habían sido achicadas durante el día, volvieron a inundarse.
El 6 de septiembre por la mañana Berwick, ya muy nervioso ante la ausencia de respuesta, se acercó a las trincheras para ver si había novedad. Mientras tanto en el interior de la ciudad Verneda regresó de nuevo a la residencia de Villarroel acompañado esta vez del vicario José Rifós y del marqués de Barberá quienes, tras larga discusión, acabaron finalmente por convencerle. Fue el segundo de Villarroel, el coronel Saavedra, quien ordenó hacer tocar los tambores y tras interrumpirse el fuego, y en medio de un tenso silencio en las trincheras borbónicas, leyó el papel con la respuesta que le habían entregado los Tres Comunes de Cataluña:

Los Tres Comunes se han juntado y, considerada la proposición hecha por un oficial de los enemigos,
responden que no quieren oír, ni admitir, proposición alguna del enemigo.

Del lado borbónico recibió la resolución Claude François Bidal d'Asfeld, quien respondió «Está bien!» y de inmediato ordenó que se reanudara el fuego.  Ese mismo 6 de septiembre, en Londres, el consejo de la regencia británica informó al embajador Dalmases que finalmente se habían enviado orden a la flota británica atracada en Mahón para que de inmediato zarpara hacia Barcelona con el objeto de presionar —sin emprender acción ofensiva alguna— para lograr un armisticio. Al mismo tiempo en La Haya el otro embajador catalán el conde de Ferrán se entrevistó con el nuevo rey británico Jorge I quien esperaba que amainara el tiempo para cruzar el canal de la mancha y arribar a Gran Bretaña. El embajador le expuso las instrucciones que le habían dado los Tres Comunes en 1713, a saber, que toda España fuera para Carlos de Austria, que de no ser posible fuesen los estados de la Corona de Aragón separados de Castilla y regidos para la Casa de Austria «y cuando esto no se pueda lograr, que Cataluña con las islas de Mallorca e Ibiza sea erigida en república bajo la protección de V. M., de la augustísima Casa de Austria y de los altos aliados». Esta representación del conde de Ferrán terminó de convencer a Jorge I sobre la actitud que debía adoptar respecto a los catalanes.
El 7 de septiembre, mientras las tropas borbónica volvían a desaguar las trincheras, Villarroel formalizó por escrito su dimisión solicitando «que por mi dinero se me dé embarcación hasta Mallorca para transportarme allí con mi familia» añadiendo que «suplico a V.Exas que por evitarme la desgracia de que el enemigo perturbe mi viaje o de caer en sus manos, se digne V. Exas a todo buen fin de que esto no se publique». Los Tres Comunes de Cataluña aceptaron su dimisión accediendo a todas sus peticiones; se le agradecieron los servicios prestados informándole que se le pagaría el sueldo pendiente y tres meses más, que se le pagarían todas las deudas que hubiera contraído durante su estancia en la ciudad y que para mayor resguardo de su persona, su familia y sus sirvientes serían transportados a Mallorca en las dos fragatas que se esperaban para la noche del 11 de septiembre al 12 de septiembre, aceptando entretanto que se mantuviera al frente del comando de las armas para guardar el secreto. Al interesarse este por conocer a quien habían nombrado aquel le respondió que a la Virgen de la Merced, cuya santa imagen había sido retirada de una iglesia e instalada en la silla de general comandante, y en cuyo nombre el conseller en Cap, coronel, y gobernador Rafael Casanova daría las órdenes junto a un representante de cada común: el marqués de Barberá por el Brazo militar, el conde de Rodoñá por la Diputación del General y el conde de Claramunt por Barcelona.

### El 11 de septiembre

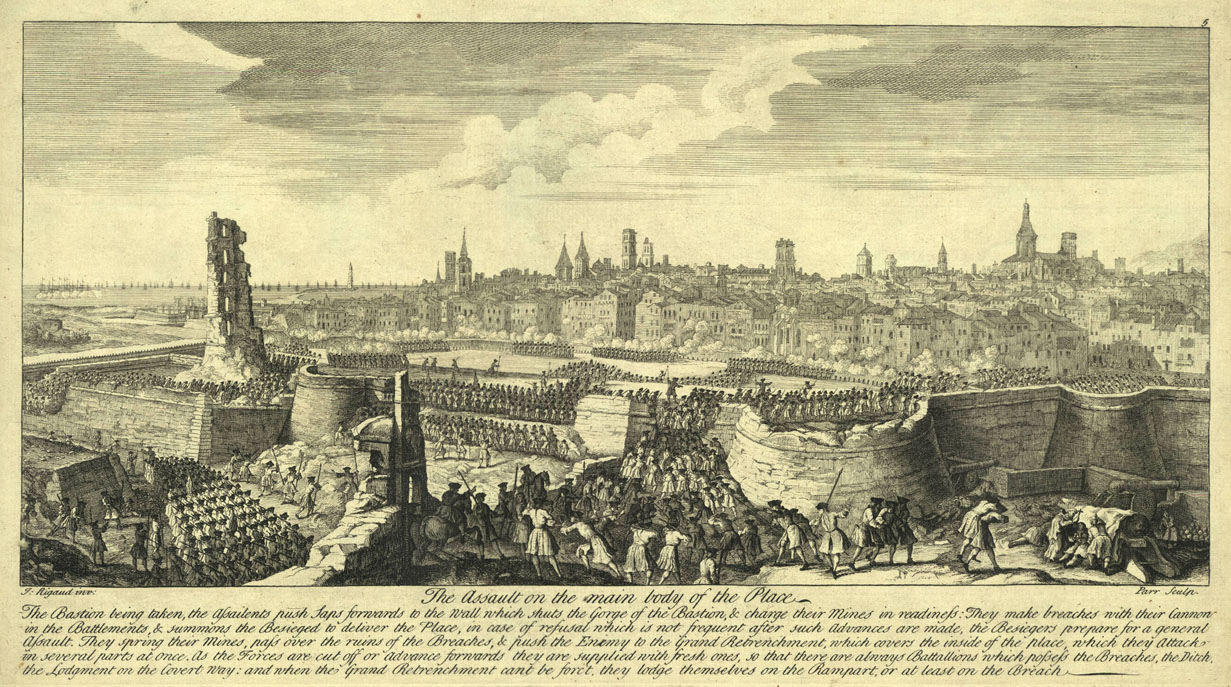
El asalto final sobre Barcelona el 11 de septiembre de 1714.
A la izquierda, detalle del baluarte de Santa Clara, con la torre de San Juan totalmente ruinosa, y contiguo, el avance de las tropas francesas del mariscal Guerchois y del brigadier Reves por la brecha central.

Los siguientes días las lluvias continuaron impidiendo a los borbónicos lanzar el asalto general. El lunes 10 de septiembre un nuevo chubasco cayó sobre la ciudad; al anochecer el conseller en Cap  Casanova volvió a reconocer la primera línea de combates en la muralla, alentando a la resistencia de las tropas a pesar de deserciones y la hambruna generalizada. Mas en esta ocasión el mariscal de Francia no ordenó el asalto al entrar la noche. A las 4:30h del martes 11 de septiembre más de cuarenta batallones borbónicos lanzaron el asalto final sobre Barcelona. El baluarte de Levante fue asaltado por el brigadier Courty y el coronel Cany, el reducto de Santa Eulalia por el coronel Chateaufot, el baluarte de Santa Clara por brigadier Balincourt, y la brecha contigua a dicho baluarte por el mariscal Lescheraine. La brecha central estaba bajo la responsabilidad del mariscal Guerchois y el brigadier Reves, mientras que el baluarte de la Puerta Nueva, único sector que el mariscal duque de Berwcik confió a tropas españolas, fue asaltado por la elite de las tropas de Felipe V, las Reales Guardias Españolas bajo el mando del mariscal Antonio del Castillo y el brigadier vizconde del Puerto. El asalto general se lanzó por los tres frentes simultáneamente tal como narraba el marqués de San Felipe, «Todos a un tiempo montaron la brecha, españoles y franceses; el valor con que lo ejecutaron no cabe en la ponderación. Más padecieron los franceses, porque atacaron lo más difícil». La defensa fue obstinada y feroz, abatiendo a los asaltantes borbónicos antes de que estos consiguieran llegar hasta la muralla y obligando a lanzar varias oleadas de gente fresca. Ante la espantosa carnicería que estaban sufriendo las tropas francesas en el sector del Baluarte del Santa Clara, el teniente general Cilly ordenó al coronel Chateaufort que abandonase el ataque al reducto de Santa Eulalia y solicitó al mariscal Lescheraine, del centro francés, que lo auxiliase con el grueso de sus tropas formado por los regimientos Normadie, Auvergne, y La Reine para asaltar la brecha contigua al baluarte de Levante. Pasadas las cinco de la mañana, y tras lanzar tres asaltos, las tropas conjuntas del coronel Cany, del brigadier Courty, del coronel Chateufort y del mariscal Lescheraine conseguían pasar a sangre y fuego por encima de las pocas tropas catalanas supervivientes que defendía dicha la brecha.
A partir de la rotura de la brecha el colapso de la defensa se precipitó. Los combatientes del baluarte de Levante, cogidos por la espalda, fueron pasados a bayoneta; otro tanto les sucedió a los defensores del baluarte de Santa Clara, de los cuales sólo unas pocas compañías pudieron salvarse gracias a la carga suicida de una de las compañías de la Coronela de Barcelona; y poco después también cayó el baluarte de la Puerta Nueva, bajo las tropas españolas. Como recordaba el marqués de San Felipe «Todo se vencía a fuerza de sacrificada gente, que con el ardor de la pelea ya no daba cuartel, ni lo pedían los catalanes, sufriendo intrépidamente la muerte». Los consejeros de Barcelona, viendo que toda la línea de defensa había colapsado y que la caída de la ciudad era inevitable, decidieron abandonar su cuartel general en el portal de San Antonio y salir a combatir por las calles. En ese momento recibieron aviso del teniente mariscal Antonio de Villarroel, quien les comunicaba que retomaba el general comando militar y les pedía que lanzaran su contraataque por el sector de San Pedro, mientras que él dirigiría otro por el centro. Pasadas las seis de la mañana, Rafael Casanova ordenó emitir el que sería su último bando como conseller en Cap de Barcelona ordenando sin excepción a todos los varones mayores de catorce años a la defensa de la ciudad de Barcelona y guardia de la bandera de Santa Eulalia, en servicio del Rey y de la Patria. Casanova montaba a caballo mientras que la bandera de Santa Eulalia, reliquia venerada por los barceloneses y que según la tradición sólo podía sacarse en momentos de grave peligro para Barcelona, la llevaba el consejero segundo Feliu de la Peña a pie. Siguiendo las órdenes del bando varias compañías de los seis batallones que formaban la Coronela de Barcelona se congregaron en la Plaza de Junqueras donde se les unió una multitud de gentes. Entonces Casanova desmontó y tomó la bandera de Santa Eulalia de cuya hasta pendían dos cordones auxiliares que tomaron respectivamente el marqués de Barberá y el protector del Brazo militar de Cataluña, completando la custodia de la saagrada bandera un séquito de patricios barceloneses. A la orden del conseller en Cap Rafael Casanova subieron por el terraplén de la muralla de Junqueras y se lanzaron al contraataque pasadas las siete de la mañana.

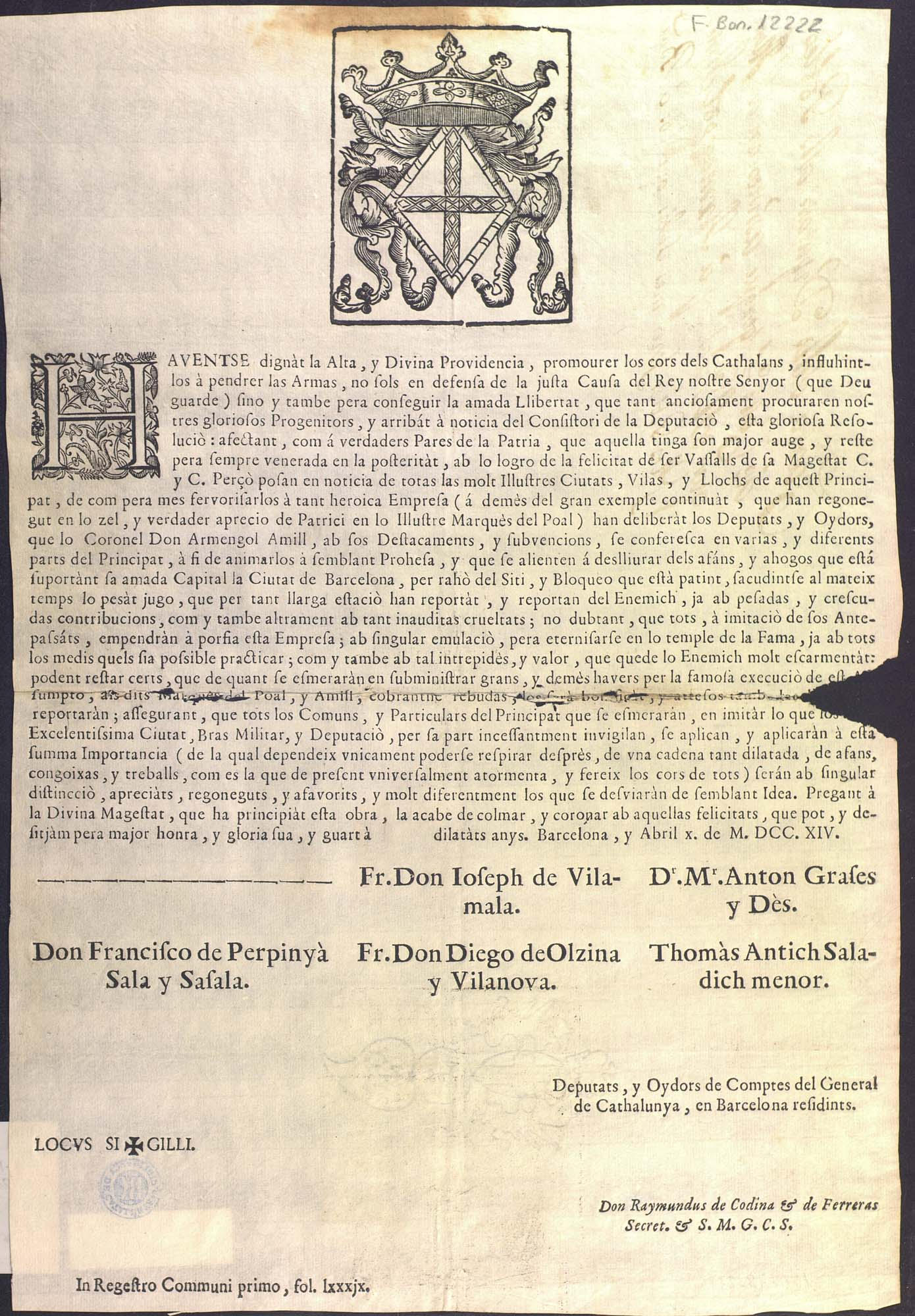
«Salvadores de la Patria».
Los próceres catalanes radicales como Manuel de Ferrer y Sitges, Rafael Casanova o el marqués de Barberá que llevaron a Cataluña a la catástrofe total de 1713-1714 con la «gloriosa Resolución» de continuar la guerra, no dudaron en atribuirse para sí mismos el título de «Padres de la Patria». En esta carta los diputados de la Diputación del General instaban a continuar la guerra «no solo en defensa de la justa causa del rey nuestro señor (que Dios guarde) sino y también, para conseguir la amada Libertad».

El ingeniero Jorge Próspero de Verboom, que con las tropas españolas había llegado hasta el baluarte de San Pedro, anotó en su diario que fue entonces aparecieron las tropas catalanas «con la bandera se Santa Eulalia a su frente». Les embistieron con tal fuerza que las tropas españolas que combatían en ese sector empezaron a retirarse desordenadamente hasta provocar una desbandada general en todo el sector de San Pedro. El avance de las tropas catalanas aplastó a los batallones de las Reales Guardias Españolas, que fueron masacrados tal como recordaba el entonces capitán de la unidad Melchor de Abarca y Velasco: «los regimientos de Guardias que les toco pasar por esta parte derramaron mucha sangre, los cuales quedaron totalmente perdidos». Mientras comandaba el contraataque el conseller en Cap Rafael Casanova cayó herido de un balazo en el muslo, recogiendo la bandera de Santa Eulalia el protector del Brazo militar de Cataluña Juan de Lanuza y de Oms, y siendo trasladado el consejero al Colegio de la Merced donde había instalado un hospital de campaña. Ante la caída en combate de Rafael Casanova el avance quedó detenido y a partir de entonces los combates se centraron en la posesión del convento de San Pedro, que fue reconquistado y perdido once veces entre defensores y asaltantes. Ante la enconada resistencia de los barceloneses el mariscal duque de Berwick movilizó a 6.000 hombres más de sus reservas para entrar en combate.
También por el sector derecho las tropas francesas habían empezado a retirarse hasta parapetarse en el convento de Santa Clara, donde fortificaron sus posiciones del lado del Pla d'en Llull. El teniente mariscal Antonio de Villarroel, que aunque no fuera catalán había nacido en Barcelona, flanqueado por el general comandante de la caballería, el catalán Miguel de Ramón y Tord, exhortó a sus hombres con estas palabras: «Señores, hijos y hermanos, hoy es el día en que se han de acordar del valor y gloriosas acciones que en todos tiempos ha ejecutado nuestra nación. No diga la malicia o la envidia que no somos dignos de ser catalanes y hijos legítimos de nuestros mayores. Por nosotros y por toda la nación española peleamos. Hoy es el día de morir o vencer, y no será la primera vez que con gloria inmortal fue poblada de nuevo esta ciudad defendiendo la fe de su religión y sus privilegios», tras lo cual se lanzaron con los restos de la caballería desde la Plaza del Borne hasta el Pla d'en Llull, donde la carga fue masacrada por las tropas francesas apostadas en el convento de Santa Clara. El teniente mariscal Villarroel, herido, fue retirado de los combates y trasladado a su residencia mientras el general Francisco Sans de Monrodon, comandante del sector, ordenaba construir una barricada.
Francisco de Castellví, capitán de la 7.ª compañía del II batallón de la Coronela de Barcelona, recibió órdenes de atravesar ese frente por la casa de las aduanas y socorrer a los que combatían en el bastión de Mediodía; en sus memorias se refirió a las dantescas imágenes que su sucedían a su alrededor y a la brutalidad de los combates sentenciando «No puede la humana compresión, explicar cuál era el ardor y el encono». Media hora después llegaron allí los diputados de la Generalidad Antonio Grases y Des y Tomás Antich y Saladrich con el miembro de la «Junta Superior» Félix Teixidor y Sastre al frente de un destacamento formado por milicianos y civiles; el diputado traía consigo la bandera de San Jorge, insignia de la Diputación del General, y exigió a un suboficial que se presentara ante él el comandante del sector. Al rato llegó el general Francisco Sans de Monrodon y en su presencia el diputado de la Diputación del General se puso de rodillas y le dijo: «Estamos aquí para morir por la Patria, señálenos donde quiere que ataquemos con la bandera». A cabo de unos instantes el añejo general Sans, partidario de una capitulación honrosa que evitara la masacre de los civiles, objetó que necesitaba a todos sus soldados para estabilizar ese sector y que no iba a cederle hombres para lanzar un ataque custodiando la bandera de San Jorge; ante la contrariedad de los diputados de la Diputación del General, el general les replicó que devolvieran la bandera al lugar de donde la habían sacado, y que serían de mayor utilidad si procuraran conseguir aguardiente y municiones para las tropas que estaban combatiendo desde hacía horas, una tarea —la de aguaceros—, a la que estaban destinados los niños menores de 13 años.

### Villarroel y Tohar logran forzar la capitulación

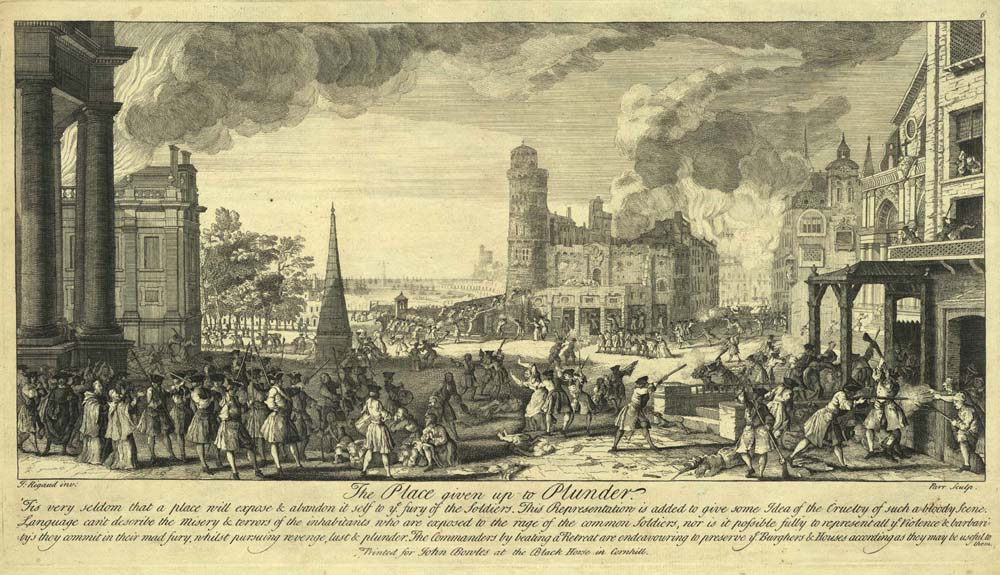
Saqueos y violaciones en Barcelona el 11 de septiembre de 1714.
A la izquierda al fondo, representación de la Pirámide del Borne mientras en primer plano los oficiales franceses custodian a fray Tomás Torrens y a otro dominico a la par que sus tropas se libran al saqueo y la violación.

Al mediodía, habiendo caído en combate la cúpula político y militar, estando el conseller en Cap Rafael Casanova ingresado en el colegio de la Merced y el teniente mariscal Antonio de Villarroel siendo atendido de sus heridas en su residencia, los miembros de la «Junta de los 24» se reunieron con varios oficiales militares para analizar la situación de los combates. En ese ínterin les llegó la noticia que el asalto borbónico se había detenido en los tres sectores de ataque; la razón era el comandante del sector de San Agustín, el coronel Pablo Tohar, alegando estar siguiendo órdenes directas del herido teniente mariscal Villarroel, había batido tambor solicitado parlamentar y había entrado en campo borbónico. Allí había solicitado negociar una capitulación y Berwick había concedido una suspensión de armas hasta las cinco. La intervención del coronel Pablo Tohar resultó providencial dado que justo antes de que batiera llamada para parlamentar, se habían encendido las humaredas en los tres sectores del ataque borbónico, señal convenido por Berwick para que la segunda reserva —12.000 hombres más—, se lanzaran dentro Barcelona arrasando finalmente con todo lo que encontraran a su paso.
Estupefactos y desconcertados, los supervivientes de la «Junta de los 24» resolvieron que debían ser los Tres Comunes de Cataluña los que unánimemente respondieran a la situación. Se convocó a los diputados de la Generalidad y a los miembros del Brazo militar que aún seguían en pie para que se reunieran en el Portal de San Antonio. Ante la indignación de los presentes el coronel Juan Francisco Ferrer les expuso la determinación del teniente mariscal Villarroel: había que negociar una capitulación antes de la llegada de la noche, o de lo contrario se exponía a la ciudad a la total debastación. Pero los miembros más radicales de los Tres Comunes de Cataluña insistían en que debía verterse más sangre convocando nuevamente a los civiles a la lucha; les replicaron los que querían acabar con todo aquello gritando que ya había habido suficiente muerte y destrucción para «dar testimonio a los venideros» y que debían aprovechar la última oportunidad que les ofrecía Berwick.
Finalmente a las tres de la tarde los Tres Comunes acordaron redactar un bando de consenso. Como señala el historiador Carlos Serret, frecuentemente se ha atribuido la autoría del dicho bando al conseller en Cap de Barcelona Rafael Casanova, cuando la verdad histórica es que Rafael Casanova había caído herido en combate horas antes en el bastión de San Pedro y que el bando fue redactado en la conferencia tenida por los Tres Comunes de Cataluña en el Portal de San Antonio, tal y como el mismo bando deja, meridianamente, explicitado. Pero el bando no fue leído por las calles de Barcelona pues continuaban las discusiones y el bloqueo entre los miembros de los Tres Comunes de Cataluña. Su mera existencia, contenido y redactores fueron descubiertos a finales del siglo XIX, cuando se halló en Viena el manuscrito de uno de los presentes en la reunión, Francisco de Castellví y Obando. Pasadas las cinco de la tarde, y ante la inexistencia de respuesta, el mariscal duque de Berwick anunció que les ampliaba la suspensión de armas hasta la medianoche. Finalmente los Tres Comunes de Cataluña accedieron a que se escuchara a Juan Francisco de Verneda, quien expuso el plan de Carlos de Austria si los Tres Comunes decidían finalmente negociar una capitulación: en suma, Carlos de Austria le ofrecía a Felipe V la entrega del reino de Mallorca e Islas de Ibiza, si tanto Cataluña como Mallorca conservaban sus fueros, privilegios, costumbres e inmunidades como en los tiempos del difunto Carlos II.
Dado que se exigía la conservación de los fueros los intransigentes diputados de la Diputación del General acabaron cediendo a las presiones; fueron designados para negociar el inspector general del ejército de Cataluña Jacinto Oliver y el miembro de la «Junta de los 24» Mariano Duran y Mora, accediendo a que fueran acompañados por el coronel Juan Francisco Ferrer en nombre del teniente mariscal Antonio de Villarroel, y de Martín de Zubiría en las funciones de traductor, los cuales partieron hacia el campo borbónico a las seis de la tarde. A la una de la madrugada del 12 de septiembre los comisionados regresaron a la ciudad informando que Berwick no aceptaba la conservación de los fueros de Cataluña y de Mallorca, que solo ofrecía respetar la vida y la libertad de los sitiados, y que ampliaba la suspensión de armas hasta el mediodía del 12 de septiembre.

### El pacto de capitulación
A los ocho de la mañana del día 12 de septiembre, a pesar de la fanática obstinación del diputado de la Diputación del General Francisco de Perpiñá por no acceder jamás a capitulación alguna, al fin la mayoría resolvió que dada la falta de gente y el hambre extrema que azotaba la ciudad debían aceptarse los términos de la capitulación ofertada por el mariscal de Francia, si solo si, se quitaba la palabra «rendición a discreción»; en caso contrario y si el duque insistía en una rendición a discreción, los comisionados debían retirarse. Ante tal tesitura —y desobedeciendo las órdenes que Felipe V le había entregado—, Berwick acabó pactando la capitulación de Barcelona a las tres de la tarde del día 12 de septiembre de 1714.

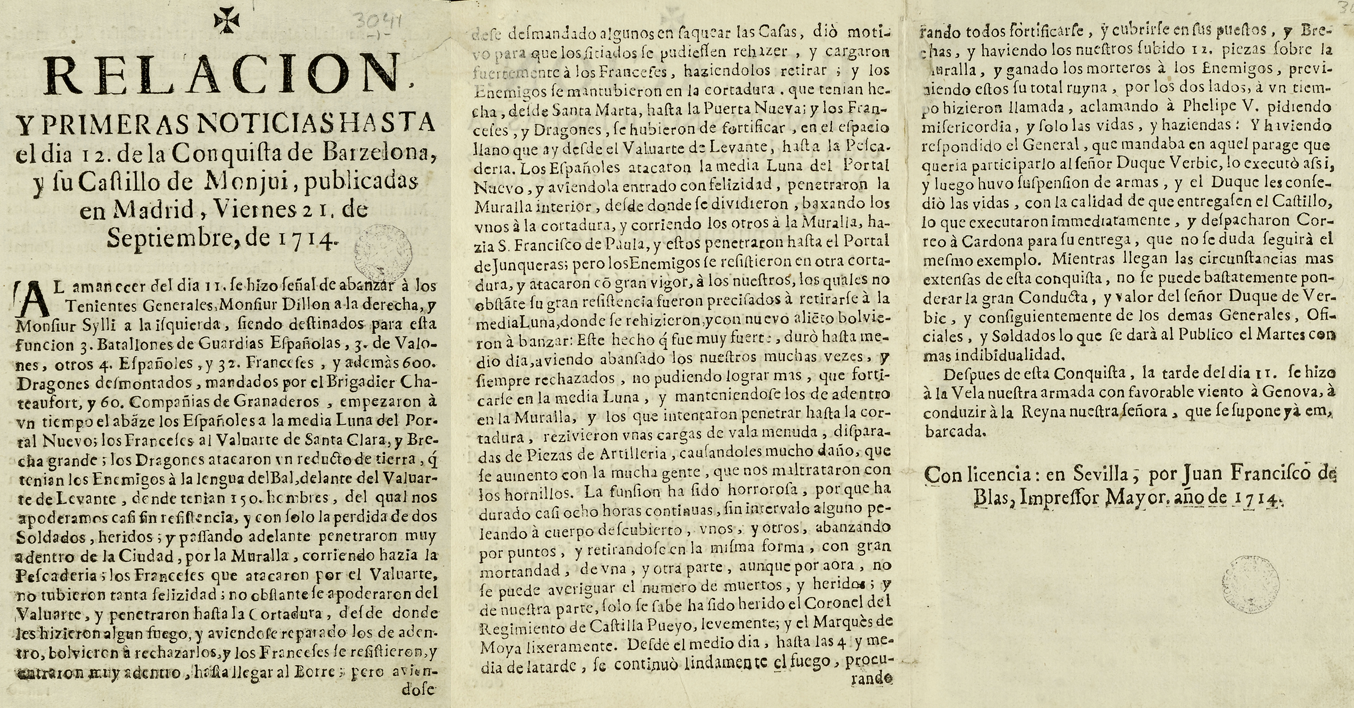
«Relación y primeras noticias hasta el dia 12. de la Conquista de Barzelona y su Castillo de Monjui, publicadas en Madrid, Viernes 21. de Septiembre, de 1714»

Siguiendo lo capitulado la «Junta de los 24» ordenó que se entregara la fortaleza de Montjuich al teniente general francés marqués de Guerchy. Esa tarde el teniente coronel José de Peguera y el capitán de la Coronela de Barcelona Francisco de Castellví y Obando fueron a visitar al herido conseller en Cap Rafael Casanova al hospital del colegio de la Merced donde le expusieron la capitulación que había concedido Berwick. Mismamente Juan Francisco de Verneda fue a visitar al herido Antonio de Villarroel a su residencia; cuando marchaba se cruzó con el coronel Juan Francisco Ferrer, quien le recriminó la obstinación de la defensa tachando a los consejeros de Barcelona de beatos sanguinarios y afirmando que si hubieran capitulado cuando él llegó con las órdenes de Viena, en agosto, habrían obtenido más en la negociación con Berwick. Verneda le respondió que él no era quién para juzgar las deliberaciones de los catalanes, que no debería habérsele permitido entrar a negociar en campo borbónico, que no había entendido nada de lo ocurrido, y se despidió de él sentenciando «Cataluña se halla ilustrada desde los antiguos tiempos de grandes honores y fama. Habría sido bajeza permitir degradar su Honor, sin derramar la mayor parte de su sangre».
El sitio de Barcelona había provocado unas bajas estimadas en 14.200 asaltantes borbónicos, 6.850 defensores catalanes, y la destrucción de un tercio de la ciudad; los muertos habidos durante la rebelión en combates, ejecuciones y represalias en el interior de Cataluña resultaron incalculables. Berwick cumplió con la palabra de honor que había dado en la capitulación y tanto políticos como militares siguieron viviendo en «su casa como antes, sin que por lo pasado se le haga ningún proceso de lo que ha hecho contra el rey». El historiador Joaquín Guerrero de la Universidad Autónoma de Madrid sostiene en su tesis doctoral que «si hubiera salido adelante la propuesta de Casanova, y Berwick la hubiera admitido -lo que es dudoso- hubiera podido cambiar la historia porque quizás habría dado tiempo a que las órdenes de Jorge I de auxiliar a los catalanes hubieran podido hacerse efectivas. Inglaterra tenía una flota poderosa en Mahón a la que se habían enviado instrucciones desde Londres en este sentido, con anterioridad al 6 de septiembre, pero que no llegaron a tiempo».

## Consecuencias

### Ocupación de la ciudad

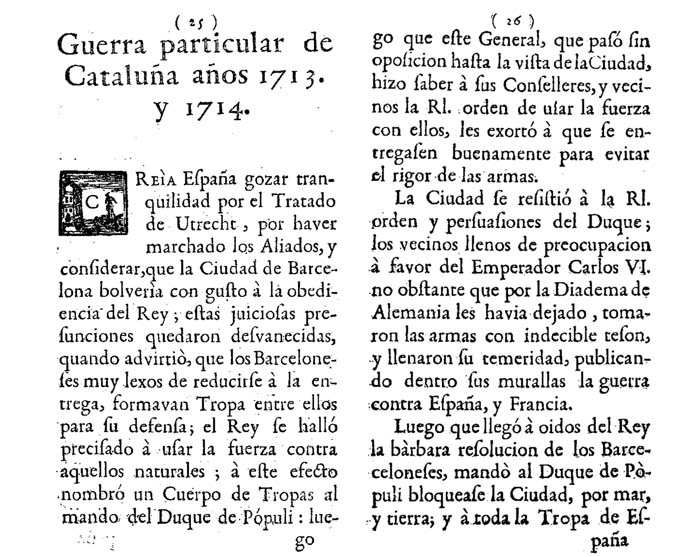
Relación de servicios del capitán Antonio de Alós y Rius (1693-1780)—hijo de un destacado butiflero—, que luchó en asalto final de Barcelona el 11 de septiembre.

El 13 de septiembre por la mañana Berwick nombró por gobernador de Barcelona al marqués de Guerchy. Ante la indignación de los militares españoles el mariscal de Francia les respondió que la gloria de mandar en la plaza la había destinado a la nación francesa, que era la que más sangre había derramado para dominarla, a lo que añadió que las tropas españolas no habían sido suficientes para rendir la ciudad y que era justo tuvieran el comando los franceses. Acto seguido se inició la ceremonia de capitulación; el sargento mayor de la Coronela Félix Nicolás Monjo —en representación del herido Rafael Casanova—, y el coronel Juan Francisco Ferrer —en representación del herido Antonio de Villarroel—, entregaron solemnemente las llaves de Barcelona al teniente general marqués de Guerchy. Seguidamente Berwick pasó revista al ejército francés, puesto en armas ante su persona, y finalmente les ordenó que entraran en Barcelona.
Entraron 13 batallones de infantería franceses y lo que quedaba de las sufridas Reales Guardias Españolas junto a 1.500 soldados de caballería. El brigadier borbónico vizconde del Puerto señaló en sus memorias que todo se ejecutó «sin el menor desorden, y luego entraron muchas provisiones en la ciudad, donde la necesidad era extrema». Le acompañaba el capitán de caballería butiflero Antonio de Alós y de Rius, quien detalló que «plazas y calles estaban llenas de ruinas, y los parajes por donde se les atacó estaban llenos de cadáveres de ambas partes». En el que sería su último bando, los consejeros de Barcelona ordenaron al pueblo que no mostrara el menor signo de derrota y que volvieron a sus trabajos y talleres desafiantes: «dieron orden que ningún paisano hablase de lo pasado, que los artesanos y mujeres trabajasen en las puertas de sus casas, como antes de la guerra». El capitán de la Coronela Francisco de Castellví también dejó constancia del hecho recordando que «volvieron los artesanos a su trabajo con tranquilidad, como si dentro de la ciudad no hubiera sucedido cosa alguna. En las tiendas cuyos maestros habían muerto, comparecían las viudas e hijos con las divisas del luto».
El pasmo de las tropas borbónicas mientras se adentraban en la ciudad lo reflejó el capitán Alós en sus memorias del 13 de septiembre «Se practicó puntualmente todo lo mandado por la Ciudad de manera que cuando los oficiales del campo pasábamos por las calles admirábamos la frescura con que toda la plebe de ambos sexos trabajaba en las labores de sus oficios, como si nunca hubiesen tenido los marciales e intrépidos alientos con que, en un año de bloqueo y más de cuarenta días de sitio, habían resistido a dos formidables ejércitos. Me parece, dijo el Duque de Berwick: Que gloria hubiera adquirido esta Nación, si tan obstinada defensa la hubiese hecho a favor de su Rey!». Por la tarde Berwick envió a su ayudante real a la residencia del teniente mariscal Villarroel para expresarle sentía el estado de su herida, ofreciéndole toda la ayuda médica que necesitase y reafirmándole que cumpliría con su palabra de honor dada en el pacto de capitulación. El 14 de septiembre a las 8 de la mañana delante de las atarazanas los soldados del ejército de Cataluña fueron desarmados entregándose las banderas de 5 regimientos de infantería y los estandartes de 3 regimientos de caballería. Licenciados los soldados se les ofreció plaza en los ejércitos francés y español, y a los que lo rechazaron se le concedió libre pasaporte para marchar. Al día siguiente 15 de septiembre se procedió al desarme de la milicia ciudadana, la Coronela de Barcelona, entregándose 42 banderas gremiales. Así mismo se ordenó a la Diputación del General que entregara la bandera de San Jorge y al Consejo de los 100 de Barcelona la tan nombrada bandera de Santa Eulalia.  A las 3 de la tarde las llevaron todas al campamento del duque de Berwick fuera de Barcelona, ordenando este que fueran enviadas a Madrid y ofrecidas a Felipe V como trofeos de guerra para ser colgadas en la Basílica de la Virgen de Atocha.

### Abolición de los Tres Comunes de Cataluña
Tras desarmar a las tropas del ejército y la milicia gremial, el 15 de septiembre Berwick nombró a una junta de 15 personas que —a las órdenes del capitán general del ejército—, iba a administrar la ciudad en lugar del Consejo de Ciento de Barcelona. Así mismo nombró a la «Real Junta de Gobierno» que iba a suplantar a la Diputación del General; la junta la presidía el intendente del ejército José Patiño Rosales y la formaban destacados butifleros: José de Marimón, Rafael Cortada, José Alós —padre del capitán Alós—, Francisco Ametller y Gregorio Matas.
Al día siguiente 16 de septiembre «mandó D. Joseph Patiño que en la Casa de la Ciudad se juntasen los consejeros, los diputados, y los jefes del Brazo militar, lo que practicaron con las formalidades y esplendor que en todo acostumbra esta Nación»;  a Patiño y los nuevos administradores le costó llegar hasta allí porqué las «calles estaban tan arruinadas por la muchedumbre de bombas que fue preciso emplear gran número de granaderos para hacer transitables aquellas por donde había de pasar». Una vez allí y reunidos los consejeros segundo, tercero, cuarto y quinto el intendente del ejército José Patiño les leyó el decreto de abolición del Consejo de Ciento de Barcelona, ordenando que se sellaran sus archivos y arcas de depósito. Acto seguido leyó el decreto con el nombramiento de los nuevos administradores de la ciudad y, como anotó el capitán Alós, ordenó se le entregaran «los libros en que estaban escritas las ordenes expedidas en los catorce meses que duraron el bloqueo y sitio, y en todo obedecieron con exacta prontitud. Don Joseph Patino remitió aquellos libros a la Corte». Efectivamente, como se lamentó el historiador Sanpere Miquel, el libro de la «Junta de los 24» y el libro de deliberaciones de los consejeros del año 1714 —principales fuentes de información— fueron enviados a Madrid sin saberse nunca más su paradero. Tras ello Patiño envió a dos de los nuevos administradores de la ciudad para que leyesen a los diputados de la Diputación del General el decreto de abolición. El diputado eclesiástico intentó replicar al decreto abolición pero de inmediato fue cortado por Francisco de Junyent quien le dijo: «Donde no hay con que resistir, no hay que replicar». Abolida la Diputación del General los dos emisarios pasaron al salón del Brazo militar donde leyeron el decreto de abolición del último de los Tres Comunes de Cataluña.
Las tres noches siguientes se lanzaron fuegos artificiales y finalmente el 18 de septiembre el mariscal duque de Berwick hizo su entrada triunfal en Barcelona. Desde Sarriá fue flanqueado todo a lo largo del recorrido por soldados en armas y a las afueras de Barcelona fue recibido por la nueva junta de administradores, que le dieron la bienvenida y le acompañaron hasta la catedral donde se celebró una misa de Te Deum por el fin de la guerra presidida por un retrato gigante de Felipe V. Pero a los coetáneos no les pasaba desapercibida cierta coincidencia histórica con la que hicieron cábalas; tal como recogió Castellví «es de notar que precisamente se han cumplido 1.000 años desde que los moros conquistaron esta plaza, que fue en el año 714. Y es singular que 1.000 años después esta plaza ha sido conquistada por el rey Felipe V».

### Administración militar
El 20 de septiembre los franceses transfirieron la plaza a las autoridades españolas, habiendo nombrado Felipe V por nuevo gobernador de Barcelona al marqués de Lede. Llegado el marqués, el mariscal de Berwick le expuso los atrasos en el pago por los servicios de las tropas francesas, el modo de cobrarlos, y los cuarteles que se debían señalar. Por su parte el marqués de Lede le expuso a Berwick las órdenes terminantes que traía de la corte de Madrid: tomar prisioneros a los oficiales militares que habían servido durante la rebelión. Dos días después, contraviniendo el pacto de capitulación, Villarroel y todos los oficiales del estado mayor fueron detenidos y encarcelados. Berwick pidió excusas a Villarroel y le prometió que tan pronto llegase a Madrid arreglaría el embrollo, pero Felipe V jamás cedió en ese punto. A pesar de que habían sido los militares los que más habían insistido en la necesidad de capitular, fueron precisamente éstos —y no los políticos—, los que acabaron sirvieron de chivo expiatorio. Quedaron reclusos en diferentes cárceles de España durante los siguientes 11 años hasta que en 1725 se firmó el Tratado de Viena y fueron liberados.
Quince días después, el 2 de octubre, Berwick ordenó la expatriación de todos los eclesiásticos y beatos que habían dado apoyo moral a la rebelión: el vicario general José Rifós y un largo etcétera fueron expulsados de los dominios de Felipe V. Al días siguiente Berwick decretó el desarme general de los catalanes debiendo entregar «todas y cualesquier armas de cualquier género, o calidad que sean». El siguiente paso se dio el 10 de noviembre cuando se prohibió bajo pena de muerte que ningún catalán saliese de Cataluña sin pasaporte autorizado. Días después se ordenó al general José Moragas, uno de los pocos oficiales superior que continuaba en libertad y no había huido de Cataluña, que se presentara en Barcelona. En la ciudad continuaban viviendo la mayoría de caudillos de la rebelión: Manuel de Ferrer y Sitges, Rafael Casanova, el marqués de Barberá, etc. Los miembros de la «Real Junta de Gobierno» se quejaron al capitán general que era «cosa sumamente desproporcionada que se compilen procesos y reciban informaciones contra eclesiásticos, en tiempo que los principales Caudillos [..] que han tenido amotinado el país, particularmente durante el bloqueo y sitio de Barcelona, viven con toda tranquilidad en sus casas». En febrero de 1715 el marqués de Barberá se negó a pagar las nuevas contribuciones borbónicas y fue encarcelado siendo desterrado a Pamplona. En marzo el general Moragas, temiendo acabar también encarcelado, trató de huir a Mallorca pero, delatado, fue apresado. Fue acusado de haber intentado salir de Cataluña sin pasaporte y el 27 de marzo fue arrastrado vivo por las calles de Barcelona, decapitado, su cuerpo hecho cuartos y su cabeza colgada en un jaula; el secretario de la «Real Junta de Gobierno» Gregorio Matas informó al ministro Manuel de Vadillo congratulándose de que «ha sido grande el terror que aquellas sentencias han impreso en los corazones de los más obstinados».
Finalmente «Real Junta de Gobierno» ordenó el secuestro general de los bienes de los "sujetos que más se demostraron en las conmociones de Cataluña". Estos fueron clasificados en 6 clases; en la primera clase estaban todos los consejeros de 1713-1714 y los miembros de la «Junta de los 36» y de la «Junta de los 24», porque «fueron jefes y caudillos de la rebelión y obstinada resistencia y deben ser excluidos perpetuamente de la restitución de sus haciendas». En la segunda clase todos los miembros del Brazo militar de Cataluña que votaron la guerra. En la tercera los diputados y oidores de la Diputación del General. En la cuarta los ministros nombrados en tiempos del archiduque Carlos y que en lugar de evacuar en 1713 se quedaron dentro de Barcelona. En la quinta clase todas las personas que, aunque no formaban parte de las juntas, permanecieron en Barcelona para su defensa. En la sexta todos los que habían luchado en las filas del ejército de los Tres Comunes de Cataluña.

### Nueva Planta de la Real Audiencia de Cataluña
En 1715 toda Cataluña continuaba bajo dominio militar siendo administrada por la «Real Junta de Gobierno» a las órdenes del capitán general del ejército. Por real decreto del 12 de marzo Felipe V ordenó «que según la calidad del país y genio de sus naturales» se formara un órgano de gobierno.   Acto seguido el Consejo de Castilla empezó las deliberaciones y requirió al intendente del ejército en Cataluña José Patiño y al jurista Francisco Ametller y Perer —destacado butiflero—, que presentaran sendos informes para aconsejarles. Ametller defendió una abolición selectiva de las instituciones catalanas reformando aquellas que no entorpecieran la «Real Autoridad», mientras que en el ámbito doméstico se mostró favorable a preservar el derecho privado catalán. En cambio Patiño era partidario de una abolición más radical y de que Cataluña continuara bajo control y administración del ejército pues en su informe advertía:

»Que el genio de los naturales es amante de la libertad, son aficionadísimos a todo género de armas, prontos a la cólera, rijosos y vengativos, y que siempre se debe recelar de ellos a que aguarden conjura para sacudirse el yugo de la justicia. Son muy interesados y en todas la edades pasadas ha sido su conato en las Cortes conseguir por ley municipal la remisión de pechos y tributos, de suerte que ninguna cosa siente tanto como el poder ser cargados con imposiciones y tributos por la sola Real Autoridad.

»Son apasionados a su patria en tal exceso que les hace trastornar el uso de la razón y solamente hablan en su lengua nativa; es su genio laborioso e infatigable, a impulsos de la apetecida conveniencia, y más presto ahorran que consumen en lo necesario, y que en todas facultades hay mayor número de los que pueden decentemente subsistir.

»Que aquel grande orgullo esta abatido, y respetan ya los preceptos de Vuestra Majestad, y a la justicia, no por afecto y amor, sino por la fuerza superior de las armas, de modo que la quietud y obediencia deben afianzarse en éstas, pues las necesita el país por su calidad y genio de los naturales, que serán siempre el brazo fuerte para ladear y asistir a los ministros de justicia.

Atendiendo a ambos informes el Consejo de Castilla resolvió dar una nueva planta -nueva estructura- a la Real Audiencia de Cataluña para que ejerciera el poder absoluto en nombre del rey. Pero a diferencia de las reales audiencias castellanas, presididas éstas por civiles, la Real Audiencia de Cataluña quedaba bajo la presidencia del capitán general del ejército dando lugar una diarquía militar-civil que fue llamada Real Acuerdo. Quedó instaurado así el absolutismo en Cataluña concluyendo el historiador borbónico Vicente Bacallar que «se la quitaron sus privilegios y se la pusieron regidores, como en Castilla, arreglando a estas leyes todo el gobierno» con lo que «paró la soberbia pertinaz de los catalanes, su infidelidad y su traición»